# Horus
Vous lisez un « article de qualité » labellisé en 2015.
Pour les articles homonymes, voir Horus (homonymie) et Hor.
Horus (de l'égyptien Hor / Horou) est l'une des plus anciennes divinités égyptiennes. Les représentations les plus communes le dépeignent comme un faucon couronné du pschent ou comme un homme hiéracocéphale. Son nom signifie « le Lointain » en référence au vol majestueux du rapace. Son culte remonte à la préhistoire égyptienne. La plus ancienne cité à s'être placée sous son patronage semble être Nekhen, la « Ville du Faucon » (Hiérakonpolis). Dès les origines, Horus se trouve étroitement associé à la monarchie pharaonique en tant que dieu protecteur et dynastique. Les Suivants d’Horus sont ainsi les premiers souverains à s'être placés sous son obédience. Aux débuts de l’époque historique, le faucon sacré figure sur la palette du roi Narmer et, dès lors, sera constamment associé au pouvoir royal.
Dans le mythe le plus archaïque, Horus forme avec Seth un binôme divin caractérisé par la rivalité, chacun blessant l'autre. De cet affrontement est issu Thot, le dieu lunaire, considéré comme leur fils commun. Vers la fin de l'Ancien Empire, ce mythe est réinterprété par les prêtres d'Héliopolis en intégrant le personnage d'Osiris, l'archétype du pharaon défunt divinisé. Cette nouvelle théologie marque l'apparition du mythe osirien où Horus est présenté comme le fils posthume d'Osiris né des œuvres magiques d'Isis, sa mère. Dans ce cadre, Horus joue un rôle majeur. En tant que fils attentionné, il combat son oncle Seth, le meurtrier de son père, le défait et le capture. Seth humilié, Horus est couronné pharaon d'Égypte et son père intronisé roi de l'au-delà. Cependant, avant de pouvoir combattre vigoureusement son oncle, Horus n'est qu'un être chétif. En tant que dieu-enfant (Harpocrate), Horus est l'archétype du jeune enfant soumis à tous les dangers de la vie. Frôlant la mort à plusieurs reprises, il est aussi l'enfant qui, toujours, surmonte les difficultés de l'existence. À ce titre, il est un dieu guérisseur et sauveur très efficace contre les forces hostiles.
Outre ses traits dynastiques et royaux, Horus est une divinité cosmique, un être fabuleux dont les deux yeux sont le Soleil et la Lune. L'œil gauche d'Horus, ou Œil oudjat, est un puissant symbole associé aux offrandes funéraires, à Thot, à la Lune et à ses phases. Cet œil, blessé par Seth et guéri par Thot, est l'astre nocturne qui constamment disparaît et réapparaît dans le ciel. Sans cesse régénérée, la Lune est la mise en abîme d'une renaissance pour tous les défunts égyptiens.
Sous ses multiples aspects, Horus est vénéré dans toutes les régions égyptiennes. À Edfou, un temple ptolémaïque, le dieu reçoit la visite annuelle de la statue de la déesse Hathor de Dendérah et forme, avec Harsomtous, une triade divine. À Kôm Ombo, Horus l'Ancien est associé à Sobek, le dieu crocodile. Fort de cette renommée, le culte d'Horus s'est exporté hors d'Égypte, plus particulièrement en Nubie. À partir de la Basse Époque, grâce aux cultes isiaques, la figure d'Harpocrate s'est largement popularisée à travers tout le bassin méditerranéen sous influence hellénistique puis romaine.

## Présentation

### Dieu faucon
Horus est l'une des plus anciennes divinités égyptiennes. Ses origines se perdent dans les brumes de la préhistoire africaine. À l'instar des autres principales déités du panthéon égyptien, il est présent dans l'iconographie dès le quatrième millénaire avant notre ère. La dénomination contemporaine d'Horus est issue du théonyme grec Ὧρος (Hōros) élaboré au cours du premier millénaire avant notre ère au moment de la rencontre des cultures égyptienne et grecque. Ce théonyme est lui-même issu de l'égyptien ancien Hor qui étymologiquement signifie « le lointain », « le supérieur ». L'écriture hiéroglyphique ne restituant pas les voyelles, l'exacte prononciation égyptienne n'est plus connue, probablement Horou ou Hârou.
Dans la langue proto-égyptienne, Horus devait désigner le faucon d'où son idéogramme. Dès la période protodynastique (aux alentours de 3300 av. J.-C.), le hiéroglyphe du faucon Hor désigne aussi le souverain, qu'il soit en exercice ou défunt, et peut même équivaloir au mot netjer, « dieu », avec toutefois une connotation de souveraineté. Dans les Textes des pyramides, l'expression Hor em iakhou, « Horus dans le rayonnement », désigne ainsi le roi défunt, devenu un dieu parmi les dieux à son entrée dans l'au-delà.
En Égypte antique, plusieurs espèces de faucons ont coexisté. Les représentations de l'oiseau d'Horus étant le plus souvent très stylisées, il est assez difficile de l'identifier formellement à une espèce en particulier. Il semble toutefois que l'on puisse y voir une image du faucon pèlerin (Falco peregrinus). Ce rapace de taille moyenne et au cri perçant est réputé pour sa rapidité en piqué lorsque, du haut du ciel, il fond sur ses petites proies terrestres. Ce faucon présente aussi la particularité d'avoir des plumes sombres sous les yeux (la « moustache » selon les ornithologues) qui dessinent une sorte de croissant. Cette marque distinctive n'est pas sans rappeler le graphisme de l'Œil oudjat associé à Horus et aux autres dieux Hiéracocéphales.

Faucon pèlerin
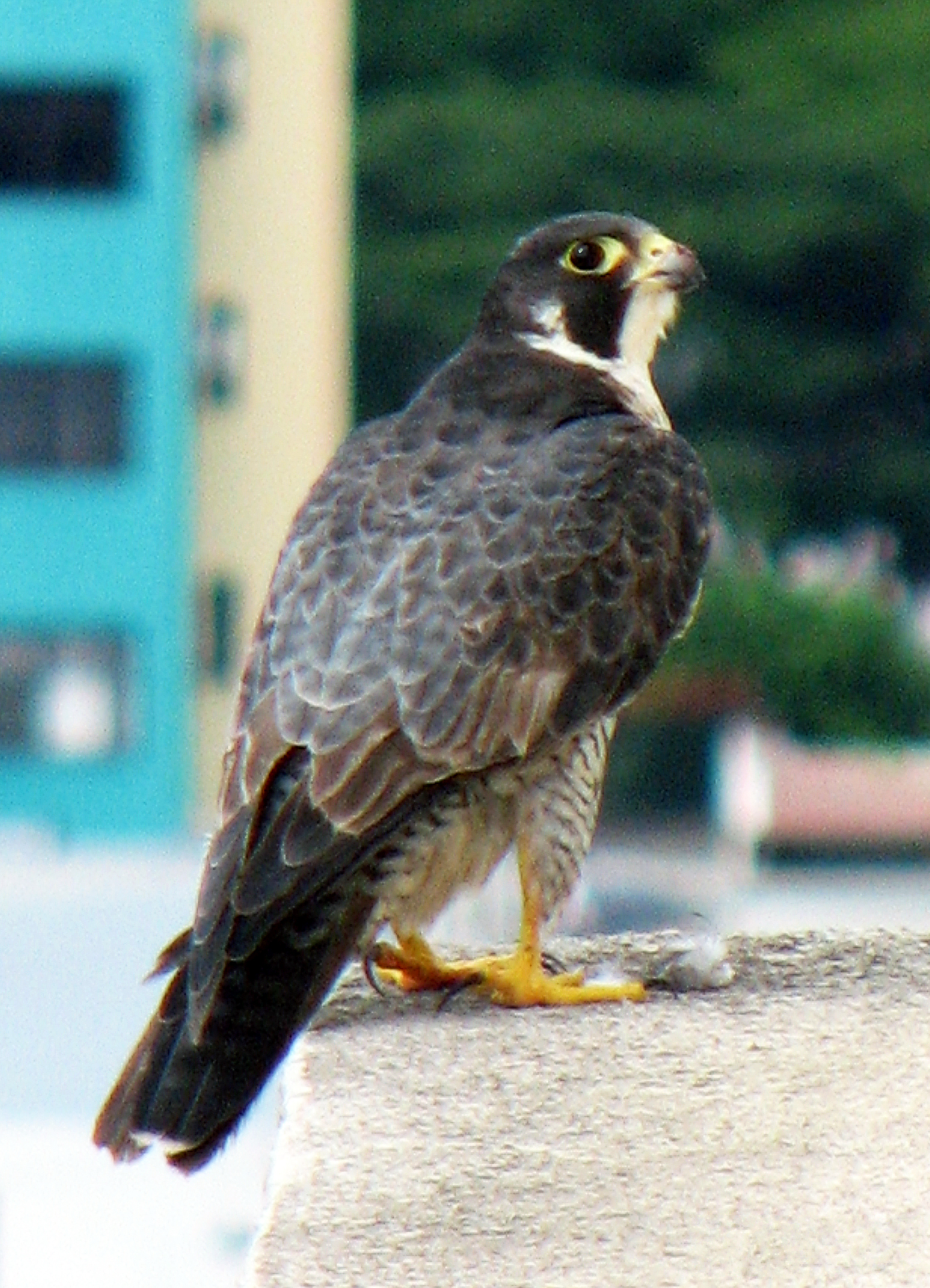
Faucon pèlerin au repos.
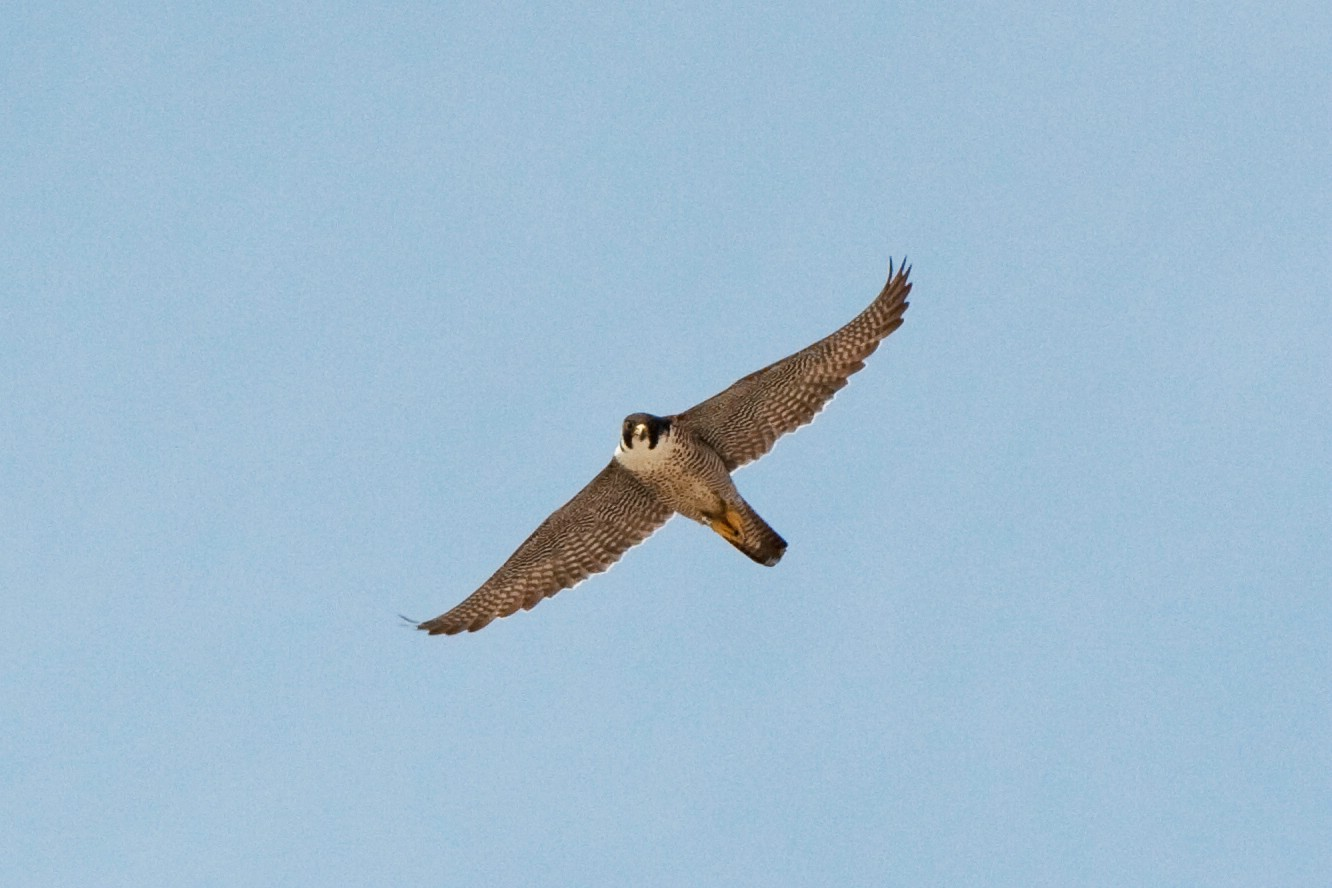
Faucon en vol.
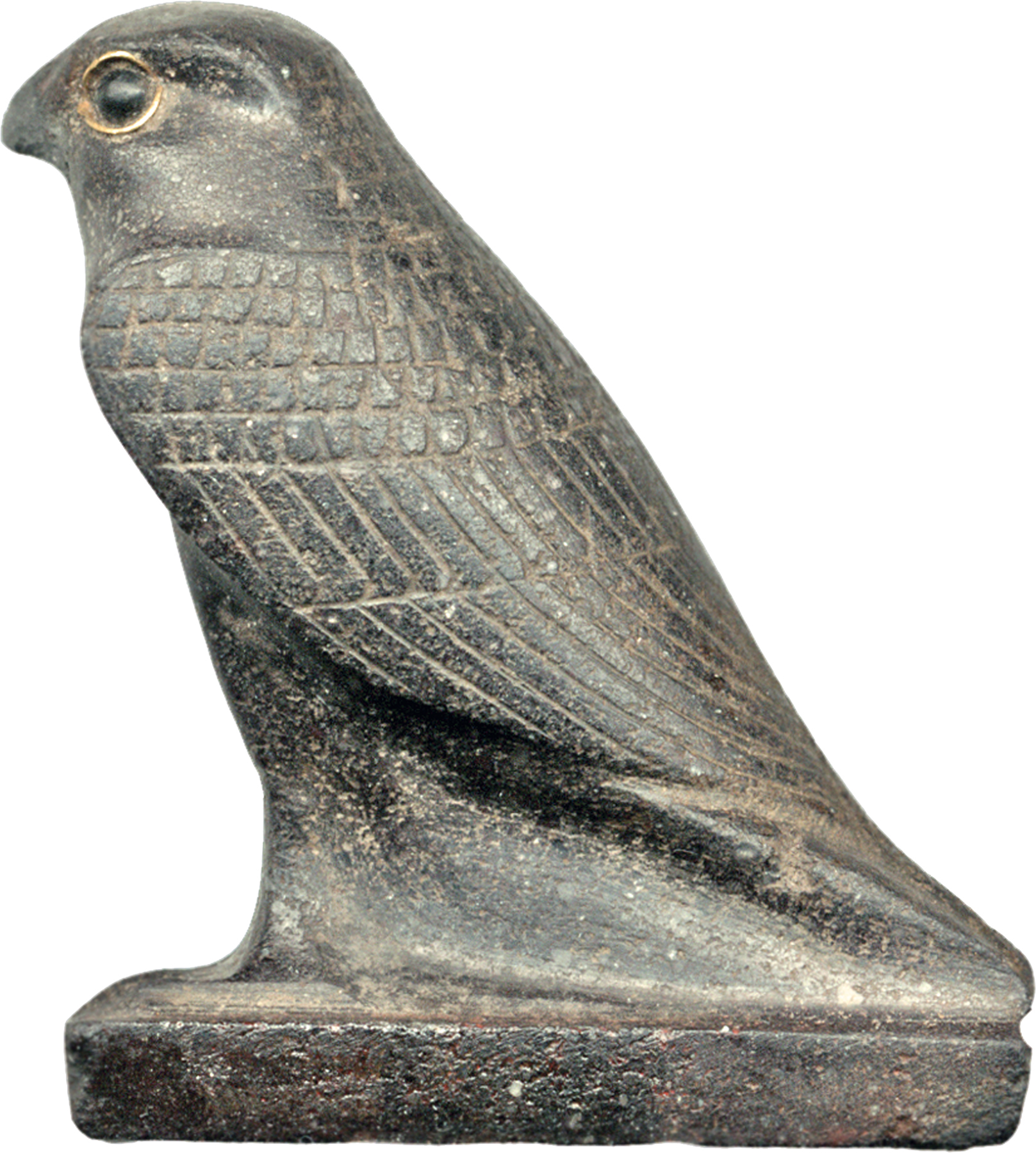
Statuette égyptienne de faucon pèlerin, période gréco-romaine, Walters Art Museum.

### Iconographie

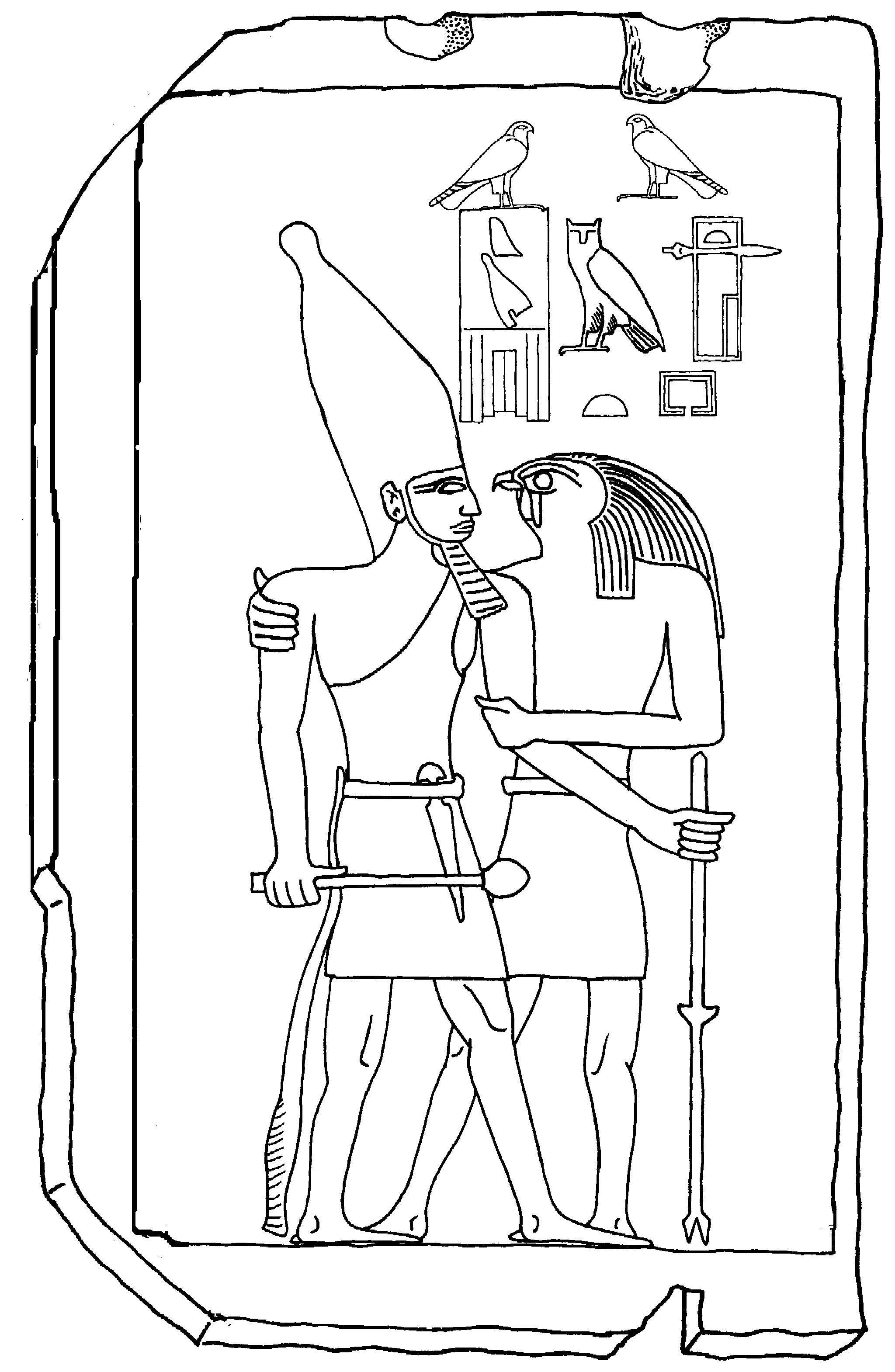
Relevé de la Stèle de Qahedjet,, musée du Louvre.

La divinité d'Horus se manifeste dans l'iconographie de multiples façons. Dans la plupart des cas, il est représenté comme un faucon, comme un homme à tête de faucon ou, pour évoquer sa jeunesse, comme un jeune enfant nu et chauve. La forme animale est la plus ancienne. Jusqu'à la fin de la période protodynastique, les animaux, dont le faucon, apparaissent comme étant bien plus efficaces et bien supérieurs aux hommes. De ce fait, les puissances divines sont alors exclusivement figurées sous une forme animale. Le faucon et son majestueux vol planant dans le ciel ont été manifestement interprétés comme la marque ou le symbole du Soleil, son nom « le Lointain » faisant référence à l'astre diurne. Vers la fin de la Ire dynastie, aux alentours de 2800 av. J.-C., en parallèle au développement de la civilisation égyptienne (diffusion de l'agriculture, de l'irrigation et de l'urbanisme), la mentalité religieuse s'infléchit et les forces divines commencent à s'humaniser. À cette époque apparaissent les premiers dieux entièrement anthropomorphes et momiformes (Min et Ptah). Concernant Horus, durant les deux premières dynasties, la forme animale reste la règle. Les premières formes composites (hommes à tête animale) font leur apparition à la fin de la IIe dynastie et, en l'état des connaissances, la plus ancienne représentation connue d'Horus en homme hiéracocéphale date de la IIIe dynastie. Elle figure sur une stèle à présent conservée au musée du Louvre où le dieu est montré en compagnie du roi Houni-Qahedjet.
Parmi les plus célèbres représentations figure un fragment d'une statue conservée au musée égyptien du Caire et montrant Khéphren assis sur son trône (IVe dynastie). Le faucon est debout sur le dossier du siège et ses deux ailes ouvertes enveloppent la nuque royale afin de signifier sa protection. Dans le même musée est conservée la statue en or de l'Horus de Nekhen. Sa datation est discutée : VIe ou XIIe dynastie. Il ne subsiste plus que la tête du falconidé coiffée d'une couronne constituée de deux hautes plumes stylisées. Ses yeux en pierre d'obsidienne imitent le regard perçant de l'oiseau vivant. Le musée du Louvre présente à l'entrée de ses collections égyptiennes une statue d'Horus d'environ un mètre de haut, datée de la Troisième Période intermédiaire. Le Metropolitan Museum of Art de New York possède quant à lui une statuette où le roi Nectanébo II de la XXXe dynastie, dernier pharaon de l'Égypte indépendante, est montré petit et debout entre les pattes d'un majestueux faucon couronné du pschent.

Horus dans l'art égyptien
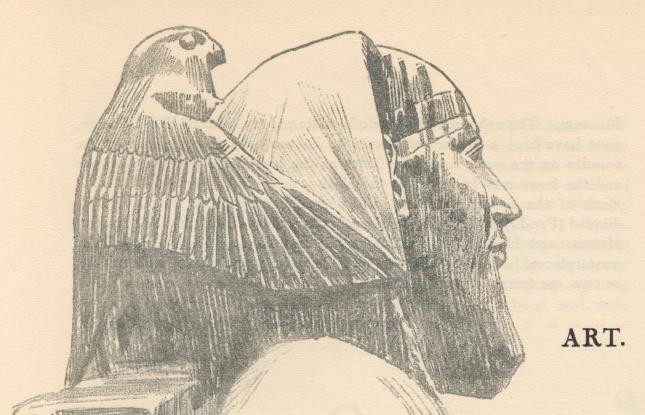
Horus protégeant Khéphren, IVe dynastie. Croquis d'après une statue du musée égyptien du Caire.
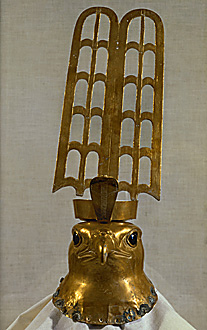
Horus de Nekhen, XIIe dynastie, musée égyptien du Caire.
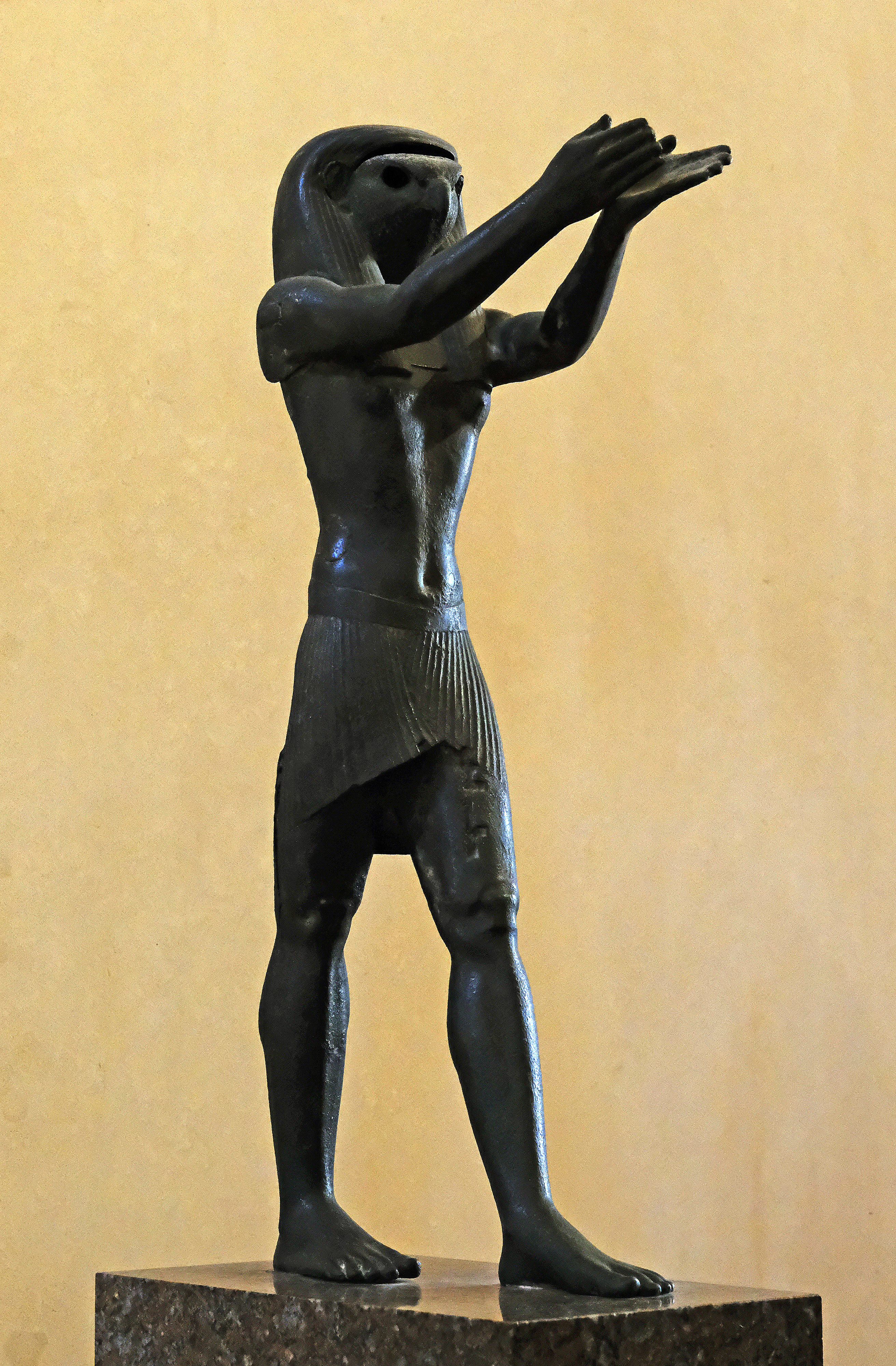
Horus de la Troisième Période intermédiaire, musée du Louvre.
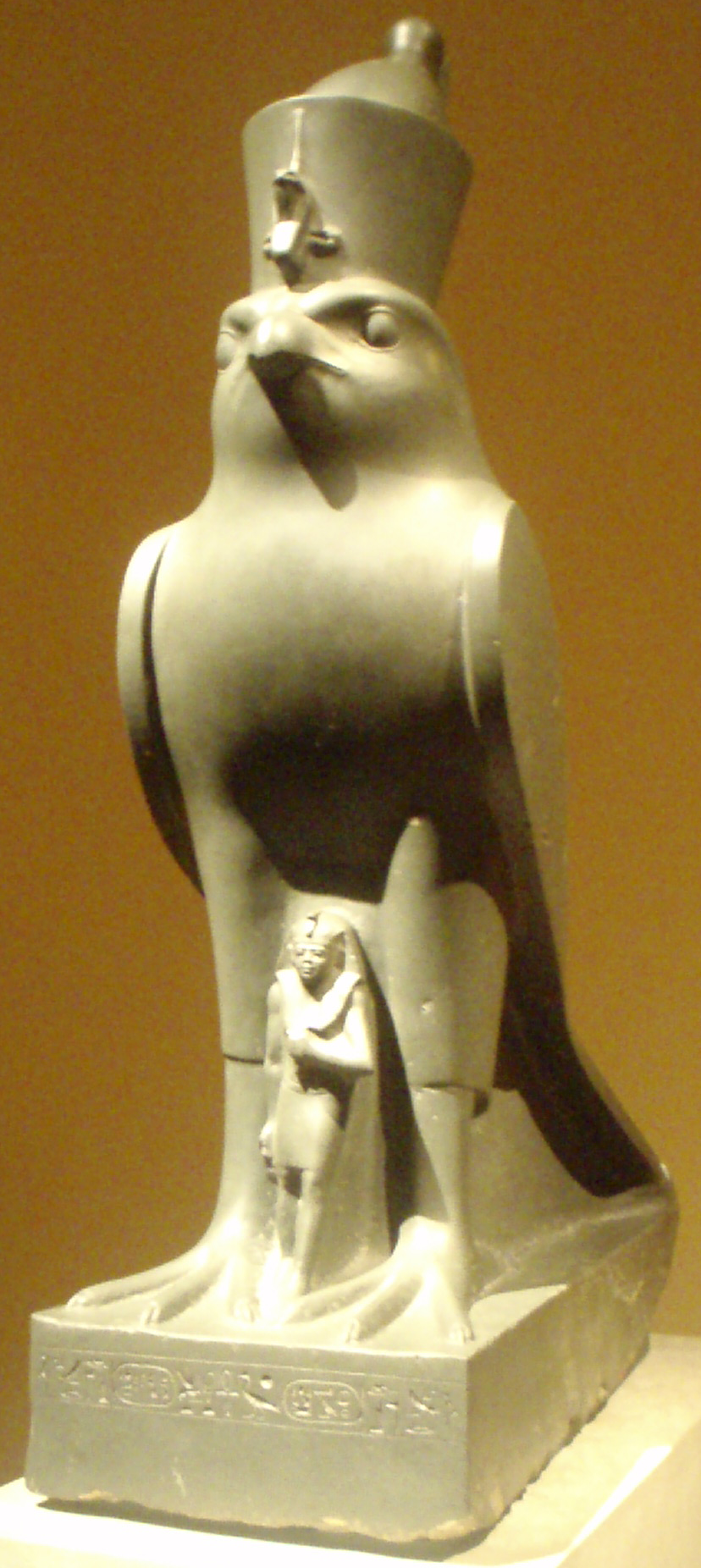
Horus de Nectanébo II, XXXe dynastie, Metropolitan Museum of Art.

### Un dieu complexe

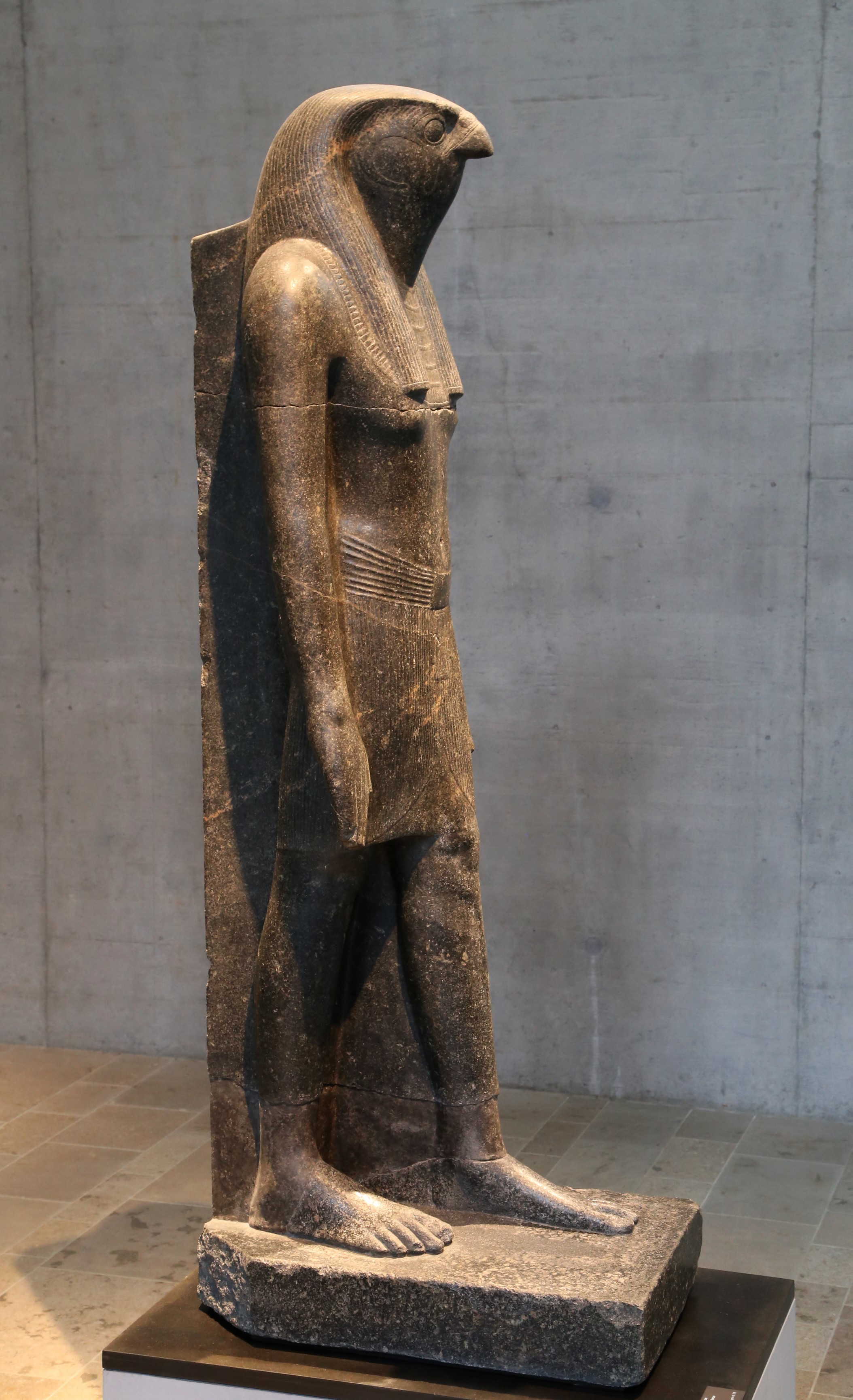
Statue d'Horus, XVIIIe dynastie, musée national d'Art égyptien de Munich.

Le panthéon égyptien compte un grand nombre de dieux faucons : Sokar, Sopdou, Hemen, Houroun, Dédoun, Hormerty. Horus et ses multiples formes occupent toutefois la première place. Dieu à multiples facettes, les mythes qui le concernent s'enchevêtrent. Il est toutefois possible de distinguer deux aspects principaux : une forme juvénile et une forme adulte. Dans sa pleine puissance guerrière et sa maturité sexuelle, Horus est Horakhty, le soleil au zénith. À Héliopolis, en tant que tel, il est vénéré concurremment avec Rê. Dans les Textes des pyramides, le pharaon défunt ressuscite sous cette apparence de faucon solaire. Par un syncrétisme fréquent dans la religion égyptienne, Horakhty fusionne avec le démiurge héliopolitain, sous la forme de Rê-Horakhty. À Edfou, il est Horbehedety, le soleil ailé des temps primordiaux. À Kôm Ombo, il est Horus l'Ancien (Haroëris), un dieu céleste imaginé comme un immense faucon dont les yeux sont le Soleil et la Lune. Quand ces astres sont absents du ciel, cet Horus est dit aveugle. À Nekhen (Hiérakonpolis), la capitale des tout premiers pharaons, ce faucon céleste est Hor-Nekheny, dont les aspects guerriers et royaux sont très prononcés,.
Le jeune Horus apparaît lui aussi sous de multiples formes. Dans le mythe osirien, Horus (ou Aruéris) est le fils d'Osiris et d'Isis. Osiris, assassiné par son frère Seth, est ramené à la vie, le temps d'une union charnelle, grâce aux efforts conjugués d'Isis et de Nephtys. C'est de cette union miraculeuse que naît Horus l’Enfant (Harpocrate), aussi dénommé Harsiesis (Horus fils d’Isis) et Harendotès ou Hor-nedj-itef (Horus qui prend soin de son père). Sous ce dernier aspect, pour venger la mort de son père, Horus affronte son oncle Seth. Après moult péripéties, il gagne le combat et reçoit le trône d'Égypte en héritage. La vaillance et la fidélité familiale d'Horus font de ce dieu l'archétype du pharaon. Cependant, sa légitimité est sans cesse contestée par Seth. Lors d'un combat qui l’oppose à son rival, Horus perd son œil gauche, qui est reconstitué par Thot. Appelé Oudjat ou Œil d'Horus, cet œil, que les Égyptiens ont porté sur eux sous forme d’amulette, possède des vertus magiques et prophylactiques. Cet œil gauche reconstitué morceau par morceau par Thot représente la lune qui, jour après jour, s’accroît. À l'opposé de Seth, qui représente la violence et le chaos, Horus pour sa part incarne l’ordre et, tout comme pharaon, il est l’un des garants de l’harmonie universelle ; cependant, la théologie complexe des Égyptiens ne se réduit pas à une conception manichéenne du Bien et du Mal, car, dans un autre mythe, Seth est l’auxiliaire indispensable de Rê dans son combat nocturne contre le serpent Apophis. Bien et mal sont des aspects complémentaires de la création, tous deux présents en toute divinité,.

## Mythe archaïque
Dès les origines de l'État pharaonique, Horus est la divinité protectrice de la monarchie. Le dieu faucon, plus particulièrement celui adoré à Nekhen, est la puissance à laquelle Pharaon s'identifie en se voyant comme son successeur et son héritier. Avant même la création du mythe osirien, le combat d'Horus et Seth est à la base de l'idéologie royale. La réconciliation des deux divinités rivales en la personne du roi en exercice est lourde de signification et transparaît notamment lors des cérémonies d'investiture.

### Origines de l'État pharaonique

#### Pouvoir pharaonique

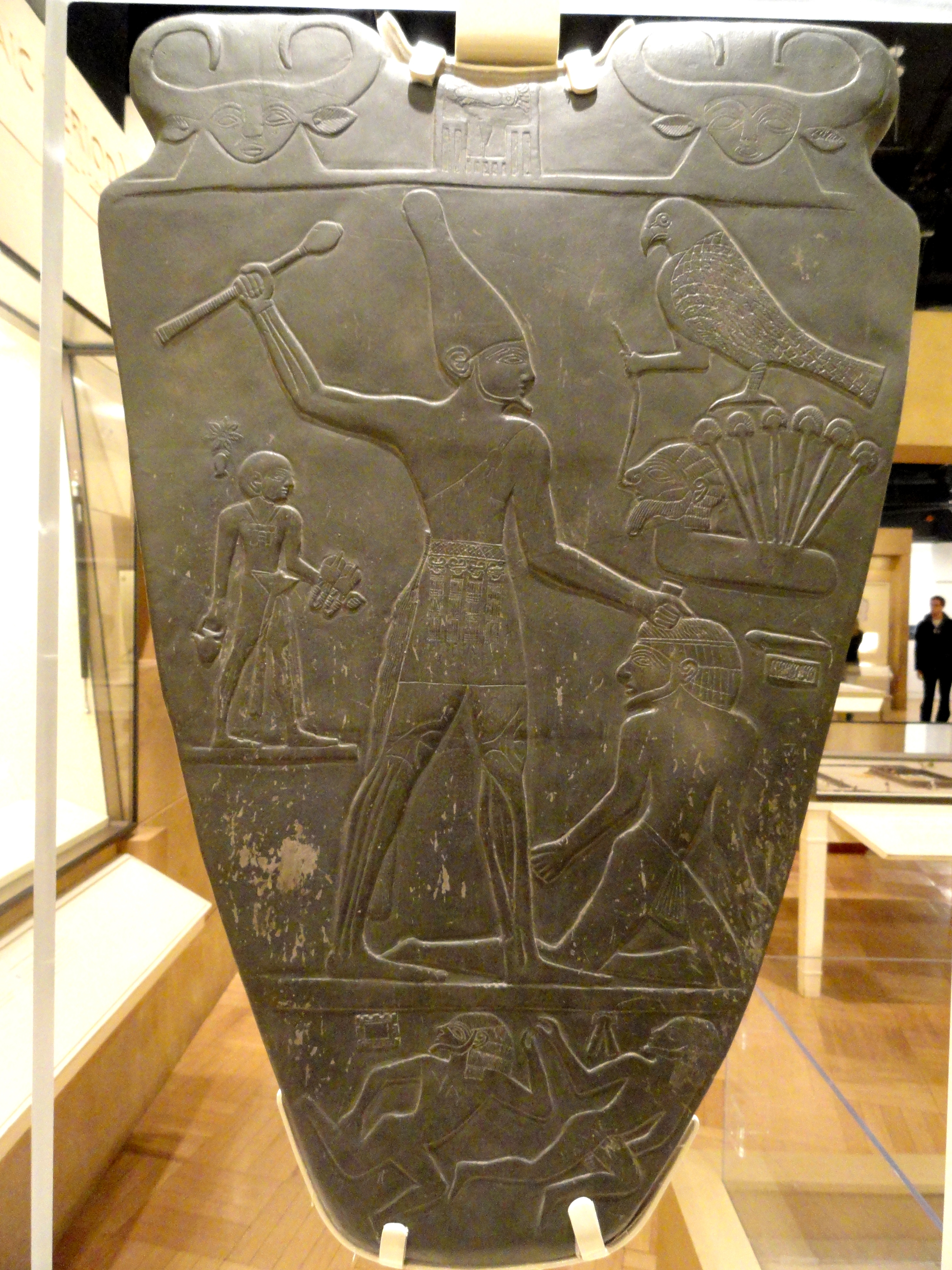
Réplique de la Palette de Narmer,, Musée royal de l'Ontario.

Le pouvoir pharaonique apparaît vers 3300 avant notre ère, ce qui fait de l'Égypte antique le premier État connu au monde. Sa durée couvre plus de trente-cinq siècles et, durant toute cette période, le faucon Horus est le dieu protecteur des pharaons. Depuis l'historien Manéthon, un Égyptien hellénisé au service de Ptolémée II, la chronologie des règnes est découpée en trente dynasties, des origines jusqu'à la conquête du pays par Alexandre le Grand en 322 av. J.-C. Le premier nom de cette liste royale est celui du pharaon Ménès, « Celui qui fonde » ou « Celui qui établit l'État ». L'identité de ce personnage reste problématique ; il s'agit soit d'un personnage mythique, soit d'un souverain réel, Narmer ou Aha selon les propositions communément avancées. L'émergence d'une autorité unique sur le territoire égyptien résulte de multiples facteurs (géographie, économie, politique, etc.). Les détails de ce processus d'unification restent encore nébuleux. Il s'est peut-être d'abord produit une agrégation des populations dans le sud de la vallée du Nil, en Haute-Égypte, autour de deux ou plusieurs chefs puis d'un seul (victoire de la ville de Nekhen sur Noubt), puis une soumission de la Basse-Égypte par Ménès et ses successeurs. Dès les origines, le mythe de la victoire d'Horus le faucon sur Seth, la créature du désert, sert à symboliser le pouvoir du pharaon. Les actions royales, qu'elles soient guerrières ou pacifiques, s'inscrivent dans des rituels politico-religieux où le roi, considéré comme le successeur d'Horus, est capable d'influer sur les cycles naturels (crue du Nil, courses du Soleil et de la Lune) afin de satisfaire aux besoins matériels de ses sujets. La Palette de Narmer inaugure une scène rituelle qui perdure jusqu'à la fin de la civilisation égyptienne : le massacre des ennemis, dont la tête est fracassée par une massue vigoureusement brandie par Pharaon. Sur la palette, Narmer debout et coiffé de la couronne blanche assomme un ennemi agenouillé qu'il maintient immobile en l'empoignant par les cheveux. Au-dessus de la victime, la présence et l'approbation d'Horus se manifestent sous la forme d'un faucon qui maintient enchaîné un fourré de papyrus muni d'une tête, symbole probable de la victoire du Sud sur le Nord.

#### Suivants d'Horus

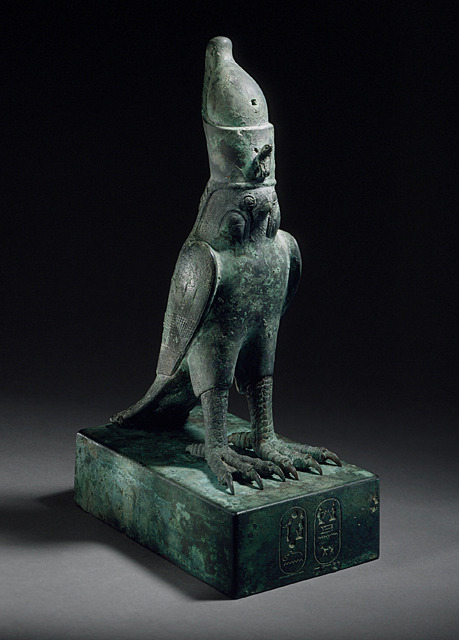
Horus-roi couronné du Pschent, période gréco-romaine, musée d'Art du comté de Los Angeles.

D'après les fouilles archéologiques menées dans la haute vallée du Nil, il semble qu'aux alentours de 3500 av. J.-C., les deux villes dominantes aient été Nekhen et Noubt, respectivement patronnées par Horus et Seth. Après la victoire de la première sur la seconde, les rois de Nekhen ont réalisé l'unification politique de l'Égypte. Avant le règne du pharaon Narmer-Ménès (vers 3100), le premier représentant de la Ire dynastie, une douzaine de roitelets se sont succédé à Nekhen (dynastie 0). Ces dynastes se sont tous placés sous la protection du dieu faucon en adoptant un « nom d'Horus » (Hor, Ny-Hor, Hat-Hor, Pe-Hor, etc.). À des degrés divers, tous ont joué un rôle éminent dans la formation du pays. Dans la pensée religieuse égyptienne, le souvenir de ces roitelets a perduré sous l'expression des « Suivants d'Horus ». Dans le papyrus de Turin, ces Suivants sont magnifiés et idéalisés en voyant placée leur lignée entre la dynastie de dieux de l'Ennéade et celles des pharaons humains historiques. Les Textes des pyramides, les plus anciens textes religieux égyptiens, accordent très naturellement une place importante au dieu faucon de Nekhen adoré par les Suivants d'Horus. On le trouve désigné sous différentes expressions : « Horus de Nekhen », « Taureau de Nekhen », « Horus du Sud », « Horus, seigneur de l'élite », « Horus qui réside dans la Grande Cour », « Horus qui est dans la Grande Cour », etc.

#### Nekhen (Hiérakonpolis)

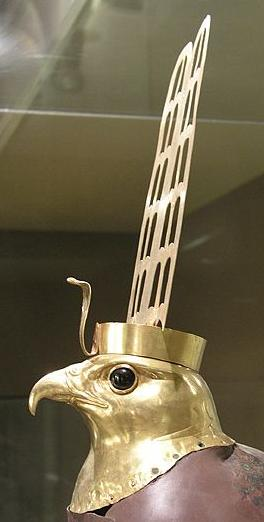
Tête en or de l'Horus de Neken., musée égyptien du Caire.

Connue des Grecs sous le toponyme de Hiérakonpolis, la « Ville des Faucons », Nekhen est une très antique cité aujourd'hui identifiée aux ruines arasées du Kôm el-Ahmar, la « Butte Rouge ». Fondée à la Préhistoire, vers la fin du quatrième millénaire, Nekhen est durant la période prédynastique la capitale de la Haute-Égypte. Par la suite, durant la période pharaonique, Nekhen sur la rive gauche du Nil et Nekheb sur la rive droite forment la capitale du IIIe nome de Haute-Égypte. Dès sa fondation, Nekhen dispose d'une forte enceinte en briques crues large de dix mètres qui enserre un espace de sept hectares. D'après les secteurs fouillés, la ville s'organise en des rues quasi-rectilignes se coupant à angle droit. Le centre est occupé par un bâtiment officiel, sans doute un palais résidentiel muni de sa propre enceinte afin de l'isoler du reste de la ville. Le temple d'Horus, souvent remanié, occupait l'angle sud-ouest mais ses vestiges ne se signalent plus que par une butte artificielle vaguement circulaire.
En 1897, deux fouilleurs anglais, James Edward Quibell et Frederick William Green, explorent le site du temple de Nekhen et découvrent un « trésor » de pièces archéologiques (une tête de faucon d'or, des objets en ivoire, des vases, des palettes, des étiquettes commémoratives, des statuettes humaines et animales). Ces reliques de la période prédynastique, conservées par les premiers pharaons memphites, ont probablement été confiées, pour préservation, aux prêtres de l'Horus de Nekhen. Il est tentant d'imaginer que ce don pieux soit l'œuvre de Pépi Ier (VIe dynastie), une statue en cuivre grandeur nature qui le représente avec son fils Mérenrê ayant été découverte près du dépôt principal.

### Dieu dynastique

#### Les Deux Combattants

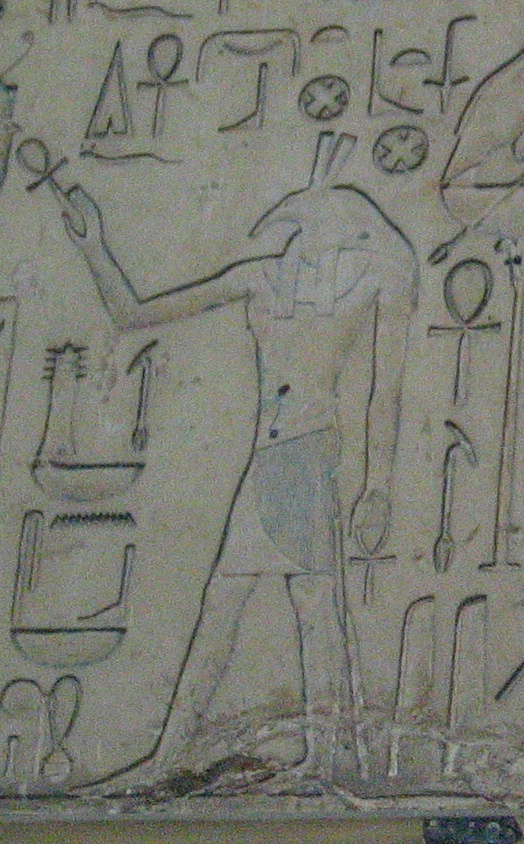
Seth, rival d'Horus. Détail d'un linteau du temple de Seth, XVIIIe dynastie, musée égyptien du Caire.

Dans la mythologie égyptienne, Horus est surtout connu pour être le fils d'Osiris et le neveu de Seth ainsi que l'assassin de ce dernier. Si les déités Horus et Seth sont très anciennement attestées — dès la période prédynastique —, la figure d'Osiris est apparue bien plus tardivement, au tournant des IVe et Ve dynasties. L'intégration d'Osiris, au cours du XXVe siècle, dans le mythe d'Horus et Seth est par conséquent le résultat d'une reformulation théologique (qualifiée par l'égyptologue français Bernard Mathieu de « Réforme osirienne »). Les Textes des pyramides sont les plus anciens écrits religieux disponibles. Ces formules magiques et religieuses apparaissent gravées sur les murs des chambres funéraires à la fin de l'Ancien Empire. Leur élaboration est cependant bien plus primitive et certaines strates rédactionnelles semblent remonter à la période thinite (Ire et IIe dynasties). Là, certains passages mentionnent un conflit entre Horus et Seth sans que n'intervienne la personne d'Osiris. Ces données peuvent être interprétées comme les traces ténues d'un mythe archaïque pré-osirien. Plusieurs expressions lient Horus et Seth en un binôme en les appelant les « Deux Dieux », les « Deux Seigneurs », les « Deux Hommes », les « Deux Rivaux » ou les « Deux Combattants ». Leur mythe n'est pas exposé en un récit suivi mais seulement évoqué, çà et là, au moyen d'allusions éparses qui mentionnent qu'Horus et Seth se chamaillent et se blessent l'un l'autre ; le premier perdant son œil, le second ses testicules,, :

« Horus est tombé à cause de son œil, Seth a souffert à cause de ses testicules. (§ 594a) »

« Horus est tombé à cause de son œil, le Taureau a filé à cause de ses testicules. (§ 418a) »

« pour qu'Horus se purifie de ce que lui a fait son frère Seth,
 
pour que Seth se purifie de ce que lui a fait son frère Horus (§ *1944d-*1945a) »

— Textes des pyramides (extraits). Traduction de Bernard Mathieu,.

#### Horus ou la victoire sur la confusion

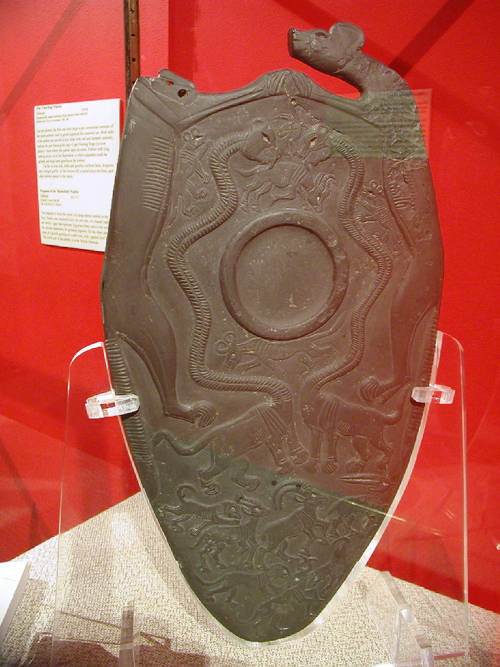
Palette à fard trouvée à Nekhen, Période prédynastique, Ashmolean Museum.

En son temps, l'égyptologue allemand Kurt Heinrich Sethe a postulé que le mythe du conflit d'Horus et Seth trouve son élaboration dans la rivalité entre les deux royaumes primitifs rivaux de la Basse et de la Haute-Égypte. Cette hypothèse est maintenant rejetée et le consensus se porte sur la rivalité archaïque entre les villes de Nekhen et Noubt. Cette idée a été avancée en 1960 par John Gwyn Griffiths dans son ouvrage The Conlict of Horus and Seth. Dès les plus anciennes attestations écrites, le faucon Horus est lié à la ville de Nekhen (Hiérakonpolis) et son rival Seth à la ville de Noubt (Ombos). À la fin de la période protohistorique, ces deux cités de Haute-Égypte jouent un rôle politico-économique essentiel et des tensions tribales existent alors entre les deux villes concurrentes. La lutte des « Deux Combattants » pourrait symboliser les guerres menées par les fidèles d'Horus contre ceux de Seth. Sous le roi Narmer, probablement le légendaire Ménès, ce conflit s'est soldé par la victoire de Nekhen. D'autres universitaires comme Henri Frankfort et Adriaan de Buck ont minoré cette théorie en considérant que les Égyptiens, à l'instar d'autres peuplades antiques ou primitives, appréhendent l'univers selon des termes dualistes fondés sur des paires contraires mais complémentaires : homme / femme ; rouge / blanc ; ciel / terre ; ordre / désordre ; Sud / Nord, etc.. Dans ce cadre, Horus et Seth sont les parfaits antagonistes. Leur lutte symbolise tous les conflits et toutes les disputes où finalement l'ordre incarné par Horus doit soumettre le désordre personnifié par Seth. En 1967, Herman te Velde abonde dans ce sens dans Seth, God of Confusion, une monographie consacrée au turbulent Seth. Il estime que le mythe archaïque de l'affrontement d'Horus et Seth ne peut avoir été entièrement inspiré d'événements guerriers survenus à l'aube de la civilisation pharaonique. Les origines du mythe se perdent dans les brumes des traditions religieuses de la préhistoire. Les mythes ne sont jamais inventés de toutes pièces mais résultent de reformulations successives professées des croyants inspirés. Les maigres données archéologiques qui nous sont parvenues de cette lointaine époque sont d'interprétation délicate et ne peuvent guère aider à reconstituer la genèse de ce mythe. Contrairement à Horus qui incarne l'ordre pharaonique, Seth est un dieu sans limites, irrégulier et confus qui veut avoir des relations tantôt hétérosexuelles, tantôt homosexuelles. Les testicules de Seth symbolisent tant les aspects déchaînés du cosmos (tempête, bourrasques, tonnerre) que ceux de la vie sociale (cruauté, colère, crise, violence). D'un point de vue rituel, l'Œil d'Horus symbolise les offrandes offertes aux dieux et a pour contrepartie les testicules de Seth. Pour que l'harmonie puisse advenir, Horus et Seth doivent être en paix et départagés. Une fois vaincu, Seth forme avec Horus un couple pacifié, symbole de la bonne marche du monde,. Lorsque le pharaon est identifié à ces deux divinités, il les incarne donc comme un couple de contraires en équilibre.

#### Investiture pharaonique

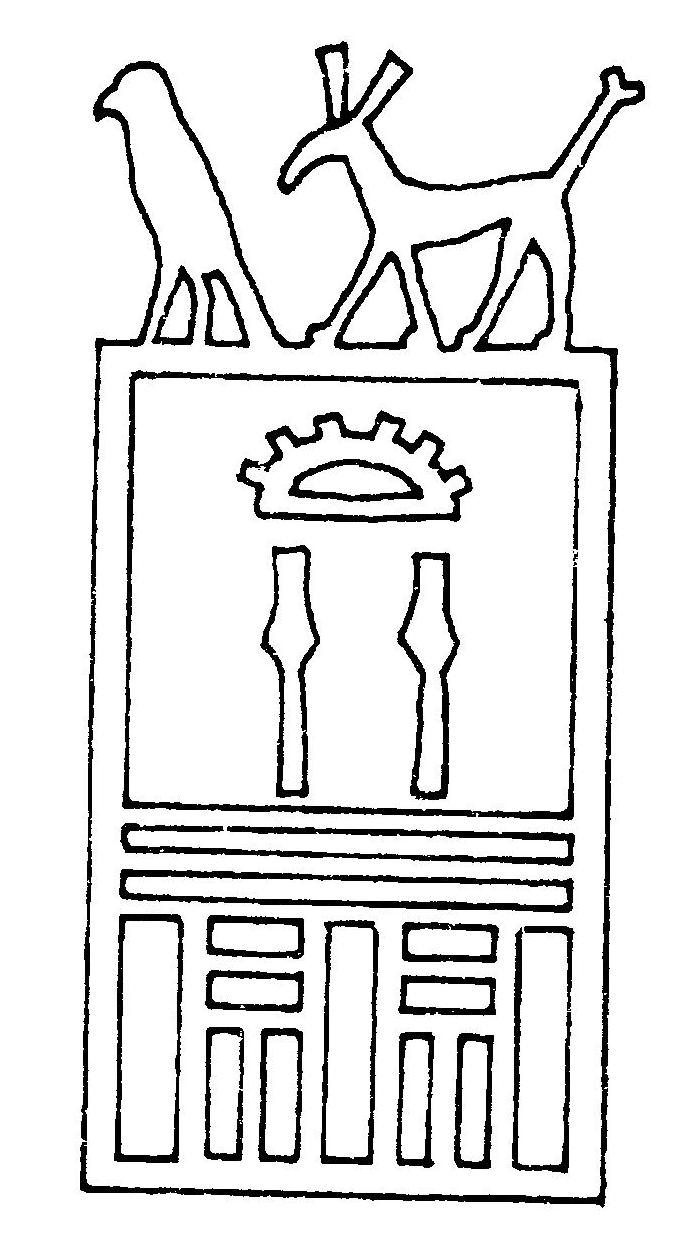
Titulature de Khâsekhemoui.

Le couronnement de pharaon est un enchaînement complexe de rituels variés dont l'ordonnancement exact n'est pas encore bien reconstitué. Le papyrus dramatique du Ramesséum, très fragmentaire, semble être un guide ou un commentaire illustré du rituel mis en place pour l’avènement de Sésostris Ier (XIIe dynastie). L'interprétation de ce document difficile à comprendre est encore débattue. Selon l'Allemand Kurt Heinrich Sethe et le Français Étienne Drioton, l'investiture pharaonique est une sorte de spectacle sacré avec le nouveau souverain pour principal acteur. L'action est centrée sur les dieux Osiris et Horus et son déroulement s'inspire du mythe archaïque de l'affrontement d'Horus et Seth augmenté de l'épisode plus récent d'Horus condamnant Seth à porter la momie d'Osiris. L'Égypte antique a fondé sa civilisation sur le concept de la dualité. Le pays est ainsi perçu comme l'union des « Deux Terres ». Principal symbole de la royauté, la couronne Pschent, « les Deux Puissances », est la fusion de la couronne rouge de Basse-Égypte avec la couronne blanche de Haute-Égypte. Le pharaon incarne dans sa personne les « Deux Combattants », à savoir Horus de Nekhen et Seth de Noubt. Le second est toutefois subordonné au premier et, dans les textes, la préséance est toujours accordée à Horus. Emblème de l'unification rituelle du pays, Horus et Seth désignent l'autorité monarchique. Dès la Ire dynastie, le roi en exercice est un « Horus-Seth » comme l'indique une stèle datée du roi Djer où la reine est « Celle qui voit Horus, sceptre hétes d'Horus, celle qui épaule Seth ». Plus tard, sous Khéops, ce titre est simplifié et la reine est « Celle qui voit Horus-Seth ». Sous la IIe dynastie, le faucon d'Horus et le canidé de Seth surmontent conjointement le serekh du roi Khâsekhemoui. Dès l'Ancien Empire, l'iconographie royale montre le binôme Horus et Seth en train de couronner le pharaon ou sous le Moyen Empire en train d'unir le papyrus et le lotus, les plantes héraldiques des deux royaumes, dans les scènes du Sema-taouy ou rite de la « Réunion des Deux-Terres ».

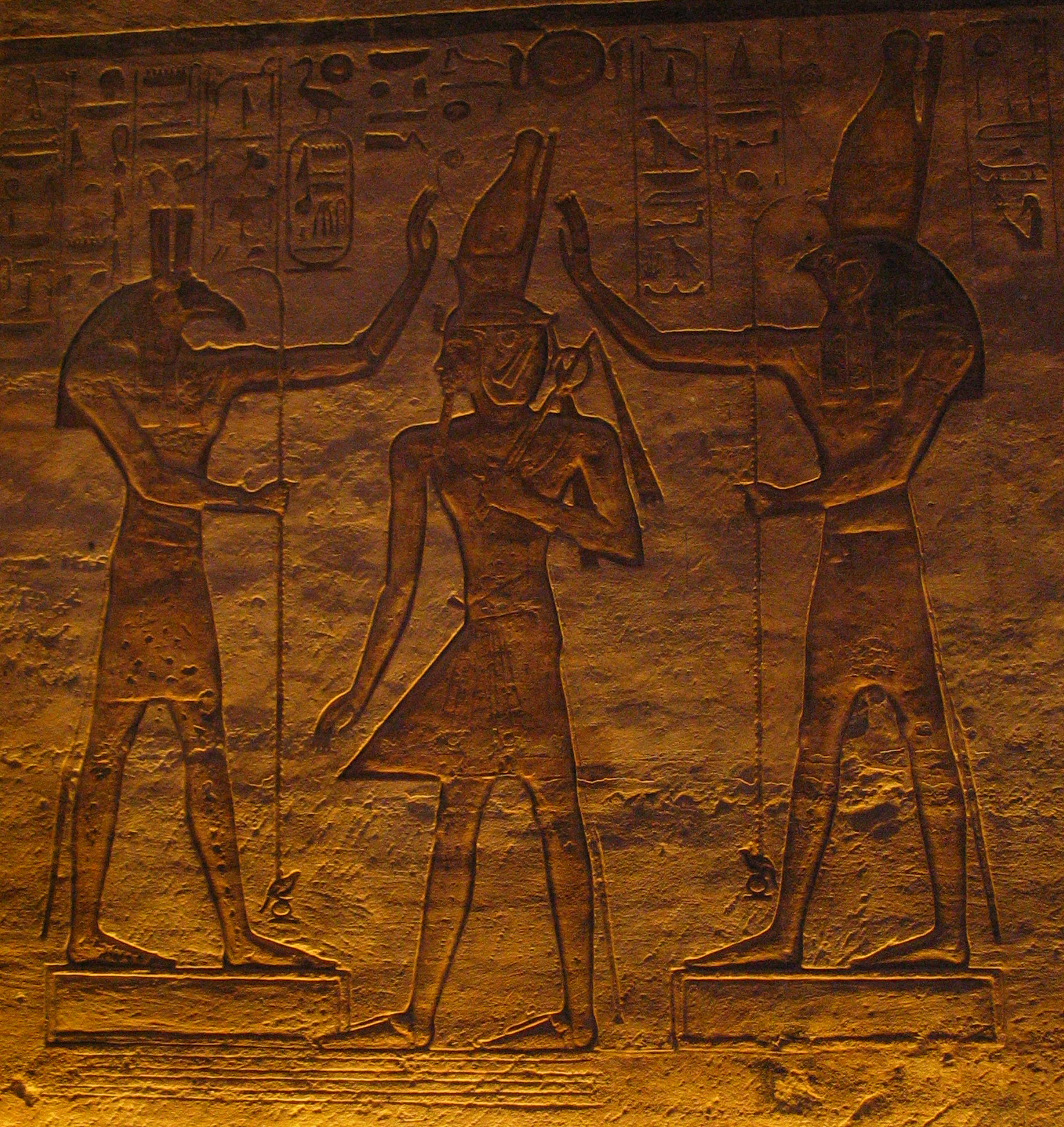
Ramsès II couronné par Seth et Horus. Grand temple d'Abou Simbel, XIXe dynastie.
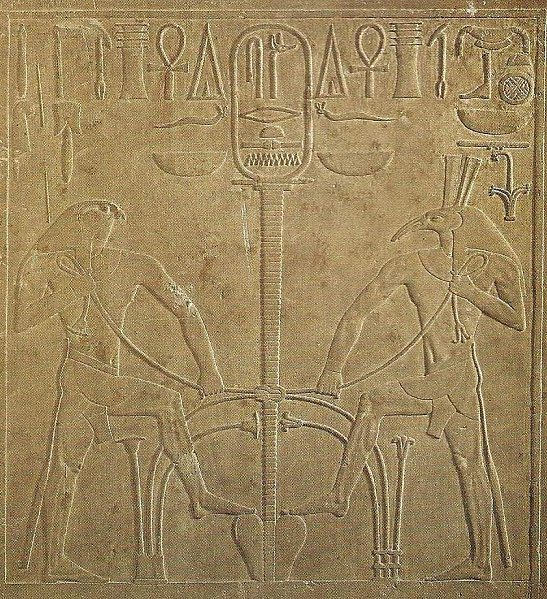
Rituel du Sema-taouy. Trône de Sésostris Ier, XIIe dynastie, musée égyptien du Caire.
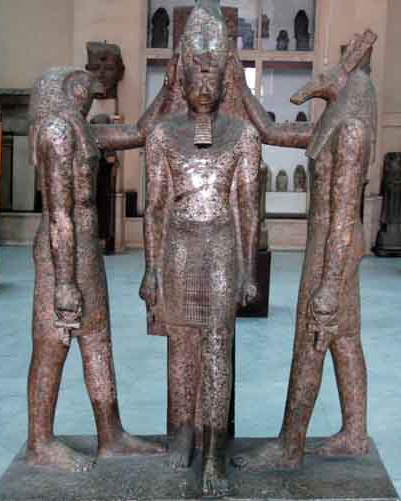
Horus et Seth couronnant Ramsès III, XXe dynastie, musée égyptien du Caire.

#### Horus et la titulature royale

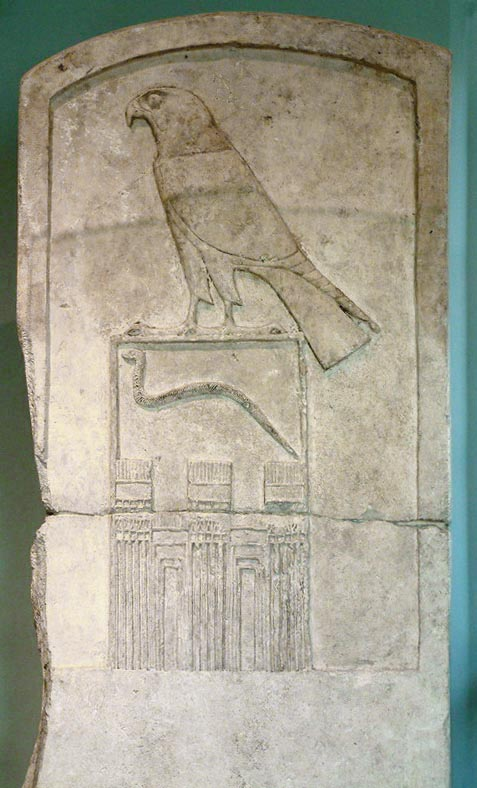
Stèle dédiée au serekh du roi Ouadji, le « Serpent »,, musée du Louvre.

La titulature du pharaon avait une grande importance et était chargée d'une puissance magique considérable. Elle s'enrichit et se développe à partir de la Ire dynastie et parvient à son aboutissement — cinq noms différents mis ensemble — sous la Ve dynastie. L'assemblage des cinq composantes constitue le ren-maâ ou « nom authentique » par lequel pharaon définit sa nature divine. La titulature est établie lors du couronnement mais est susceptible d'évoluer au cours du règne selon les circonstances politiques et les évolutions religieuses du moment. Toute modification signale ainsi des inflexions dans les intentions royales ou des désirs divins nouveaux imposés au souverain. Quels que soient son aspect et son rôle — faucon céleste, dieu créateur ou fils d'Osiris — Horus est le dieu dynastique par excellence. Aussi la première composante de la titulature royale est-elle le nom d'Horus, déjà porté par les souverains de la dynastie 0, à savoir les prédécesseurs de Narmer, considéré dans l'historiographie comme le premier des pharaons.
Dès les origines, le nom d'Horus s'est inscrit dans le serekh, un rectangle toujours surmonté du faucon sacré. Le registre inférieur représente la façade stylisée du palais royal vue de face tandis que l'espace où est inscrit le nom est le palais vu en plan. La signification du serekh est évidente : le roi dans son palais est l’Horus terrestre, à la fois l’incarnation du dieu faucon et son successeur légitime sur le trône d’Égypte,. Sous la Ire dynastie se mettent en place le nom de Nesout-bity, symbole de l'union des Deux-Terres, et le nom de Nebty patronné par les déesses Ouadjet et Nekhbet. Plus tard, sous la IVe dynastie, s'ajoute le Hor Noubt ou « nom de l'Horus d'or », dont l’interprétation est incertaine ; sous l'Ancien Empire, il semble qu'il ait été perçu comme l'union des dieux Horus et Seth réconciliés en la personne royale. Finalement, sous le règne de Djédefrê apparaît le cinquième nom, le nom de Sa-Rê ou « fils de Rê » qui place le pharaon sous la filiation spirituelle de Rê, autre dieu faucon aux aspects céleste et solaire.

## Horus dans le mythe osirien
En tant que fils d'Osiris, Horus occupe une grande place dans le mythe osirien. Adulte, le dieu faucon est le défenseur acharné des droits régaliens de son père défunt. Encore enfant, ses années de jeunesse sont troublées par de nombreux aléas. Constamment proche de la mort en raison des attaques de scorpions et de serpents, le jeune Horus, toujours sauvé par Isis, est devenu dans la croyance populaire un dieu sauveur et guérisseur.

### Horus, protecteur d'Osiris

#### Horus, fils d'Isis et d'Osiris

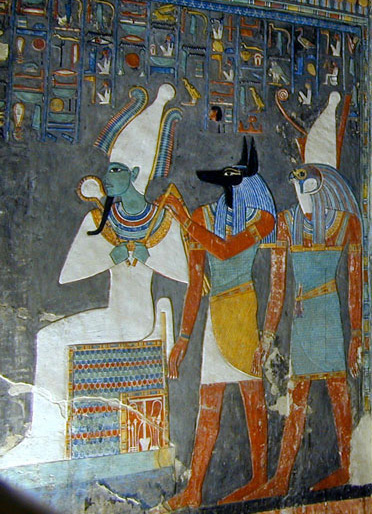
Osiris protégé par ses fils Anubis et Horus. Tombe de Horemheb, XVIIIe dynastie.

Selon l'égyptologue français Bernard Mathieu, l'apparition d'Osiris au tournant des 
IVe et Ve dynasties est le résultat d'une réforme religieuse de grande ampleur menée par les théologiens d'Héliopolis. Le mythe osirien provient d'un processus de reformulation où le très archaïque Horus, archétype du dieu-souverain, a d'abord été assimilé aux dieux Atoum-Rê et Geb puis s'est vu doté d'un aspect purement funéraire sous les traits d'Osiris, chef des esprits défunts. La réforme conduit à la création d'une lignée de neuf divinités, l'Ennéade d'Héliopolis composée d'Atoum, Shou, Tefnout, Geb, Nout, Osiris, Isis, Seth et Nephtys. Dans ce mythe renouvelé, Horus devient le fils du couple Osiris-Isis et le neveu de Seth. Ce dernier tue Osiris qui ressuscite grâce à l'intervention d'Isis. Les Textes des pyramides attestent des nouveaux liens familiaux attribués à Horus. L'expression Hor sa Ousir « Horus fils d'Osiris » apparaît dans de nombreux passages. Dans une moindre mesure, on rencontre les appellations Hor renpi (« Horus le jeune ») et Hor khered nechen (« Horus l'enfant nourrisson »), préfigurations du théonyme tardif de Hor pa khered (« Horus l'enfant », Harpocrate) seulement forgé après la fin du Nouvel Empire. L'expression Hor sa Aset (« Horus fils d'Isis », Horsaïsé) n'apparaît qu'au sortir de la Première Période intermédiaire. Les Textes des pyramides n'ignorent toutefois pas la filiation par la mère, dont témoignent les expressions « son Horus à elle », « son Horus » en parlant d'Isis,.

#### Osiris, le dieu assassiné
Pour des articles plus généraux, voir Osiris et Mystères d'Osiris.

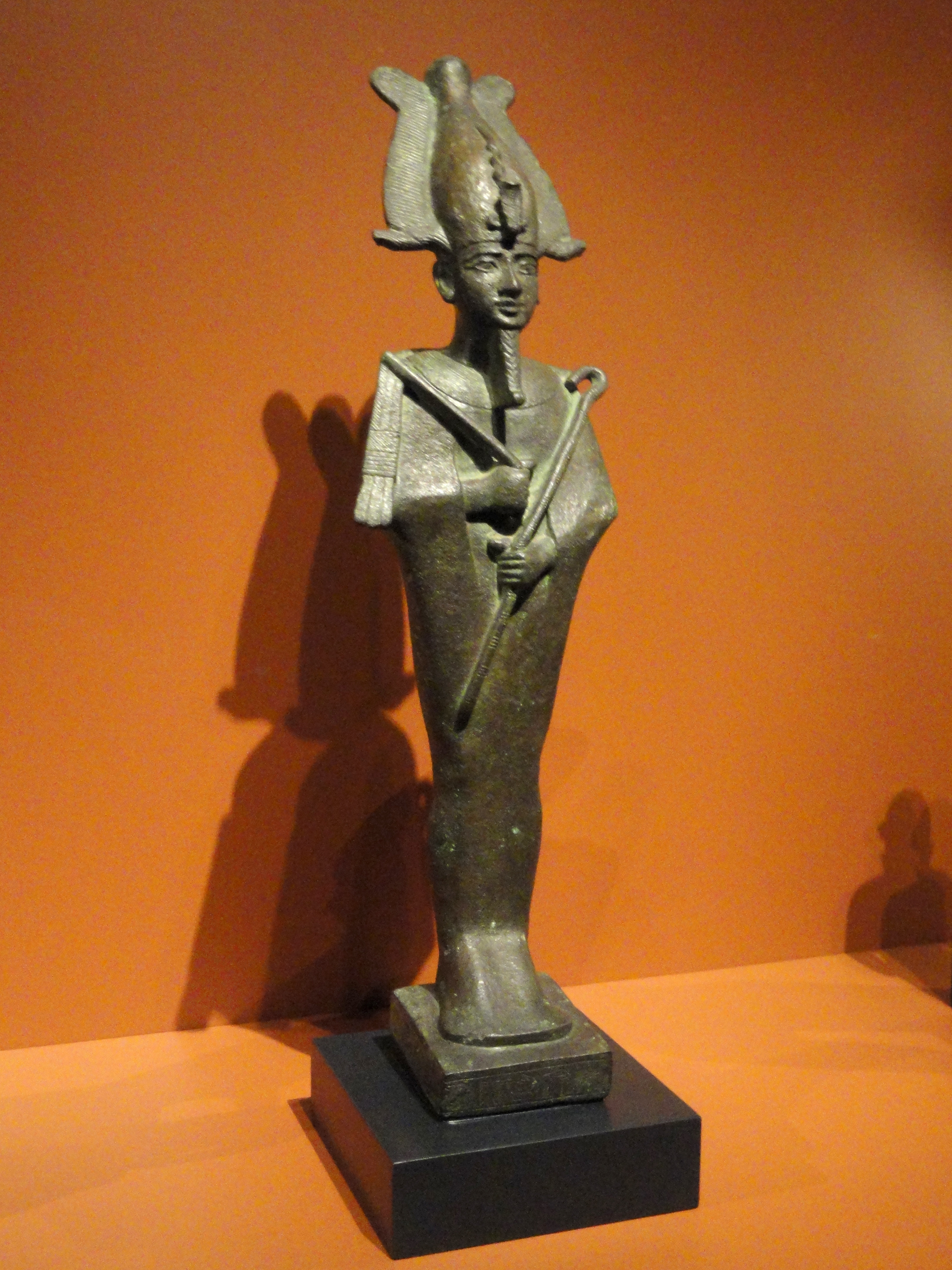
Statuette d'Osiris, Basse Époque, musée d'art Nelson-Atkins.

Osiris est le plus célèbre des dieux funéraires égyptiens. Avec Isis, son épouse, sa popularité ira croissante durant toute l'histoire religieuse égyptienne. À la Basse Époque puis durant la période gréco-romaine, le dieu bénéficie d'une ou plusieurs chapelles dans les principaux temples du pays. Là, durant le mois de Khoiak, s'exercent les cérémoniels des Mystères d'Osiris qui sont la réactualisation du mythe par la grâce du rite. L'histoire de son assassinat et de son accès à la vie éternelle a fait sa gloire, chaque individu en Égypte s'identifiant à son sort. Les sources égyptiennes sont assez elliptiques à propos du meurtre d'Osiris. Les grandes lignes du mythe ont été exposées pour la première fois par le Grec Plutarque au IIe siècle. Seth, jaloux de son frère, assassine le roi Osiris en l'enfermant dans un coffre et en jetant celui-ci dans le fleuve. Après de longues recherches, Isis retrouve la dépouille à Byblos, la ramène au pays et la cache dans les marais du Delta. Au cours d'une partie de chasse, Seth découvre le corps et, fou furieux, démembre Osiris en quatorze morceaux qu'il jette au loin. Après une longue quête, Isis retrouve les membres épars et reconstitue le corps en le momifiant. Transformé en oiseau-rapace, Isis s'accouple avec son défunt mari et conçoit Horus, un fils prématuré et malingre. Devenu adulte, Horus entre en lutte contre Seth. Après plusieurs combats, Horus défait son rival et se fait proclamer roi d'Égypte.

#### Harendotès ou la solidarité familiale

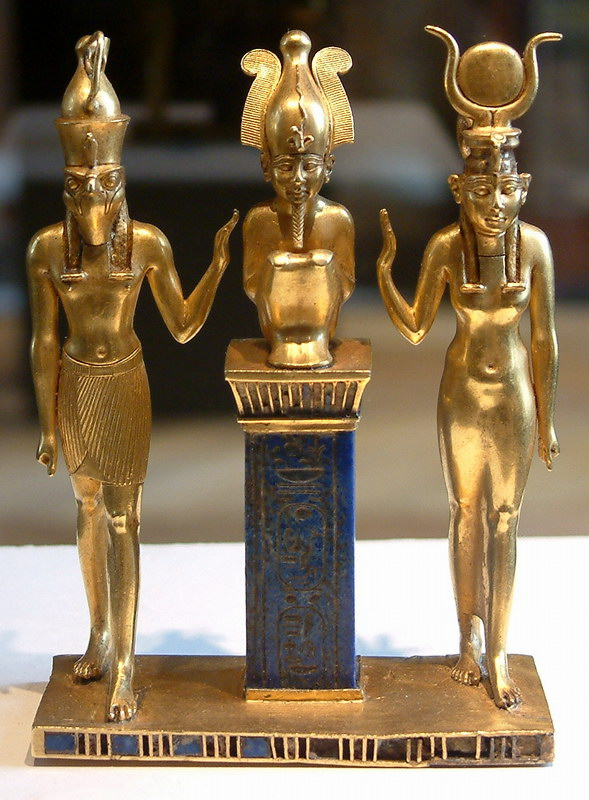
Horus, Osiris et Isis. Pectoral d'Osorkon II,, musée du Louvre.

Connu en égyptien comme Hor-nedj-itef (« Horus le défenseur de son père » ou « Horus qui prend soin de son père »), Harendotès est la forme d'Horus sous l'apparence du fils attentionné. En Égypte antique, l'amour du fils envers le père est une des plus hautes valeurs morales. Cet amour filial est tout aussi important que l'amour qui doit régner au sein du couple homme-femme incarné par la relation Osiris-Isis. Bien que fils posthume, Horus est le défenseur pugnace des droits de son père usurpés par Seth. Après son assassinat, Osiris se trouve retranché de la communauté des dieux et privé de son statut royal. Devenu adulte, Horus ne poursuit qu'un seul but : rétablir Osiris dans sa dignité et son honneur de roi. Dès les Textes des pyramides, nombre de textes affirment qu'Horus a rendu à son père ses couronnes et qu'il a fait de lui le roi des dieux et le souverain de l'empire des morts. Le rétablissement social d'Osiris s'incarne dans deux images constamment rappelées dans les liturgies funéraires : celle du redressement de la momie (Osiris ne gît plus, mais est debout) et celle de l'humiliation de Seth, l'assassin étant condamné par Horus à porter la lourde momie d'Osiris vers son tombeau :

« Ô Osiris (roi) ! Horus t'a mis à la tête des dieux,
il a fait en sorte que tu prennes possession de la couronne blanche, de la dame (ou tout ce qui est tien). Horus t'a trouvé, et c'est heureux pour lui. Sors contre ton ennemi ! Tu es plus grand que lui en ton nom de « grand sanctuaire ». Horus a fait en sorte de te soulever en ton nom de « grand soulèvement », il t'a arraché à ton ennemi, il t'a protégé en son temps. Geb a vu ta forme et t'a mis sur ton trône. Horus a étendu pour toi ton ennemi sous toi, tu es plus ancien que lui. Tu es le père d'Horus, son géniteur en ton nom de « géniteur ». Le cœur d'Horus occupe une place prééminente auprès de toi en ton nom de Khentimenty. »

— Textes des pyramides, chap. 371. Traduction de Jan Assmann.

#### Jugement du mort

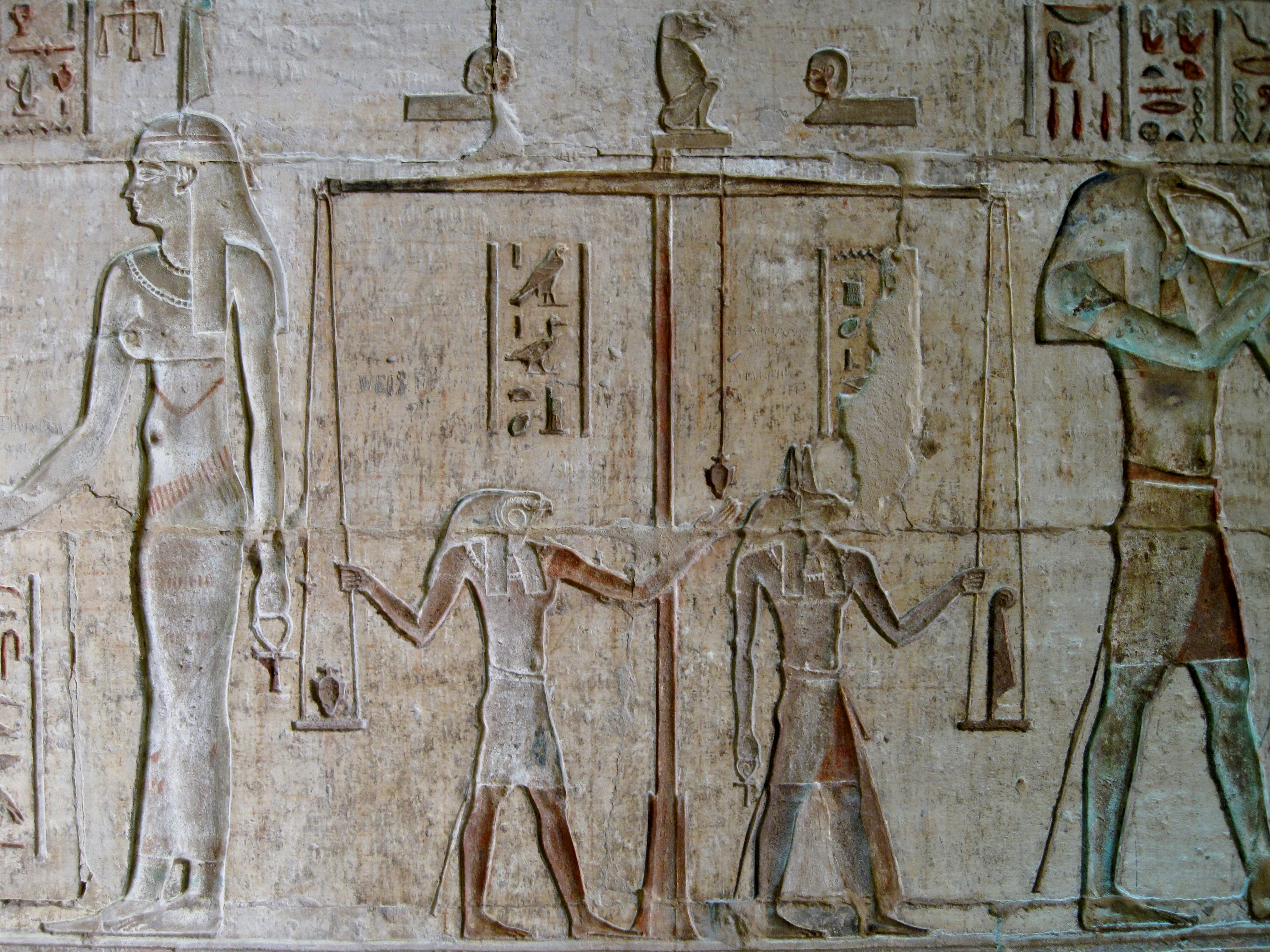
Contrôle de la Balance par Horus et Anubis. Scène du temple de Deir el-Médineh, période ptolémaïque.

Bien plus que les Textes des pyramides et les Textes des sarcophages, assez méconnus des contemporains, le Livre des Morts, du fait de ses riches illustrations, bénéficie d'une grande notoriété auprès du grand public. Parmi les illustrations les plus fameuses figure la scène du jugement de l'âme (chapitres 33B et 125). Le cœur du mort est posé sur l'un des deux plateaux d'une grande balance à fléau, tandis que la déesse Maât (Harmonie), sur l'autre plateau, sert de poids de référence. La mise en image de cette pesée ne remonte pas au-delà du règne d'Amenhotep II (début de la XVIIIe dynastie) mais sera inlassablement reproduite durant seize siècles jusqu'à la période romaine. Selon les exemplaires du Livre des Morts, Horus sous son aspect d'homme hiéracocéphale est amené à jouer deux rôles différents. Il peut apparaître près de la balance comme le « maître de la pesée ». Il maintient à l'horizontale le fléau afin que le cœur et la Maât se trouvent à l'équilibre. Le défunt est considéré comme exempt de fautes et se voit proclamé « juste de voix », c'est-à-dire admis dans la suite d'Osiris. À la fin de la XVIIIe dynastie, ce rôle de contrôleur est le plus souvent confié à Anubis. Horus apparaît alors dans le rôle d’« accompagnateur du mort ». Après la pesée, le mort est conduit devant Osiris assis sur son trône et accompagné d'Isis et Nephtys, les deux sœurs debout derrière lui. Dans quelques exemplaires, le rôle d'accompagnateur est dévolu à Thot, mais le plus souvent, c'est à Horus que revient cette charge. D'une main, Horus salue son père et de l'autre, il tient la main du défunt, qui, en signe de respect, s'incline devant le roi de l'au-delà. Reçu en audience, le défunt s'assoit devant Osiris. Le chapitre 173 du Livre des Morts indique les paroles prononcées lors de cette entrevue. Le défunt s'approprie l'identité d'Horus et, dans une longue récitation, énumère une quarantaine de bonnes actions qu'un fils attentionné se doit d'effectuer pour son père défunt dans le cadre d'un culte funéraire efficace : 
Paroles à dire : « Je te fais adoration, maître des dieux, 

dieu unique qui vit de la vérité, de la part de ton fils Horus. 

Je suis venu à toi pour te saluer ; je t'apporte la vérité, là où est ton ennéade ; 

fais que je sois parmi elle, parmi tes suivants, et que je renverse tous tes ennemis ! 

J'ai perpétué tes galettes d'offrande sur terre, éternellement et éternellement.

Ô Osiris, je suis ton fils Horus. Je suis venu te saluer, mon père Osiris. 

Ô Osiris, je suis ton fils Horus. Je suis venu renverser tes ennemis.

Ô Osiris, je suis ton fils Horus. Je suis venu chasser tout mal de toi.

Ô Osiris, je suis ton fils Horus. Je suis venu abattre ta souffrance. (...)

Ô Osiris, je suis ton fils Horus. Je suis venu alimenter pour toi tes autels. (...)

Ô Osiris, je suis ton fils Horus. Je suis venu te consacrer les veaux-qehhout.

Ô Osiris, je suis ton fils Horus. Je suis venu égorger pour toi les oies, les canards.

Ô Osiris, je suis ton fils Horus. Je suis venu prendre au lasso pour toi tes ennemis dans leurs liens. (...)
— Paul Barguet, Livre des Morts, extraits du chap. 173.

Deux illustrations du Livre des Morts
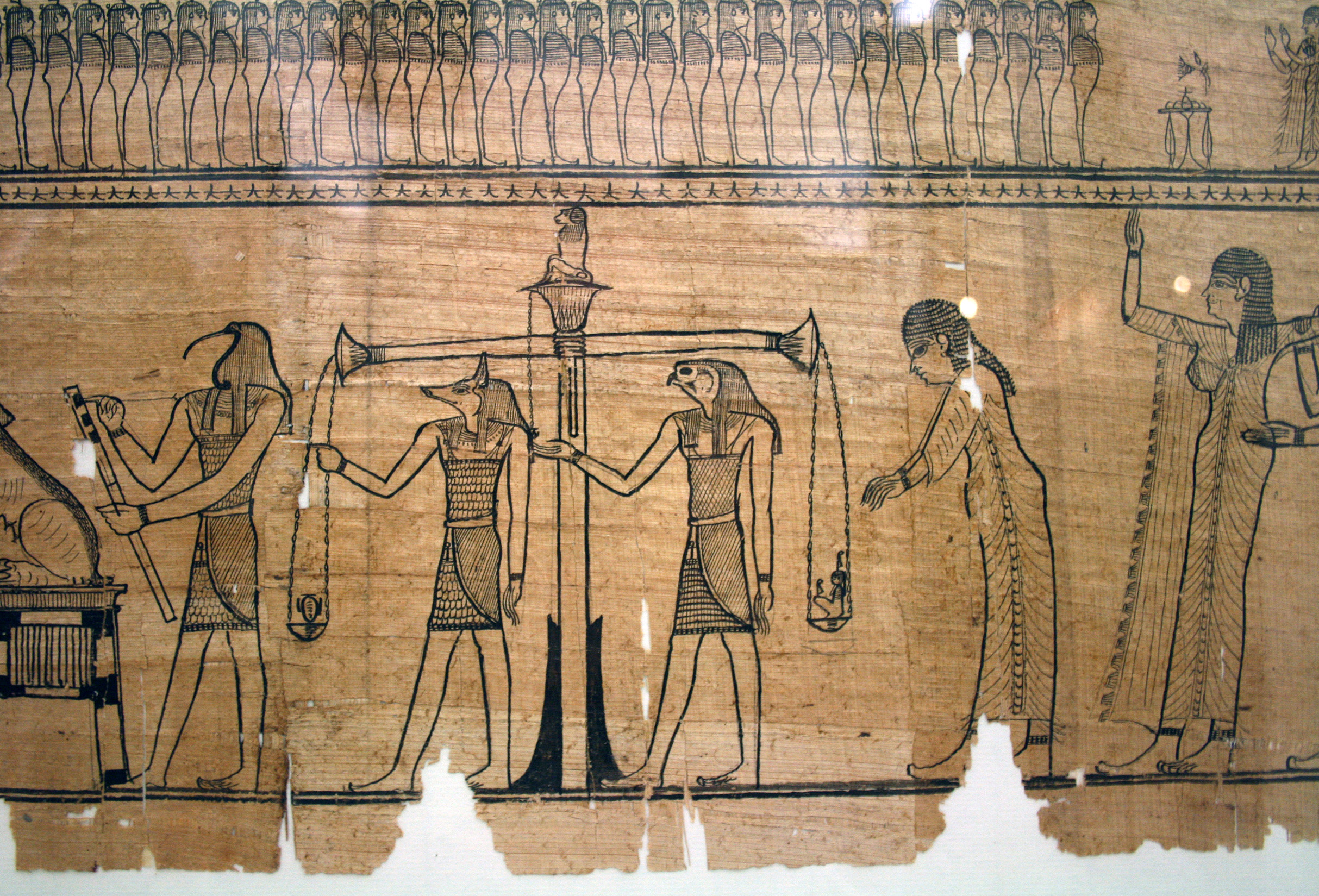
Contrôle de la pesée par Horus. D'après le papyrus de Sésostris, XVIIIe dynastie. Bibliothèque nationale autrichienne.
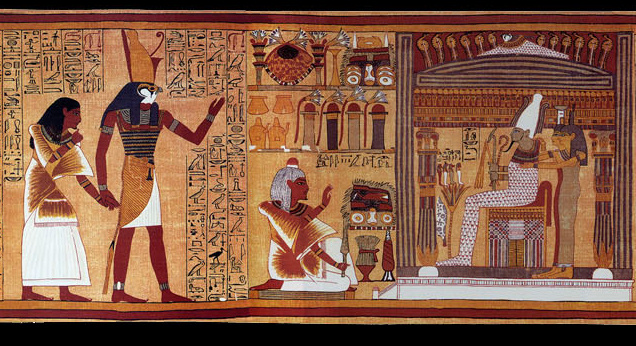
Présentation du défunt devant Osiris par Horus. D'après le papyrus d'Ani, XVIIIe dynastie, British Museum.

### Horus l'Enfant

#### Conception posthume d'Horus
D'après le mythe osirien rapporté par Plutarque au IIe siècle av. J.-C., le jeune Horus est le fils posthume d'Osiris, conçu par Isis lors de son union avec la momie de son époux. Cet enfant serait né prématuré et imparfait car faible des membres inférieurs. Dans la pensée pharaonique, les années bénéfiques du règne d'Osiris ne sont qu'une sorte de prélude destiné à justifier la proclamation d'Horus en tant que juste possesseur du trône. La transmission de la royauté depuis Osiris le père assassiné, via Seth le frère usurpateur, vers Horus le fils attentionné, n'est possible que grâce à l'action efficace de la rusée Isis, une magicienne hors norme. Après l'assassinat et le démembrement de son époux, Isis retrouve les membres épars et reconstitue le corps dépecé en le momifiant. Grâce à son pouvoir magique, la déesse parvient à revivifier la dépouille du dieu défunt, juste le temps d'avoir une relation sexuelle avec lui, afin de concevoir Horus. Selon Plutarque, la seule partie du corps d'Osiris qu'Isis ne parvint pas à retrouver est le membre viril car jeté dans le fleuve et dévoré par les poissons pagres, lépidotes et oxyrhynques. Pour le remplacer, elle en fit une imitation. Cette affirmation n'est cependant pas confirmée par les écrits égyptiens pour lesquels le membre fut retrouvé à Mendès.
L'accouplement mystique d'Osiris et Isis est déjà connu des Textes des pyramides où il s'intègre dans une dimension astrale. Osiris est identifié à la constellation Sah (Orion), Isis à la constellation Sopedet (Grand Chien) et Horus à l'étoile Soped (Sirius). Dans l'iconographie, le moment de l'accouplement posthume n'apparaît qu'au Nouvel Empire. La scène figure gravée sur les parois de la chapelle de Sokar dans le Temple funéraire de Séthi Ier en Abydos. Sur l'un des bas-reliefs, Osiris est montré éveillé et couché sur un lit funéraire. À l'image d'Atoum lorsqu'il émergea des eaux primordiales afin de concevoir l'univers, Osiris stimule manuellement son pénis en érection afin de provoquer une éjaculation. Sur la paroi d'en face, un second bas-relief montre Osiris, en érection, s'accouplant avec Isis transformée en oiseau rapace et voletant au-dessus du phallus. La déesse est figurée une seconde fois, à la tête du lit funéraire, tandis qu'Horus est lui aussi déjà présent, aux pieds de son père, sous l'apparence d'un homme hiéracocéphale. Les deux divinités étendent leurs bras au-dessus d'Osiris en guise de protection. Dans ces deux fresques mythologiques qui se déroulent à l'intérieur même du tombeau d'Osiris, présent et futur se confondent en montrant l'accouplement et en anticipant la réalisation de la future triade divine par la présence conjointe d'Osiris, Isis et Horus.

Conception d'Horus (bas-reliefs d'Abydos)
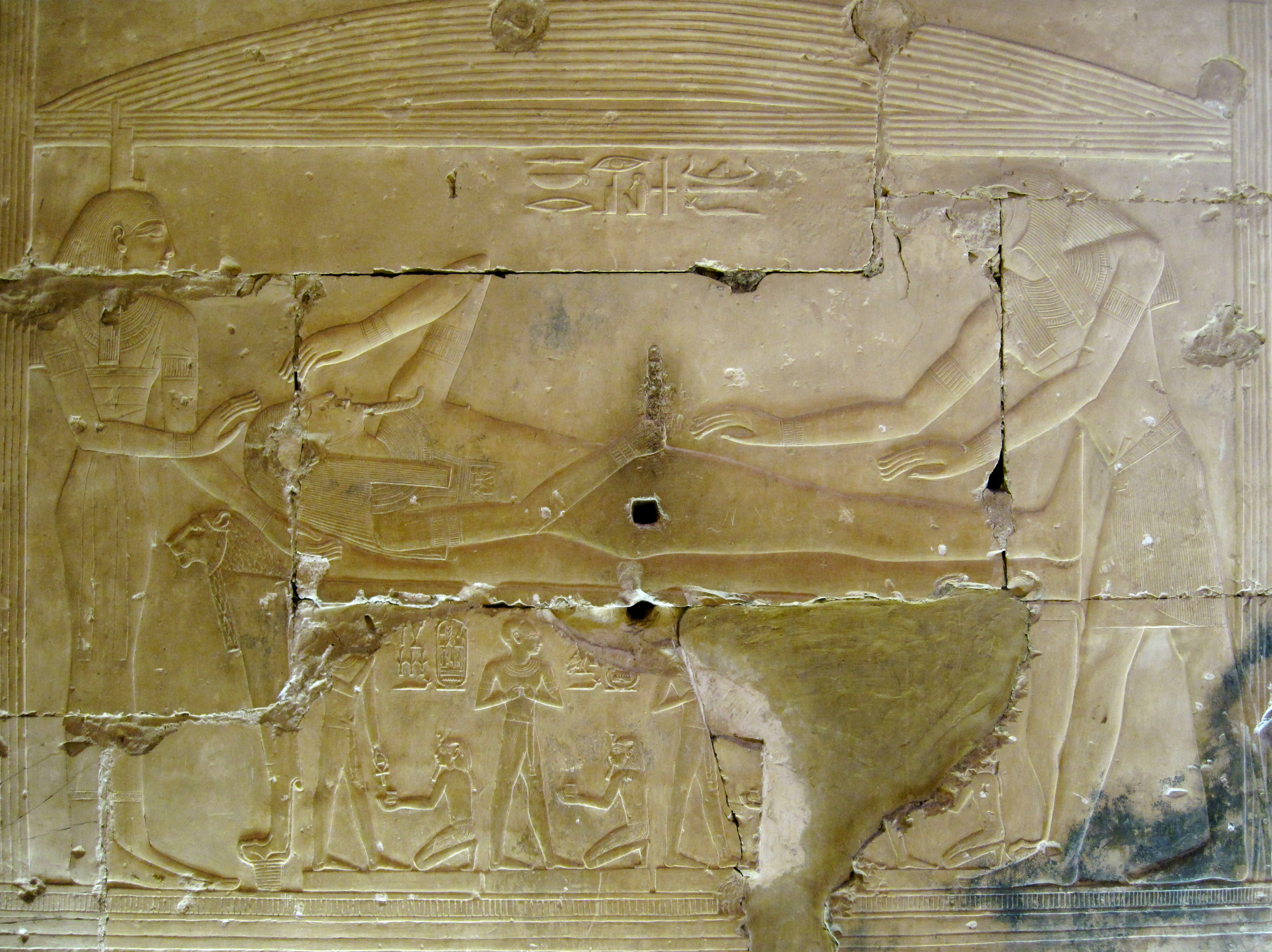
Éveil sexuel d'Osiris.
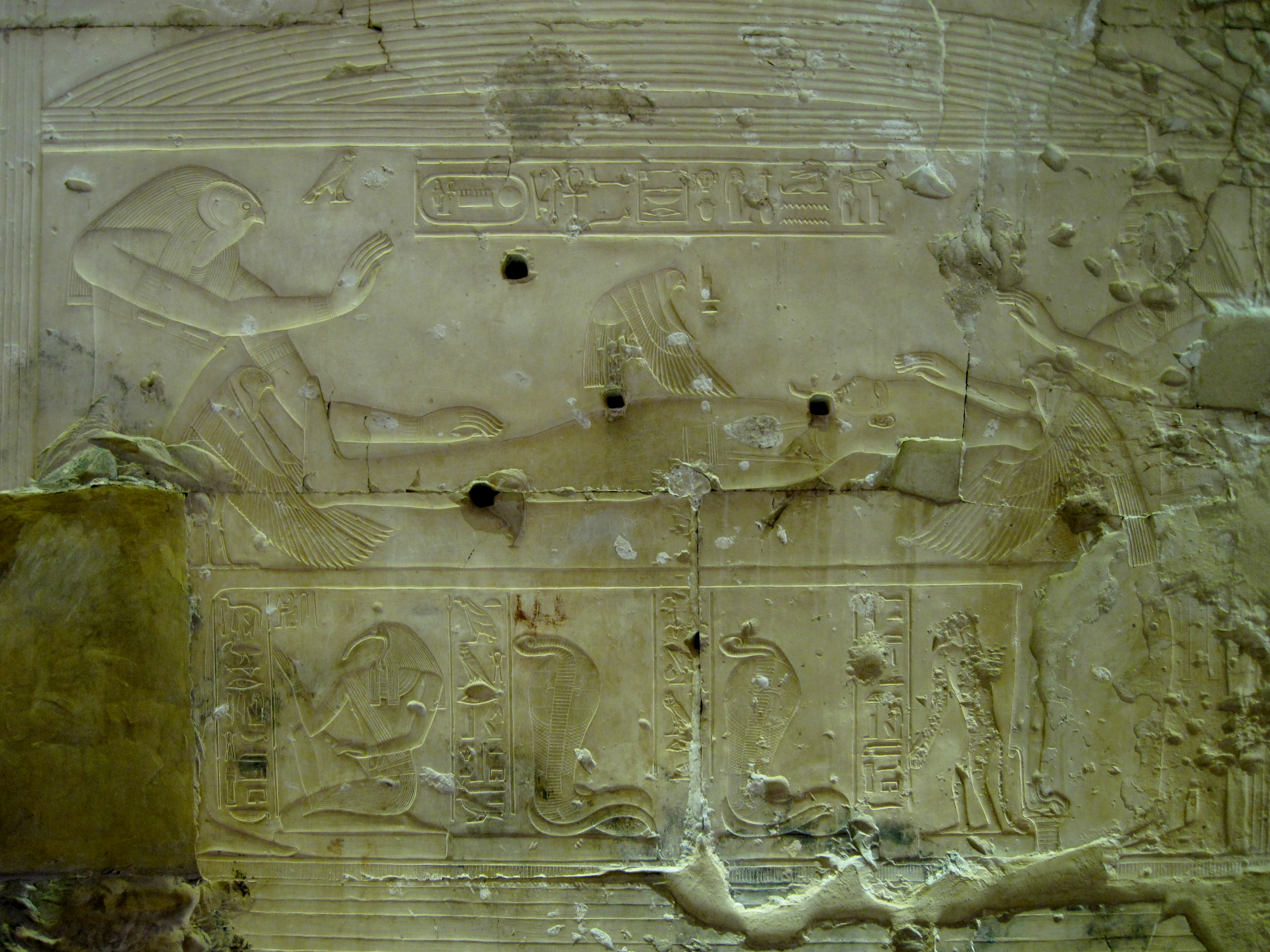
Accouplement d'Isis avec Osiris.

#### Harpocrate

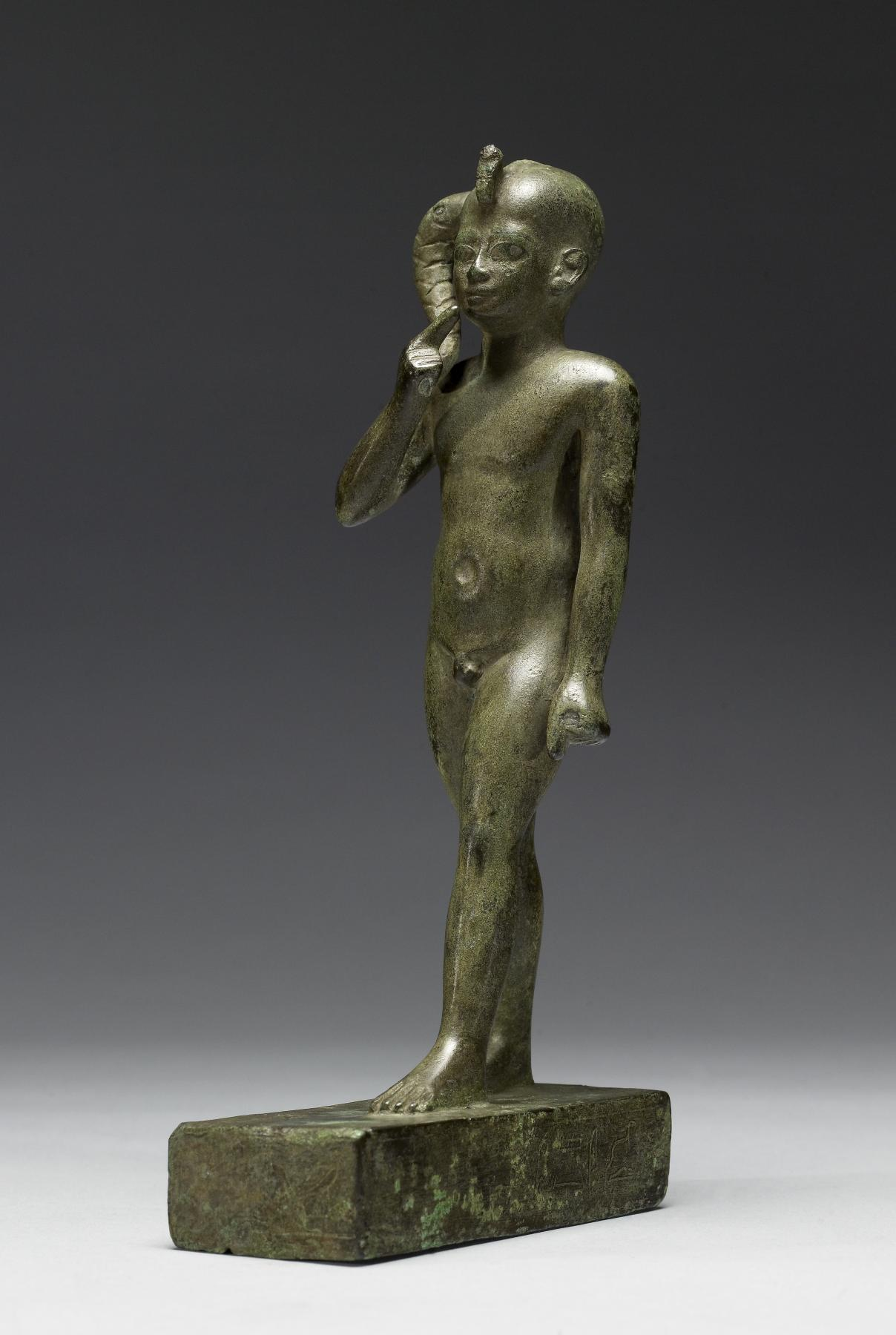
Statuette en bronze d'Harpocrate, Basse Époque, Walters Art Museum.

Sous sa forme juvénile, le dieu Horus est connu sous le nom d'Harpocrate (du grec Ἁρποκράτης / Harpokratês) issu de l'expression égyptienne Hor-pa-khered qui signifie « Horus l'enfant ». Dans l’iconographie, Harpocrate apparaît sous les traits d'un jeune enfant entièrement nu et chauve à l'exception de la mèche de l'enfance, une boucle de cheveux tressée qui depuis la tempe s'enroule autour de son oreille. Le jeune dieu approche généralement une de ses mains vers la bouche pour sucer un doigt. Durant la période gréco-romaine, ce geste a été réinterprété comme un geste incitant au silence et à la discrétion et a été perçu comme le symbole des enseignements secrets professés par les prêtres égyptiens aux jeunes initiés. Son culte se développe à partir de la fin du Nouvel Empire pour connaître son apogée aux alentours du IIe siècle de notre ère. Le jeune dieu, très populaire au sein des familles, est alors présent dans les foyers sous la forme de statuettes en terre cuite ou en bronze. Ces figurines qui mêlent les styles égyptien et grec montrent Harpocrate debout, assis, couché ou chevauchant un animal (chien, âne, cheval, oie, grenouille, etc.). Son culte est attesté dans les principales villes égyptiennes ; en Haute-Égypte à Thèbes, Coptos, Hermonthis, Héracléopolis et Philæ ; en Basse-Égypte, à Bubastis, Isiospolis, Mendès, Alexandrie et dans le Fayoum.

#### Création d'Harpocrate

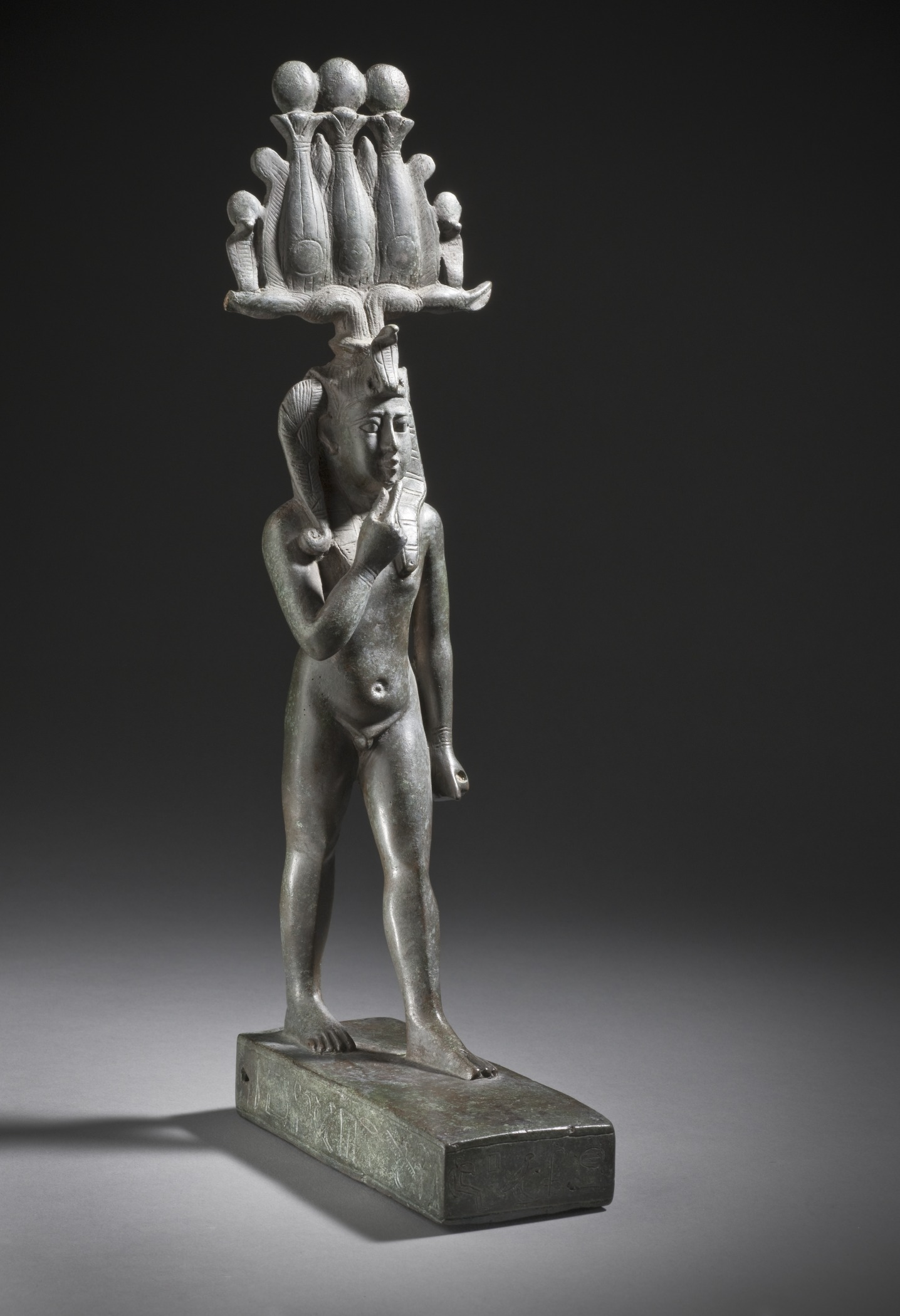
Statuette de Khonsou-l'enfant, Basse Époque, musée d'Art du comté de Los Angeles.

Dès le troisième millénaire, les Textes des pyramides évoquent la naissance, la jeunesse et l'âge adulte du dieu Horus. Toutefois, son image de dieu-enfant ne se fixe que bien plus tard, au premier millénaire avant notre ère, quand les théologiens égyptiens prennent l'habitude d'adjoindre des figures spécifiquement enfantines aux dieux adultes. Du point de vue historique, Harpocrate est une création artificielle due aux prêtres de Thèbes et qui, par la suite, s'est développée dans les couches populaires en dehors de la religion officielle. Les premières mentions écrites d'Harpocrate remontent à la XXIe dynastie dans la titulature des prêtresses affectées à la triade thébaine constituée par le dieu Amon, la déesse Mout et le dieu-fils Khonsou. Quant à sa première représentation connue, elle figure sur une stèle érigée à Mendès durant le règne de Sheshonq III (XXIIe dynastie libyenne) pour commémorer une donation du flûtiste Ânkhhorpakhered. À l'origine, Harpocrate est élaboré comme un doublon de Khonsou-enfant (Khonsou-pa-khered). Il s'agissait alors de donner un dieu-fils aux allures strictement enfantines au couple formé par les dieux funéraires Osiris et Isis. À l'inverse d'Horus qui jusqu'alors est essentiellement perçu comme un dieu adulte, la nature de Khonsou, dieu lunaire, se caractérise par la jeunesse. Initialement, les cultes d'Harpocrate et Khonsou se combinent dans un sanctuaire situé dans l'enceinte de Mout à Karnak. Ce sanctuaire, transformé en mammisi sous la XXIe dynastie, célèbre la naissance divine du pharaon dans des scènes où la maternité de la reine mère est assimilée à celles de Mout et d'Isis. La conjonction des croyances amoniennes et osiriennes a pour effet que le dieu Harpocrate se voit d'abord gratifié d'une double ascendance comme dans les graffitis des carrières du Ouadi Hammamat : « Horus-l'enfant, fils d'Osiris et d'Isis, le Grand, l'Ancien, le premier né d'Amon ». Cependant, la vitalité de la religion osirienne fait d'Harpocrate le parangon des dieux-enfants dans le seul cadre de la famille osirienne (Osiris, Isis, Horus) érigée comme le modèle parfait et idéal de la solidarité familiale.

#### Stèles d'Horus

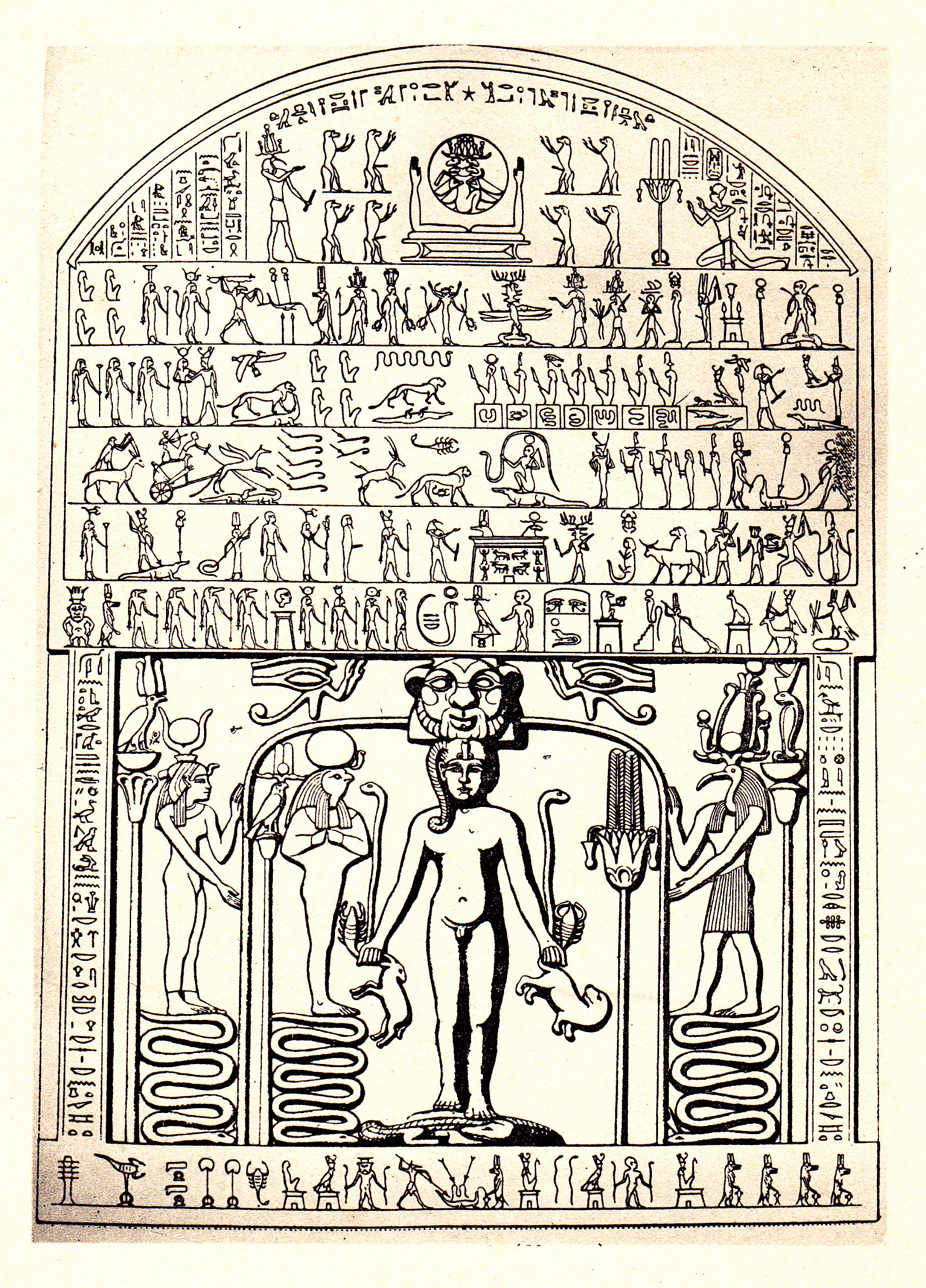
Croquis de la partie supérieure de la Stèle de Metternich,, Metropolitan Museum of Art.

Les « Stèles d'Horus », aussi appelées « Cippes d'Horus », sont des pièces archéologiques de tailles variables (de 80 cm à moins de 5 cm) en pierre dure foncée (basalte ou schiste). Leur principale fonction est de protéger magiquement ou de guérir une personne qui a été atteinte par un animal venimeux, l'Égypte étant une contrée infestée par de nombreuses espèces de scorpions et de serpents. Les stèles se caractérisent par une représentation centrale du dieu Harpocrate, nu, vu de face et surmonté du masque hideux du nain Bès. Harpocrate est montré debout sur un ou plusieurs crocodiles. Dans ses mains, il tient des serpents, des lions, des gazelles et des scorpions. Selon la taille et la qualité des stèles, celles-ci étaient soit conservées dans les sanctuaires ou les habitations, soit transportées tels des talismans par des individus durant leurs voyages. Dès les origines de la civilisation égyptienne, les prêtres se sont préoccupés des possibles attaques des reptiles et insectes malfaisants. Dans les pyramides à textes, de nombreuses formules viennent ainsi en aide aux souverains défunts occupés à voyager dans l'au-delà. Les stèles d'Horus sont quant à elles attestées entre le Nouvel Empire et la période romaine et ont été trouvées sur une vaste zone qui dépasse largement les frontières de leur pays d'origine (Italie, Iraq, Liban, Soudan, Éthiopie). Les plus anciens exemplaires remontent à la XIXe dynastie et s'inspirent des stèles dédiées au dieu Shed, « Le Sauveur », que des habitants d'Amarna conservaient dans leur domicile. Quelque quatre-cents stèles d'Horus sont connues et conservées à travers le monde. Le Musée du Louvre en possède une quarantaine, dont la Statue guérisseuse de Padimahès (67 cm de haut) qui figure un prêtre debout, le vêtement couvert d'inscriptions et arborant dans ses mains une petite stèle horienne.
La Stèle de Metternich est la pièce la plus fameuse avec ses deux-cent-quarante représentations et ses deux-cent-cinquante lignes de texte hiéroglyphique. Cet artéfact est à présent exposé au Metropolitan Museum of Art de New York et a été réalisé pour le compte du prêtre-médecin Nestoum sous le règne de Nectanébo Ier (XXXe dynastie). Le procédé d'utilisation de ces objets magiques est simple. Le guérisseur versait de l'eau sur la stèle ; en s'écoulant, le liquide se chargeait de la puissance magique des textes et dessins gravés et le praticien recueillait le liquide magique pour le donner à boire au patient tout en récitant les incantations les plus appropriées. Sur la plupart des exemplaires, le visage du jeune Horus est fortement érodé. De ce fait, il est probable que les patients se devaient aussi de toucher ou de caresser la divine face en signe de piété, de soumission et d'adoration,,,.

Trois exemplaires de stèles d'Horus
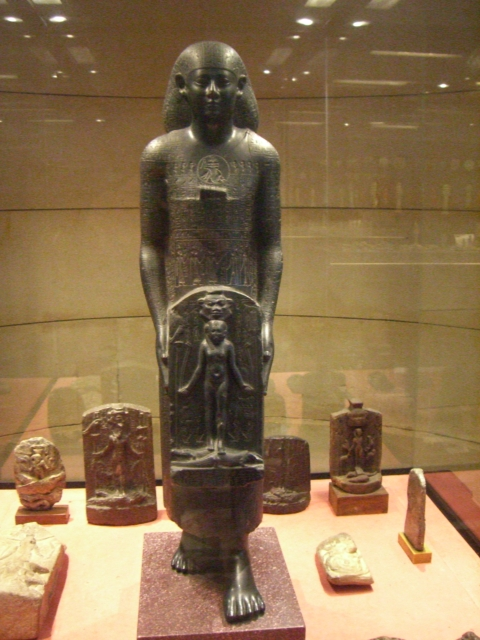
Statue Tyszkiewicz, XXXe dynastie, musée du Louvre.
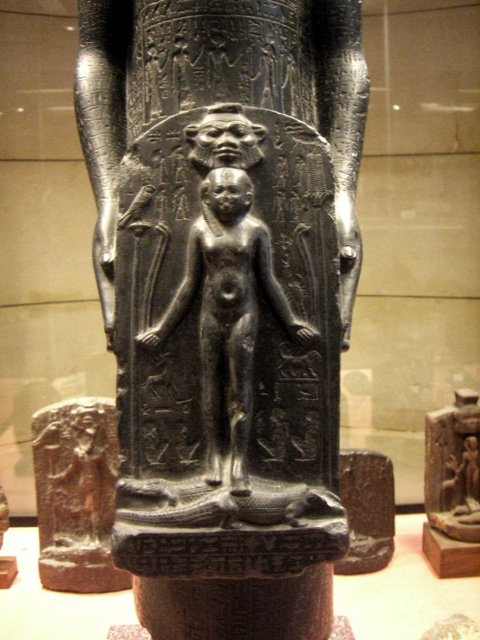
Détail.
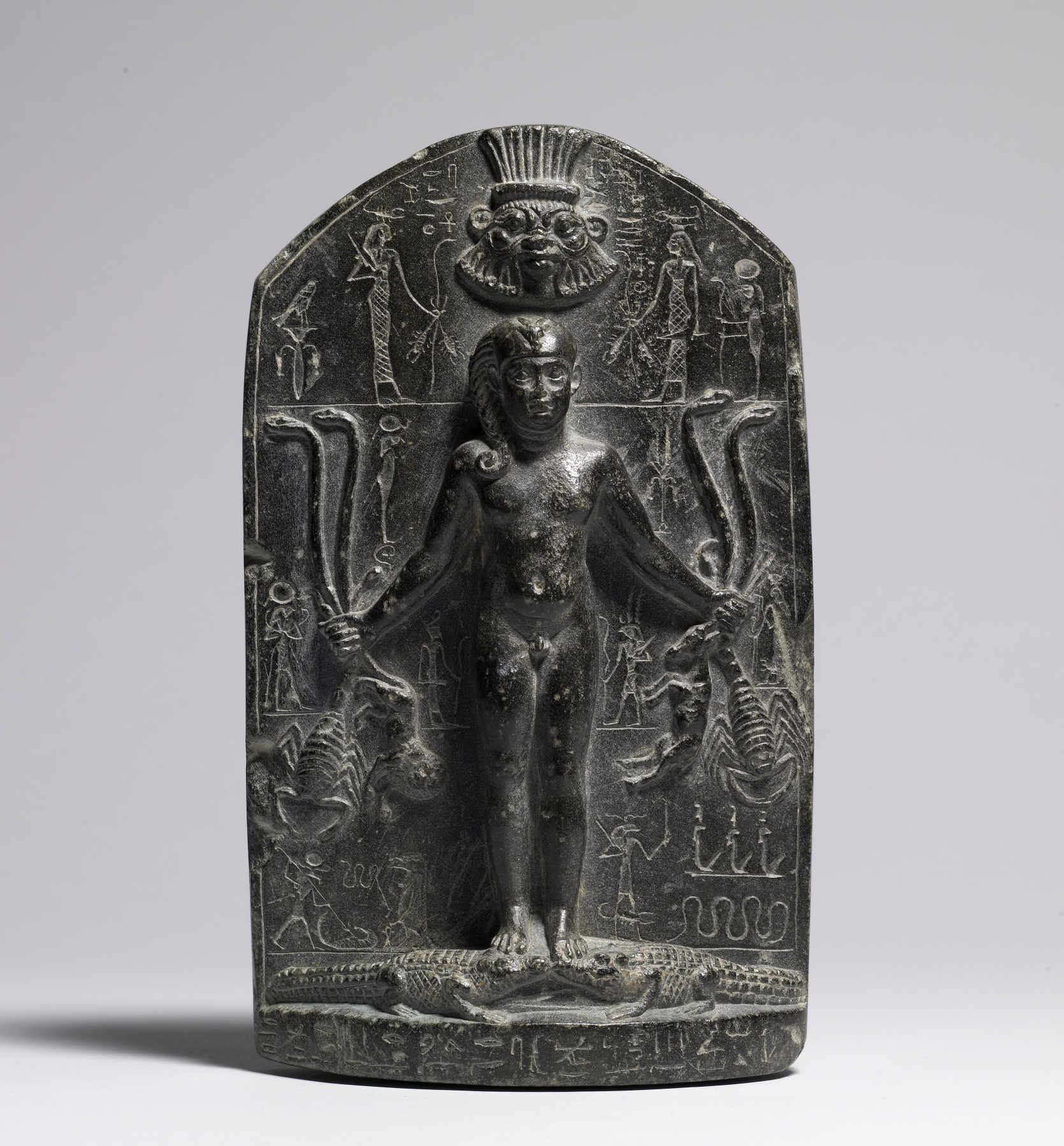
Stèle du Walters Art Museum de Baltimore, Basse Époque.
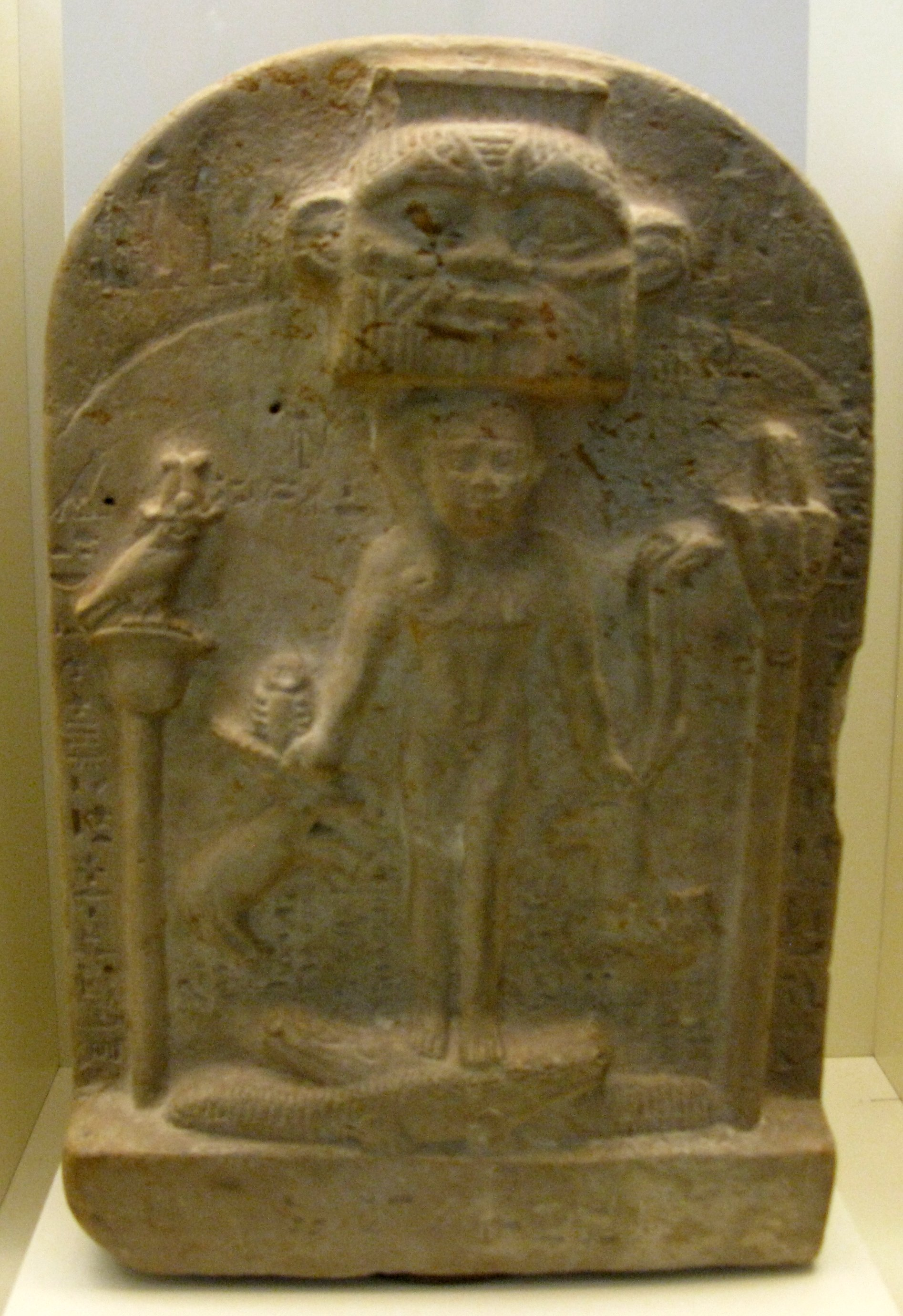
Stèle du Musée national archéologique d'Athènes, Basse Époque.

#### Enfance menacée
L'efficacité magique des « stèles d'Horus » repose sur la mention d'épisodes mythologiques qui mettent en scène le jeune Horus comme la victime des maléfices de son oncle Seth puis comme le bénéficiaire des pouvoirs bénéfiques de sa mère Isis. Dans les formules magiques gravées sur les stèles (ou inscrites sur les pages des grimoires tardifs), Horus est le modèle divin de l'enfant sauvé et sauveur, car en fin de compte invincible. Le guérisseur, en faisant revivre à son patient la maladie puis la guérison d'Horus, le place dans une situation archétypique où les dieux sont appelés à venir en aide à l'un des leurs plongés dans la détresse. Parmi toutes les stèles découvertes à ce jour, les inscriptions magiques gravées sur la Stèle de Metternich sont les plus remarquables. Le texte a été publié pour la première fois en 1877 par le Russe Vladimir Golenichtchev dans une traduction en langue allemande. Depuis lors, le document a été transposé à plusieurs reprises en langue française, notamment par les égyptologues Alexandre Moret (en 1915) et František Lexa (en 1925).

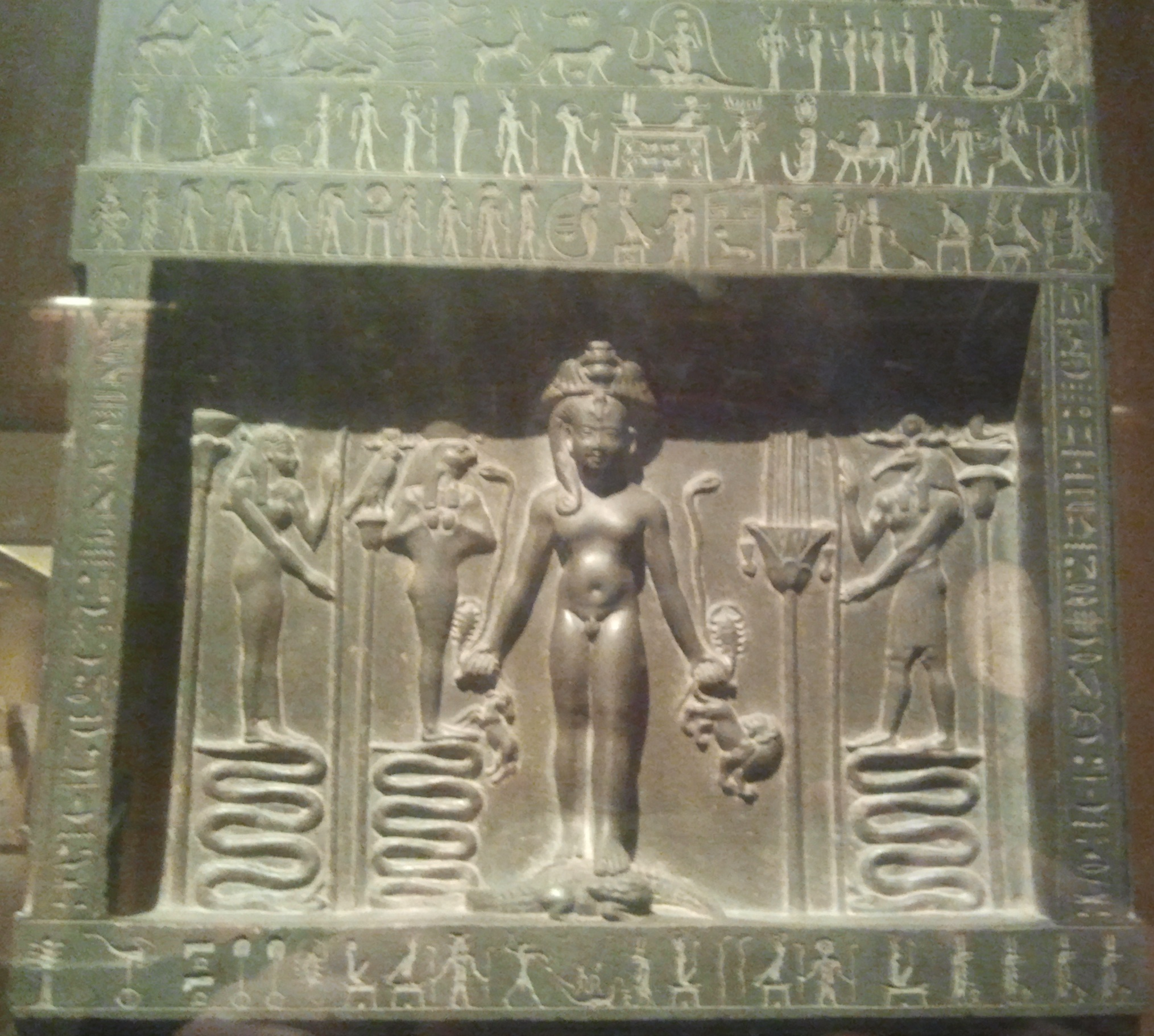
Scène centrale de la Stèle de metternich.

La stèle rapporte ainsi un épisode de l'enfance tumultueuse d'Horus. Après le meurtre d'Osiris, son épouse Isis cache son fils Horus dans les marais de Chemnis situés autour de la ville de Bouto. Le jeune dieu est en effet constamment sous la menace de son oncle Seth qui cherche à l'éliminer physiquement afin de mieux asseoir son pouvoir despotique sur le pays égyptien. Délaissé par sa mère occupée à trouver des moyens de subsistance, Horus est la victime d'une piqûre de scorpion. Le soir, Isis retrouve son fils inanimé proche de la mort. Désespérée, elle cherche de l'aide auprès des Égyptiens. Personne ne parvient à guérir la jeune victime mais les plaintes continuelles d'Isis font accourir Nephtys et Selkis. Cette dernière conseille aussitôt à la mère en détresse de faire appel à Rê. Ému par le désespoir d'Isis, le dieu solaire arrête sa course céleste, s'immobilise dans le ciel et envoie Thot auprès du jeune agonisant. Après de nombreuses paroles incantatoires, Thot réussit à évacuer le poison du corps d'Horus qui aussitôt revient à la vie. Cela fait, Thot ordonne aux habitants de Bouto de veiller constamment sur le jeune dieu en l'absence d'Isis. Il retourne ensuite auprès de Rê dans le ciel et annonce à son maître que la course solaire peut à présent se poursuivre normalement.

## Horus contre Seth
Deux épisodes majeurs ponctuent le mythe de la lutte d'Horus et Seth. Le premier est la naissance de Thot, le dieu lunaire, né de la semence d'Horus et issu du front de Seth. Le second est la perte momentanée de l'œil gauche d'Horus, endommagé par Seth. Cet œil est le symbole du cycle lunaire et des rituels destinés à revivifier les défunts.

### Aventures d'Horus et Seth

#### Papyrus ChesterBeattyI

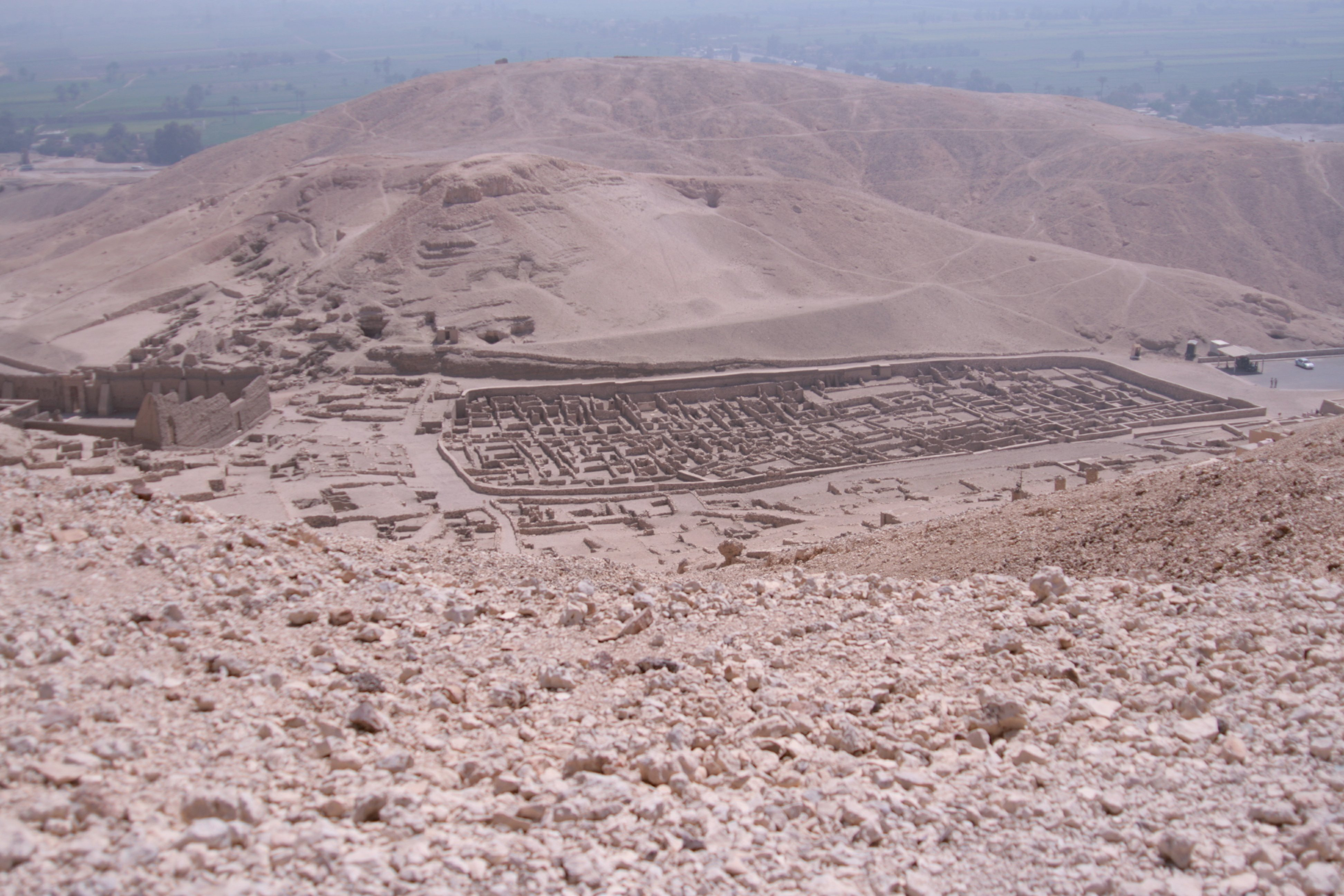
Vestiges du village de Deir el-Médineh où fut découvert le papyrus des Aventures d'Horus et Seth.

Le mythe de l'affrontement d'Horus et Seth est attesté dans les plus anciens écrits égyptiens que sont les Textes des pyramides. Cet ensemble de formules magiques et d'hymnes religieux se trouve gravé dans les chambres funéraires des derniers pharaons de l'Ancien Empire. Il ne s'agit toutefois là que d'allusions éparses, ces écrits étant des liturgies destinées à la survie post mortem et non pas des récits mythologiques.
Par la suite, ce conflit est évoqué tout aussi allusivement dans les Textes des sarcophages et le Livre des Morts. Dans l'état actuel des connaissances égyptologiques, il faut attendre la fin du Nouvel Empire et la période ramesside (XIIe siècle) pour voir rédigé un véritable récit suivi des péripéties des deux divinités rivales. Le mythe est consigné sur un papyrus en écriture hiératique trouvé à Deir el-Médineh (Thèbes) dans les restes d'une bibliothèque familiale. Après sa découverte, le papyrus intègre la collection de l'industriel millionnaire Alfred Chester Beatty et demeure depuis conservé à la Bibliothèque Chester-Beatty à Dublin. Son premier traducteur est l'égyptologue britannique Alan Henderson Gardiner publié en 1931 par l'Oxford University Press. Depuis lors, ce récit est connu sous le titre des Aventures d'Horus et Seth (en anglais The Contendings of Horus and Seth). Ce savant a porté un regard assez condescendant sur ce récit qu'il jugeait appartenir à la littérature populaire et ribaude, sa morale puritaine désapprouvant certains épisodes comme les mutilations d'Isis et Horus (décapitation, amputation, énucléation) ou les penchants homosexuels de Seth. Depuis cette date, les Aventures ont été maintes fois traduites en langue française, la première traduction étant celle de Gustave Lefebvre en 1949. Dans les travaux égyptologiques récents, la traduction livrée en 1996 par Michèle Broze, par exemple, est une analyse poussée qui a démontré la richesse littéraire et la cohérence subtile d'une œuvre élaborée par un scribe érudit, très habile dans une narration non dénuée d'humour.

#### Résumé du mythe

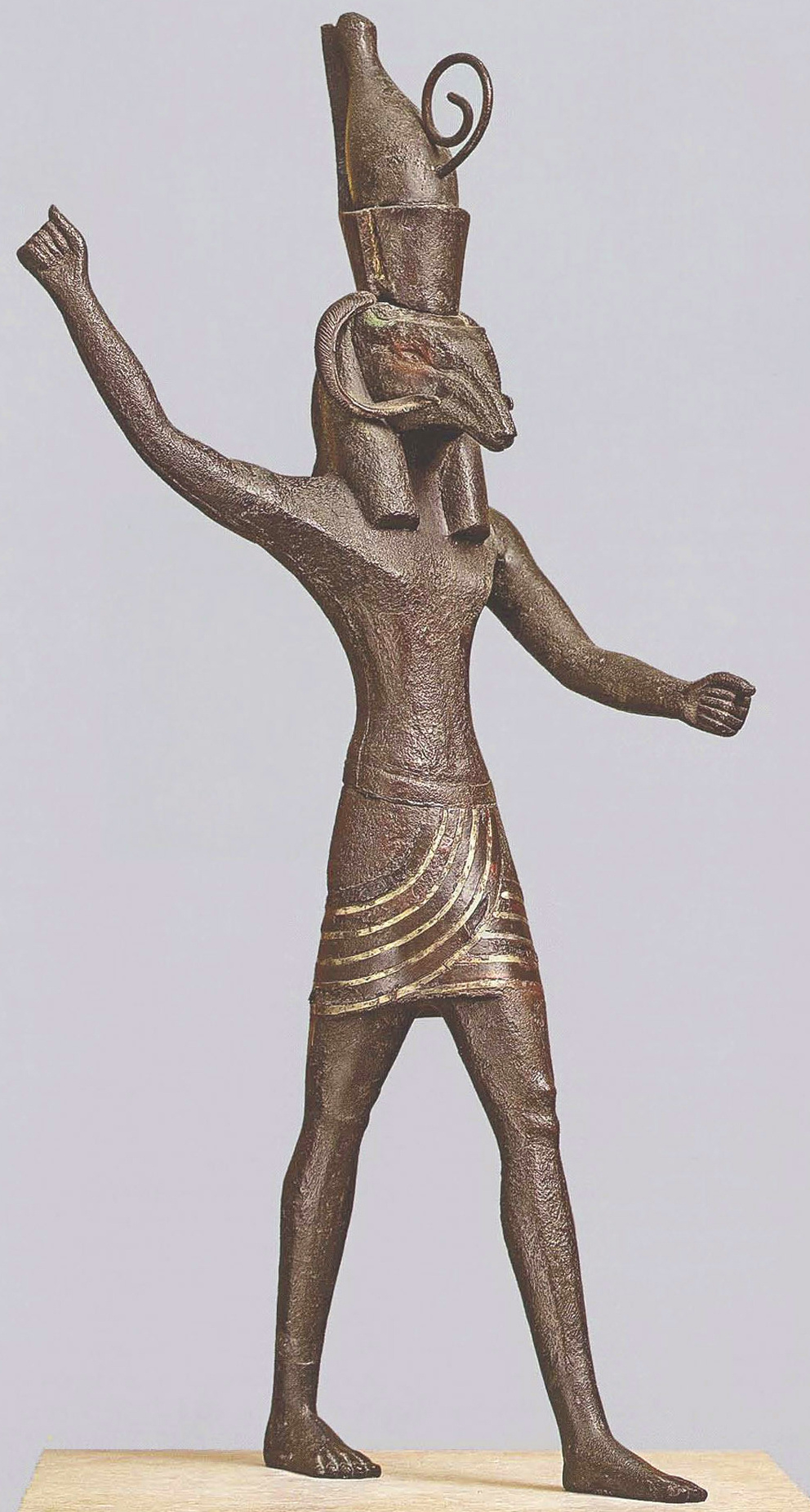
Statuette de Seth, période ramesside, Ny Carlsberg Glyptotek.

Après la disparition d'Osiris, la couronne d'Égypte revient de droit au jeune Horus, son fils et héritier. Mais son oncle Seth, le jugeant trop inexpérimenté, désire ardemment se faire proclamer roi par l'assemblée des dieux. Horus, appuyé de sa mère Isis, fait convoquer le tribunal des dieux à toute fin de régler ce contentieux. Rê préside, tandis que Thot tient le rôle du greffier. Quatre-vingts ans s'écoulent sans que le débat progresse. Le tribunal est partagé entre les tenants de la royauté légitime (revenant à Horus), et Rê qui voit en Seth son perpétuel défenseur contre Apophis (le monstrueux serpent des origines). Les débats tournent en rond et nécessitent un avis extérieur. C'est donc à Neith, déesse de Saïs, réputée pour son infinie sagesse, que Thot adresse une missive. La réponse de la déesse est sans ambiguïté : la couronne doit revenir à Horus. Cependant, pour ne pas pénaliser Seth, Neith propose de lui offrir les déesses Anat et Astarté comme épouses.
Le tribunal se réjouit de cette solution, mais Rê, lui, reste sceptique, craignant qu'Horus ne soit un peu jeune pour assumer la direction du royaume. Après quelques heurts entre les deux parties et excédé par tant de tergiversations, Rê ordonne le déplacement des débats vers l'Île-du-Milieu. Furieux contre Isis, Seth demande que les débats se poursuivent en son absence. La requête est acceptée par Rê qui ordonne à Anti d'en interdire l'accès à toute femme.
Mais Isis, tenace, soudoie Anti et se réintroduit dans l'enceinte du tribunal sous les traits d'une belle jeune femme. Rapidement, elle ne manque pas d'attirer l'attention de Seth. Tous deux finissent par converser et, troublé par tant de beauté, Seth s'égare dans des propos compromettants en reconnaissant sous cape la légitimité filiale d'Horus. Isis se dévoile alors. Le coup de théâtre laisse Seth sans voix. Quant à Rê, il ne peut que juger de l'imprudence de Seth qui s'est confié, sans prendre garde, à une inconnue. Dépité, il ordonne le couronnement d'Horus et punit Anti pour s'être laissé corrompre par Isis.

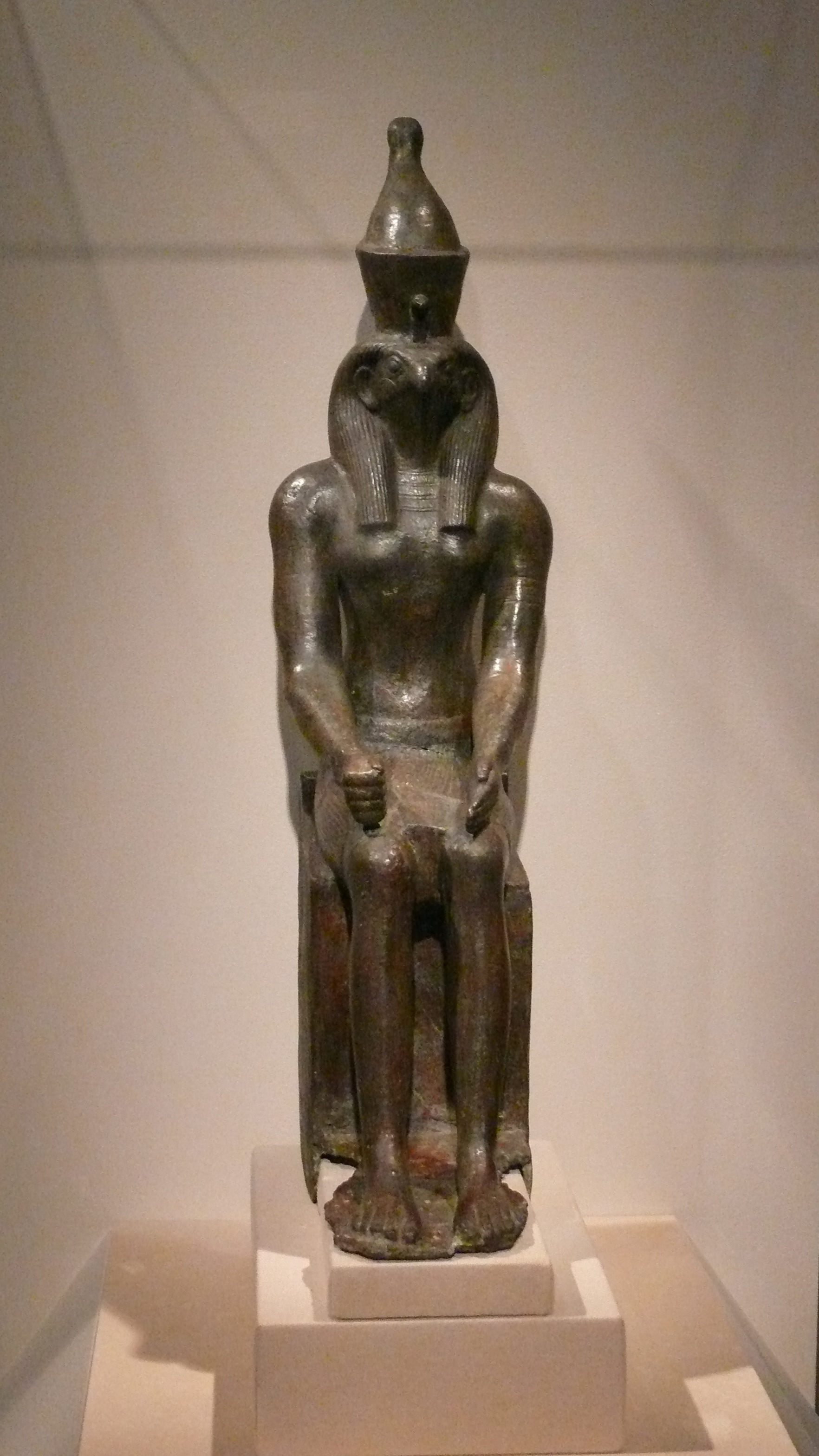
Horus-roi couronné du Pschent, Basse Époque, Rhode Island School of Design Museum.

Mais le colérique Seth n'est pas décidé à en rester là. Il propose à Horus une épreuve aquatique où les deux dieux se transforment en hippopotames. Celui qui restera le plus longtemps sous l'eau pourra devenir roi. Mais Isis, qui suit de près les mésaventures de son fils, perturbe la partie. Elle s'attire finalement le mécontentement d'Horus qui, fou de rage, la décapite et la transforme en statue de pierre. Thot lui redonne la vie en lui fixant au cou une tête de vache. Après son méfait, Horus prend la fuite vers le désert. Mais, poursuivi par Seth, il est rapidement rattrapé. Prestement, Seth jette Horus à terre et lui arrache les deux yeux qu'il enterre. La déesse Hathor, émue par le triste sort d'Horus, le guérit grâce à un remède de lait d'antilope.
Apprenant cette histoire et lassé de ces sempiternelles chamailleries, Rê ordonne la réconciliation des deux belligérants autour d'un banquet. Mais une fois encore, Seth décide de troubler la situation. Il invite son neveu à passer la soirée chez lui, ce qu'Horus accepte. La nuit, Seth s'essaye à féminiser Horus lors d'une relation homosexuelle afin de le rendre indigne du pouvoir royal. Toutefois, Horus parvient à éviter l'assaut et recueille la semence de son oncle entre ses mains. Le jeune dieu accourt vers sa mère. Horrifiée, elle coupe les mains de son fils et les jette dans le fleuve pour les purifier. Par la suite, elle masturbe son fils, recueille sa semence et la dépose sur une laitue du jardin de Seth. Insouciant, Seth mange la laitue et se trouve engrossé. Devant tous les dieux, il donne naissance au disque lunaire qui s'élance hors de son front. Seth veut le fracasser à terre mais Thot s'en saisit et se l'approprie.

Après une ultime épreuve aquatique, proposée par Seth et remportée par Horus, Osiris, resté jusqu'alors silencieux, intervient depuis l'au-delà et met directement en cause le tribunal qu'il juge trop laxiste. En tant que dieu de la végétation, il menace de couper les vivres à l'Égypte et de décimer la population par la maladie. Les dieux, bousculés par tant d'autorité, ne tardent pas à rendre un verdict favorable à Horus. Mais Seth n'est pas oublié. Placé aux côtés de Rê, il devient « celui qui hurle dans le ciel », le très respecté dieu de l'orage.

### Mythe de l'Œil d'Horus

#### Horus aveuglé par Seth

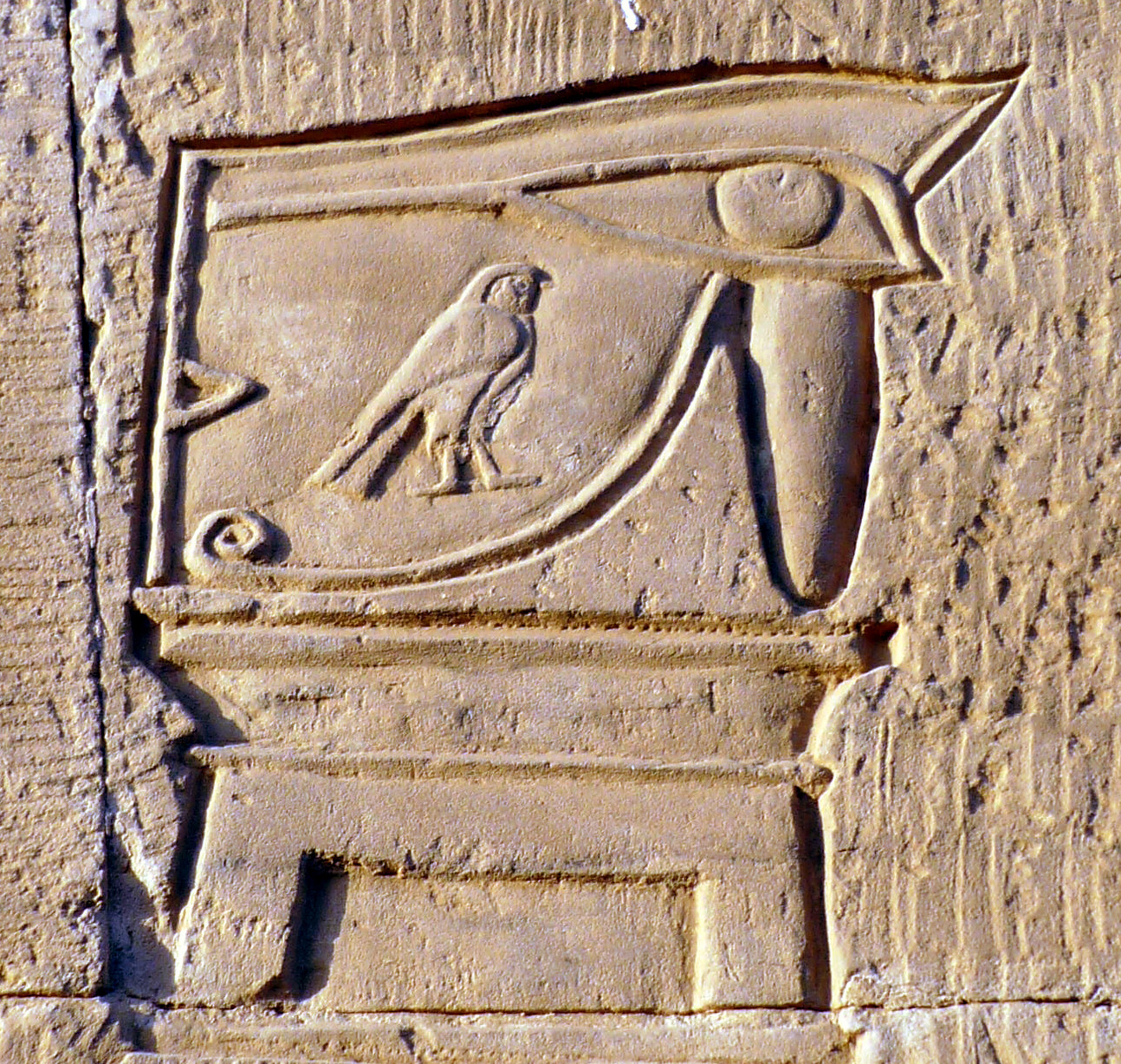
L'Œil d'Horus posé sur une chapelle, temple de Kôm Ombo.

Dans le papyrus des Aventures d'Horus, Seth, pour se départager d'Horus, propose qu'ils se transforment tous deux en hippopotames et qu'ils plongent en apnée dans les eaux du fleuve. Celui qui remonte avant trois mois révolus ne sera pas couronné. Les deux rivaux se jettent dans le Nil. Mais Isis, craignant pour la vie de son fils, décide d'intervenir. Elle confectionne une lance magique afin de harponner Seth pour l'obliger à émerger hors des eaux. Elle lance son harpon mais celui-ci touche malheureusement Horus. Sans s'interrompre, la déesse lance une seconde fois son harpon et touche Seth. Ce dernier l'implore piteusement de lui retirer l'arme hors son corps, ce qu'elle fait. En constatant cette clémence, Horus se met en colère et décapite sa mère. Aussitôt, Isis se transforme en statue de pierre acéphale : 

« Rê-Harakhty poussa un grand cri et dit à l'Ennéade : « Hâtons-nous et infligeons-lui un grand châtiment ». L'Ennéade grimpa dans les montagnes pour rechercher Horus, le fils d'Isis. Or, Horus était couché sous un arbre au pays de l'oasis. Seth le découvrit et s'empara de lui, le jeta sur le dos sur la montagne, arracha ses deux yeux Oudjat de leur place, les enterra dans la montagne pour qu'ils éclairassent la terre (...) Hathor, Dame du sycomore du sud, s'en alla et elle trouva Horus, alors qu'il était effondré en larmes dans le désert. Elle s'empara d'une gazelle, lui prit du lait et dit à Horus : « Ouvre les yeux, que j'y mette du lait ». Il ouvrit les yeux, et elle y mit le lait (elle en plaça dans le droit, elle en plaça dans le gauche, et (...) elle le trouva rétabli. »

— Aventures d'Horus et Seth (extraits). Traduction de Michèle Broze.
Durant la période gréco-romaine, soit plus d'un millénaire après la rédaction des Aventures d'Horus et Seth, le papyrus Jumilhac, une monographie consacrée aux légendes anubiennes de la Cynopolitaine, ne manque pas d'évoquer le mythe de la perte des yeux d'Horus. Seth, ayant appris que les yeux étaient enfermés dans deux lourds coffrets en pierre, ordonne à des complices de les voler. Une fois en ses mains, il charge les coffrets sur son dos, les dépose au sommet d'une montagne et se transforme en gigantesque crocodile pour les surveiller. Mais Anubis, transformé en serpent, se glisse auprès des coffrets, prend possession des yeux et les dépose dans deux nouveaux coffrets en papyrus. Après les avoir enterrés plus au nord, Anubis s'en retourne auprès de Seth afin de le consumer. À l'endroit où Anubis a enterré les yeux émerge un vignoble sacré où Isis établit une chapelle pour rester au plus près d'eux.

#### Thot, fils d'Horus et Seth

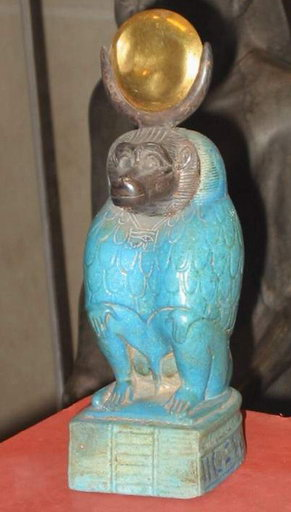
Thot-babouin coiffé du disque lunaire. Musée du Louvre.

Dans la pensée religieuse égyptienne, la naissance de la Lune est assimilée à l'apparition de l'Œil d'Horus et à la venue au monde du dieu Thot. Selon les Aventures d'Horus et Seth, le disque lunaire est sorti du front de Seth après que ce dernier a avalé une laitue imprégnée du sperme d'Horus. La semence d'Horus « jaillit sous la forme d'un disque d'or sur la tête de Seth. Seth entra dans une rage folle et tendit la main pour se saisir du disque d'or. Thot le lui enleva et le plaça comme couronne sur sa tête. » Cet épisode mythologique est manifestement déjà connu à l'époque des Textes des pyramides car une allusion indique que Thot est issu de Seth. Une autre rapporte que l'Œil d'Horus, c'est-à-dire la Lune, a été ôtée du front de Seth. Dans les Textes des sarcophages, Thot informe Osiris qu'il est « le fils de son fils, la semence de sa semence », autrement dit le petit-fils d'Osiris à travers Horus. Ailleurs, Thot est appelé « le fils des Deux Rivaux » ou « le fils des Deux Seigneurs » ou encore « le fils des Deux Seigneurs qui est sorti du front ». L'étrange naissance de Thot symbolise la fin du conflit. En tant que « Maître de la Maât » (l'harmonie cosmique) et fils commun d'Horus et Seth, il est « Celui qui sépare les Deux Compagnons ». Aussi joue-t-il les médiateurs pour mettre fin à cette incessante lutte.

### Symbolisme lunaire de l'Œil

#### Œil oudjat
Si, dans le papyrus des Aventures d'Horus et Seth, Horus se voit arracher les deux yeux, d'une manière plus générale, les textes égyptiens mentionnent surtout l'énucléation du seul œil gauche. Représenté comme un œil humain fardé, l'Oudjat, « L'intacte », représente l'œil arraché à Horus par Seth lors de leur combat. Jeté à terre et déchiré en six morceaux, l'œil est reconstitué par Thot, qui le complète et le rend guéri et sain à son propriétaire. Les Textes des sarcophages évoquent ce mythe à plusieurs reprises. Un passage indique que Thot a cherché les morceaux et qu'il les a rassemblés :

« Je suis Thot (...). Je suis revenu de la quête de l'œil d'Horus : je l'ai ramené et compté, je l'ai trouvé complet, compté et intact ; son flamboiement monte jusqu'au ciel, et son souffle vers le haut et le bas »

— Textes des sarcophages, chap. 249 (extraits). Traduction de Paul Barguet.

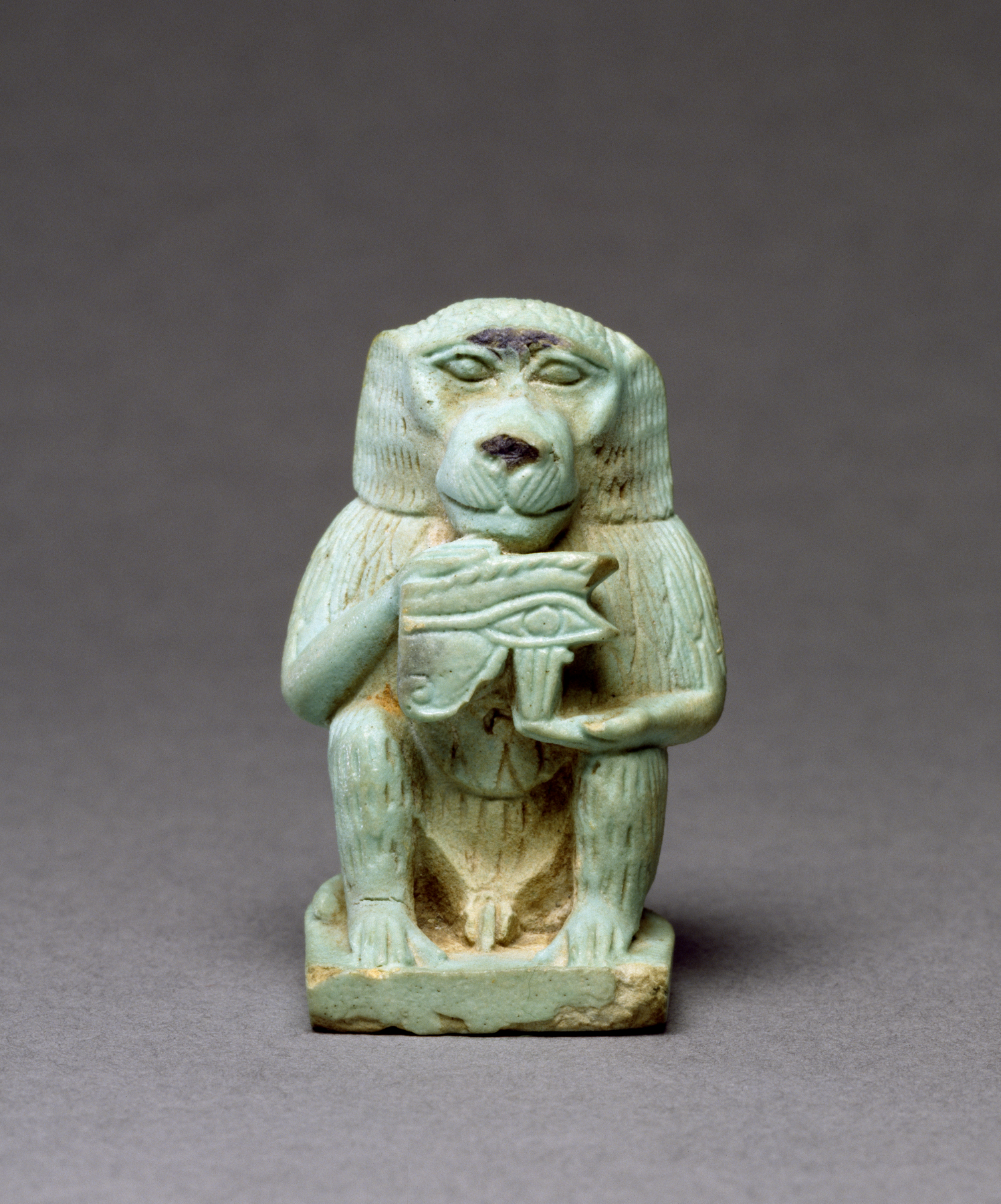
Thot avec l'Œil oudjat dans les mains (amulette en faïence). Basse Époque, Walters Art Museum.

Un autre évoque le combat d'Horus et Seth et l'heureuse intervention de Thot :

« J'ai reconstitué l'œil après qu'il eut été mutilé en ce jour de la lutte des Deux Compagnons ; — Qu'est-ce que la lutte des Deux Compagnons ? C'est le jour où Horus lutta avec Seth, quand Seth envoya des miasmes à la face d'Horus et quand Horus arracha les testicules de Seth. Mais c'est Thot qui traita cela avec ses doigts. »

— Textes des sarcophages, chap. 334 (extrait). Traduction de Paul Barguet.
L'arrachage de l'œil est une allégorie de la phase décroissante de la Lune ; sa reconstitution est celle de la phase croissante. Selon Plutarque, la mutilation peut aussi signifier les éclipses lunaires (Sur Isis et Osiris, § 55). Dans les temples, les prêtres s'assuraient de la bonne marche du cosmos en effectuant le rituel de « Compléter l'Œil d'Horus » qui consistait en une série d'offrandes livrées journellement à l'Œil afin d'aider à sa reconstitution,.

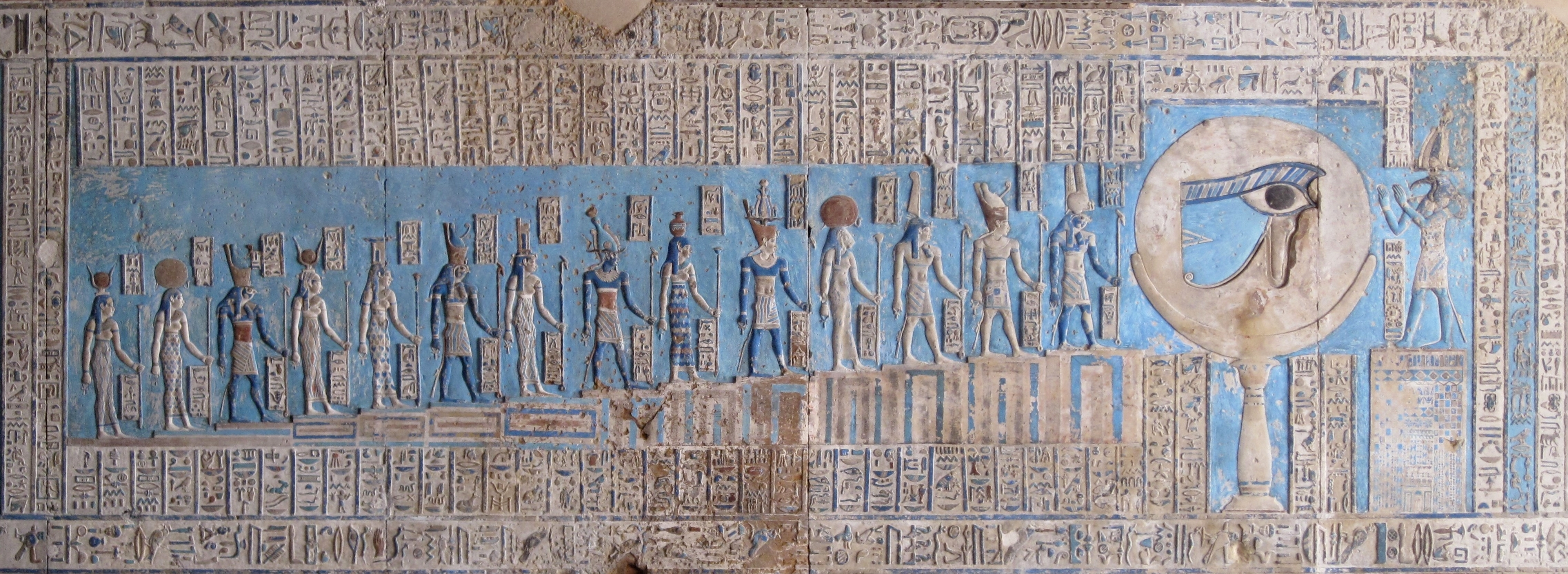
Évocation de la phase ascendante de la Lune. Plafond du temple de Dendérah, période ptolémaïque.

#### Œil et offrandes
Dans les Textes des pyramides, l'Œil d'Horus tient une place considérable. Dans de nombreuses occurrences, cet œil symbolise les offrandes funéraires (pains, eau, vin, bière, encens, étoffes, onguents) apportées au pharaon défunt par les prêtres officiants. Selon cette liturgie, le pharaon est assimilé à Osiris. Horus, en tant que fils aimant, veut le faire revivre. Pour ce faire, Horus lui offre son propre Œil afin qu'il puisse à nouveau voir et se redresser sur ses jambes. Dans ce contexte, la possession de la vision a pour signification le retour de toutes les capacités sensitives, psychiques et physiques que le royal personnage a perdues au moment de sa mort. Bon nombre d'affirmations montrent que le contexte est lunaire. Le mythe archaïque du combat d'Horus et Seth, les « Deux Combattants », est inlassablement évoqué. Lorsqu'un prêtre, tout en déposant une offrande, dit que l'Œil d'Horus est blessé, qu'il souffre, qu'il est aveuglé, qu'il rebondit ou que Seth le mange, il fait référence aux tribulations célestes de la Lune, astre instable qui disparaît et réapparaît inlassablement depuis la blessure originelle qui lui a été infligée par Seth, :

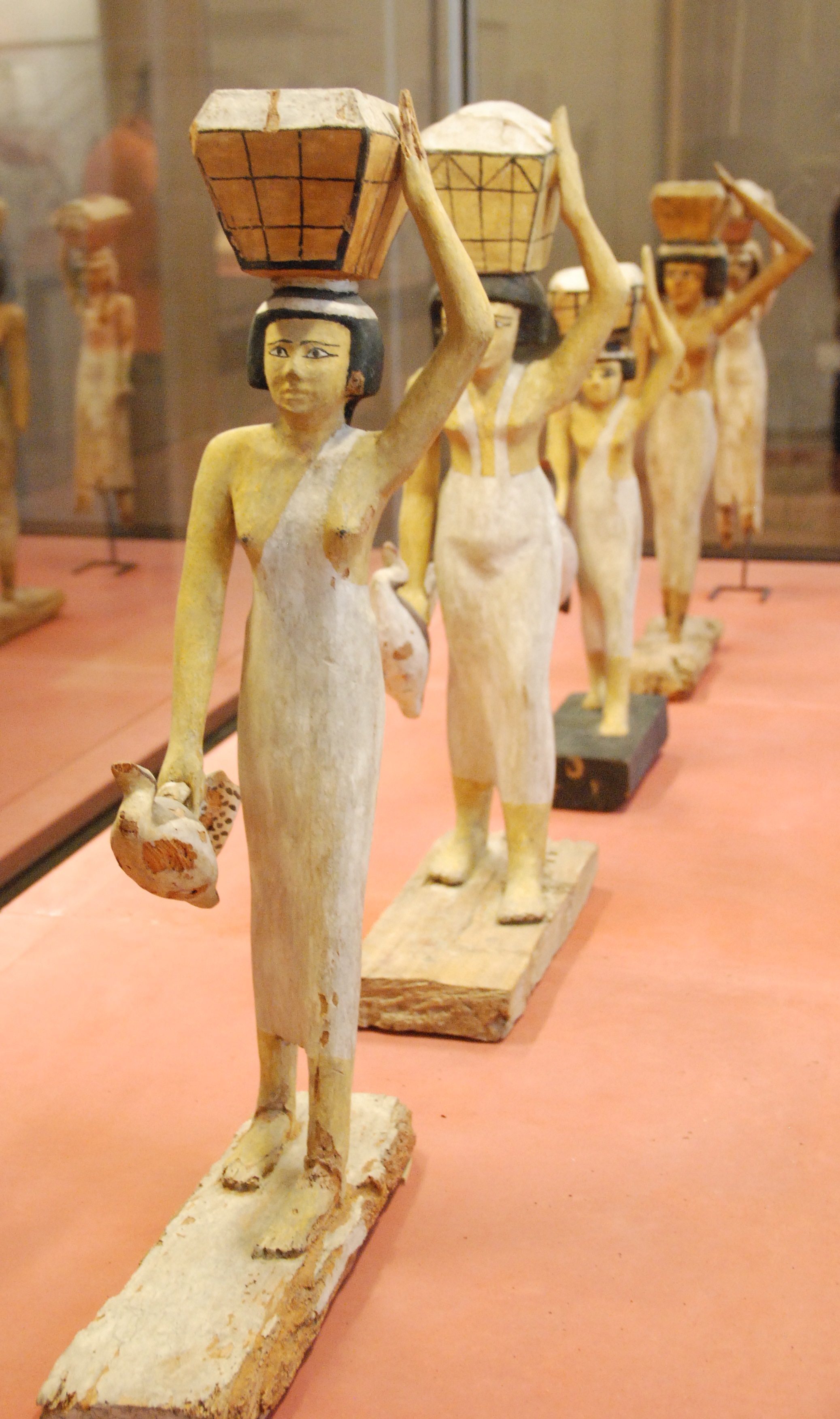
Porteuses d'offrandes,, Musée du Louvre.

(Paroles dites quatre fois.) Offrande que donne le roi au ka d'Ounas. 

Osiris Ounas, prends l'œil d'Horus :

ton pain d'offrande afin que tu puisses manger !

 un pain d'offrande

Osiris Ounas, prends l'œil d'Horus qui a été arraché à Seth, 

que tu as saisi pour ta bouche et avec lequel tu ouvriras ta bouche ! 

une cruche-hatjès de vin en pierre-menou blanche

Ounas, prends l'œil d'Horus ! Pourvois-t'en !

 une coupe-hénout de bière en galène

Osiris Ounas, j'ai complété pour toi ton œil avec de l'onguent !

 parfum de fête

Osiris Ounas, prends l'œil d'Horus à cause duquel il a souffert !

 huile-sefetj
— Textes des Pyramides, traduction de Raphaël Bertrand.
Le monceau d'offrandes offert au pharaon n'est pas à voir comme un cadeau offert aux dieux. L'offrande est un geste rituel sacré qui vise à rétablir la Maât, l'ordre cosmique bouleversé par les « Deux Combattants ». Cette harmonie n'est atteinte que lorsqu’Horus dispose à nouveau de son œil blessé par Seth et que Seth dispose à nouveau de ses testicules endoloris par Horus. Toutefois, les offrandes sont seulement appelées au nom de l'Œil d'Horus et jamais au nom des testicules de Seth, du moins explicitement. Seth étant le dieu de la confusion, son symbole est trop dangereux pour être invoqué indépendamment de celui d'Horus. Certains passages présupposent néanmoins une union nécessaire des deux forces contraires lors du rituel, leur apaisement étant symbolisé par la présence de Thot, le « Fils des Deux Rivaux », dieu des scribes et des ritualistes :
—Formule à réciter— 

Flamboyante, bien-aimée d'Horus, au front noir, 

préposée au cou de Rê, puisses-tu dire au ciel que Téti est destiné au ciel !

—Formule à réciter— 

Porteurs d'Horus qui a aimé Téti car il lui a apporté son Œil ! 

Porteur de Seth qui a aimé Téti car il lui a apporté ses testicules ! 

Porteur de Thot qui aime Téti ! 

C'est pour eux qu'a tremblé la Double Ennéade ! 

Mais les porteurs qu'aime Téti, ce sont les porteurs vers la table d'offrandes !
— Textes des pyramides, traduction de Claude Carrier.

## Horus d'Edfou
Le magnifique temple d'Edfou consacré à Horus est l'un des sanctuaires égyptiens les mieux conservés. Ses parois exposent les antiques rites et les festivités annuelles qui s'y pratiquaient. Parmi les temps forts figurent l'intronisation du faucon sacré, la visite de la statue de l'Hathor de Dendérah et la naissance du dieu Harsomtous. Les principaux ennemis de Horbehedety (la forme locale d'Horus) sont le serpent primordial et Seth l'hippopotame.

### Dieu local

#### Temple d'Edfou
Horbehedety ou « Horus de Behedet » est la forme d'Horus vénérée à Edfou, le mot égyptien behedou signifiant le « Lieu du trône » et le nom Behedet étant l'un des toponymes égyptiens de la ville. Ce dieu peut être représenté comme un faucon accroupi couronné ou non du Pschent mais, en tant que Soleil en mouvement, il est figuré sous la forme d'un disque solaire ailé accompagné de deux serpents-uræi.

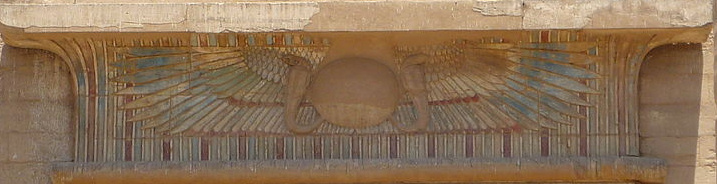
Horus d'Edfou sous l'apparence d'un soleil ailé.

Capitale du IIe nome de Haute-Égypte, Edfou est dès l'Ancien Empire une puissante cité régionale. À la VIe dynastie, elle est un poste avancé pour surveiller les activités de la Nubie et fait figure de grenier à blé pour les nomes voisins moins généreusement pourvus. Edfou est aussi tournée vers les routes caravanières menant au désert Libyque. Durant la période ptolémaïque, Edfou se dote d'un nouvel édifice cultuel, actuellement l'un des mieux préservés ; le temple d'Horus. La construction débuta le 23 août -237 et prit fin en l'an 57 avant notre ère. Le temple est long de quelque cent-quarante mètres et suit un axe sud-nord parallèle au Nil. L'édifice est constitué de trois grands ensembles architecturaux ; le sanctuaire (ou partie principale) constitué de plusieurs chapelles destinées au culte divin, le pronaos, c'est-à-dire un avant-corps qui donne sur une cour intérieure et le parvis dominé par son pylône d'entrée. Des fouilles ont permis de découvrir quelques vestiges d'un édifice antérieur, des fragments datant de la XVIIe dynastie ainsi que des éléments d'un portail de la XXVe dynastie. Le naos qui renfermait la statue d'Horus remonte lui aussi à l'édifice antérieur. Il s'agit d'un monolithe en granit gris, haut de quatre mètres, et datant du règne de Nectanébo II (XXXe dynastie). Les murs sont recouverts d'inscriptions. Certaines illustrent les gestes du culte quotidien, d'autres sont de savantes synthèses théologiques issues d'anciennes traditions recopiées depuis des papyrus conservés dans les archives sacrées,,.

Temple d'Horus (période ptolémaïque)
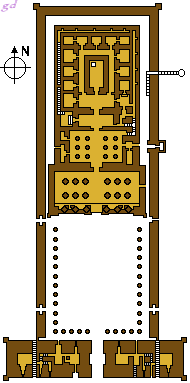
Plan du temple.
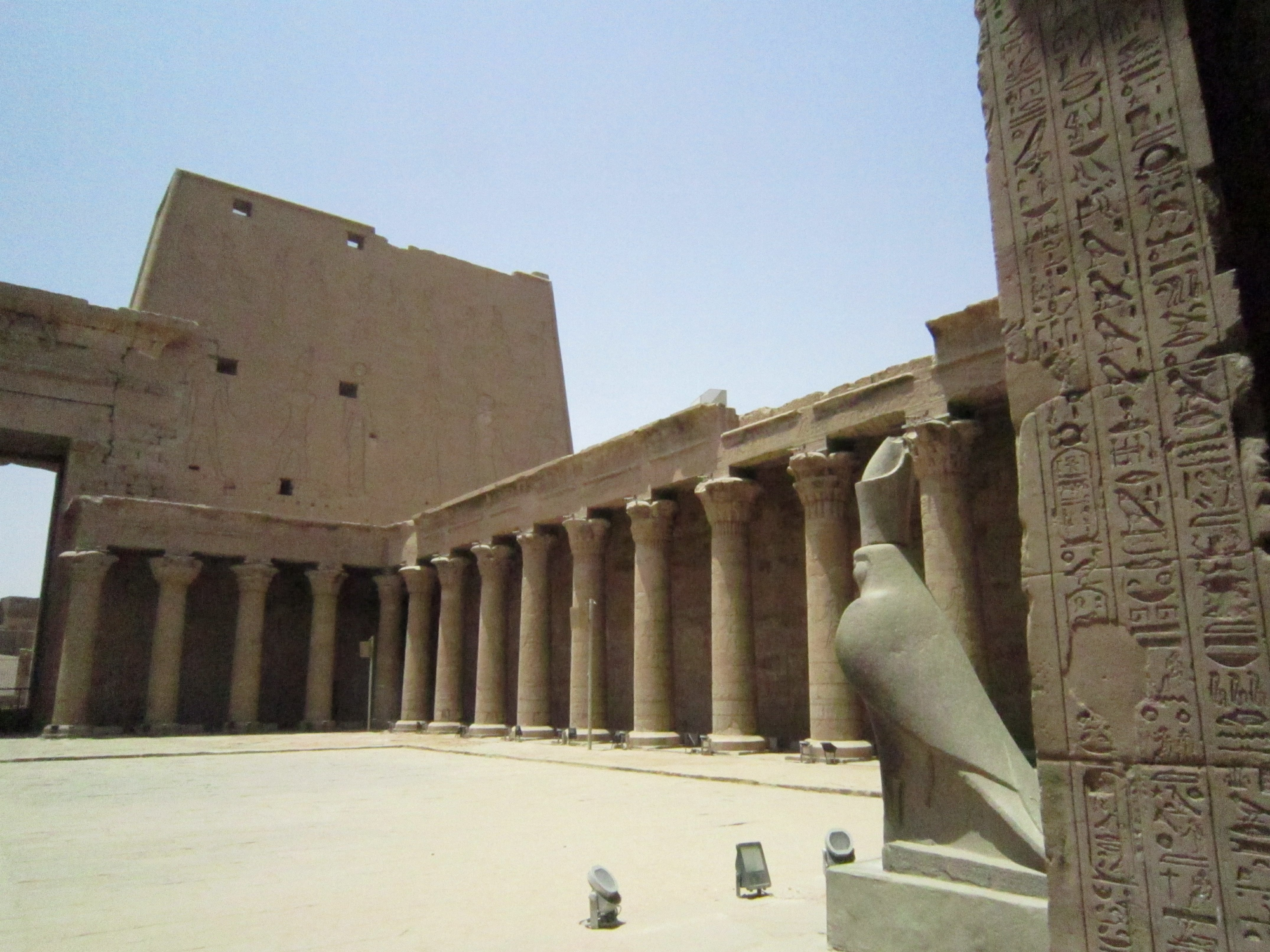
Cour intérieure.
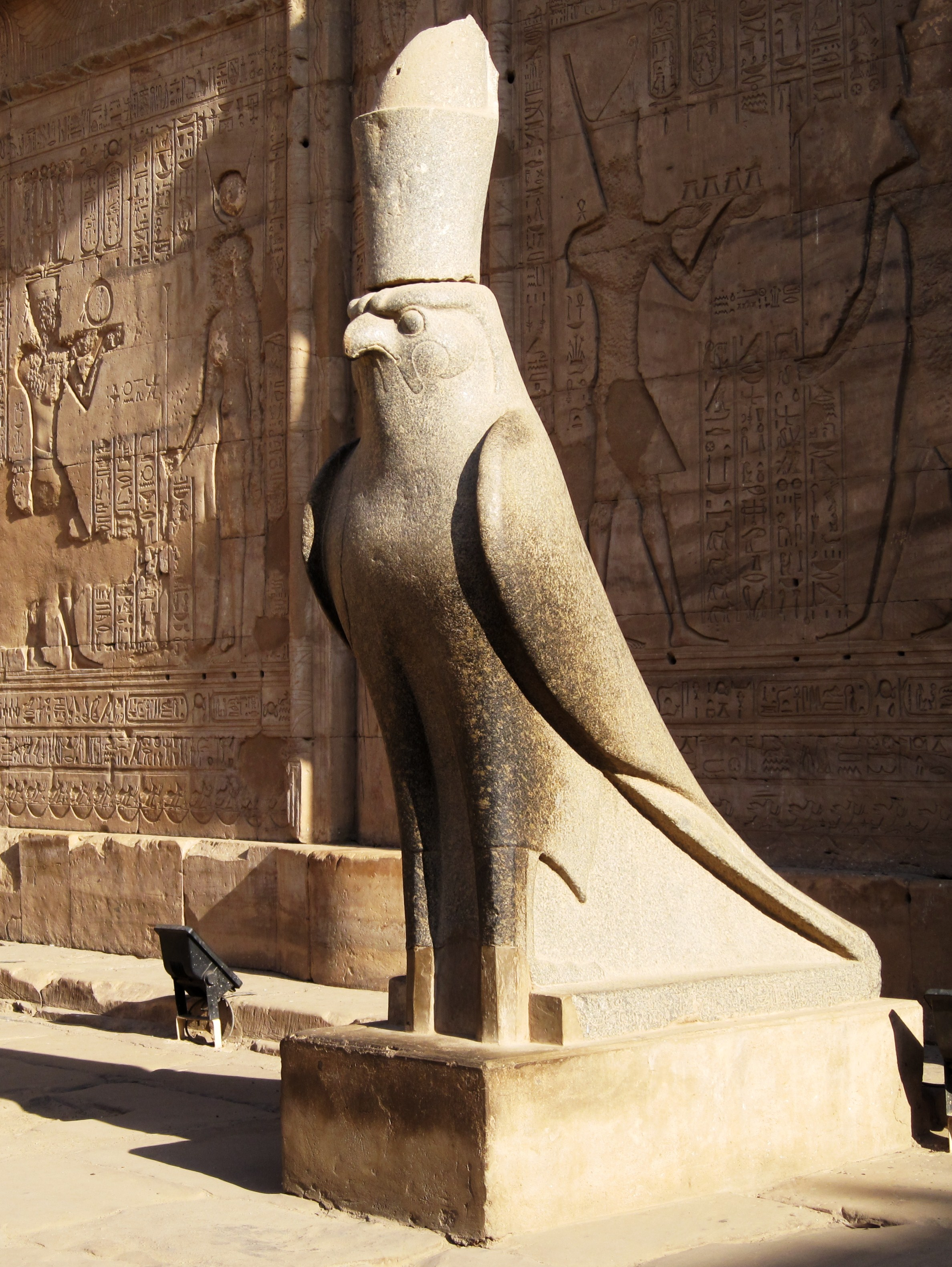
Statue d'Horus.
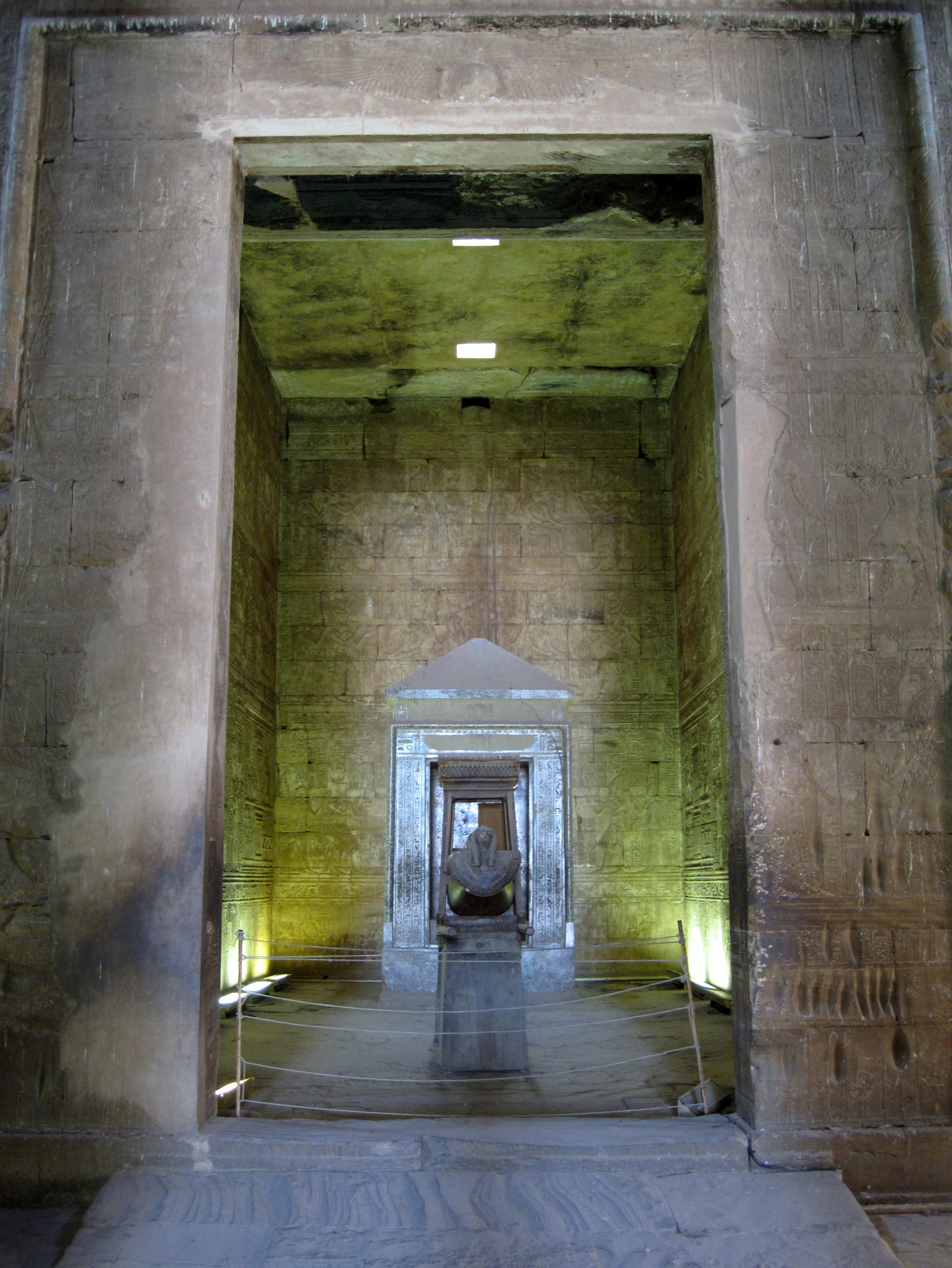
Sanctuaire.

#### Faucon sacré

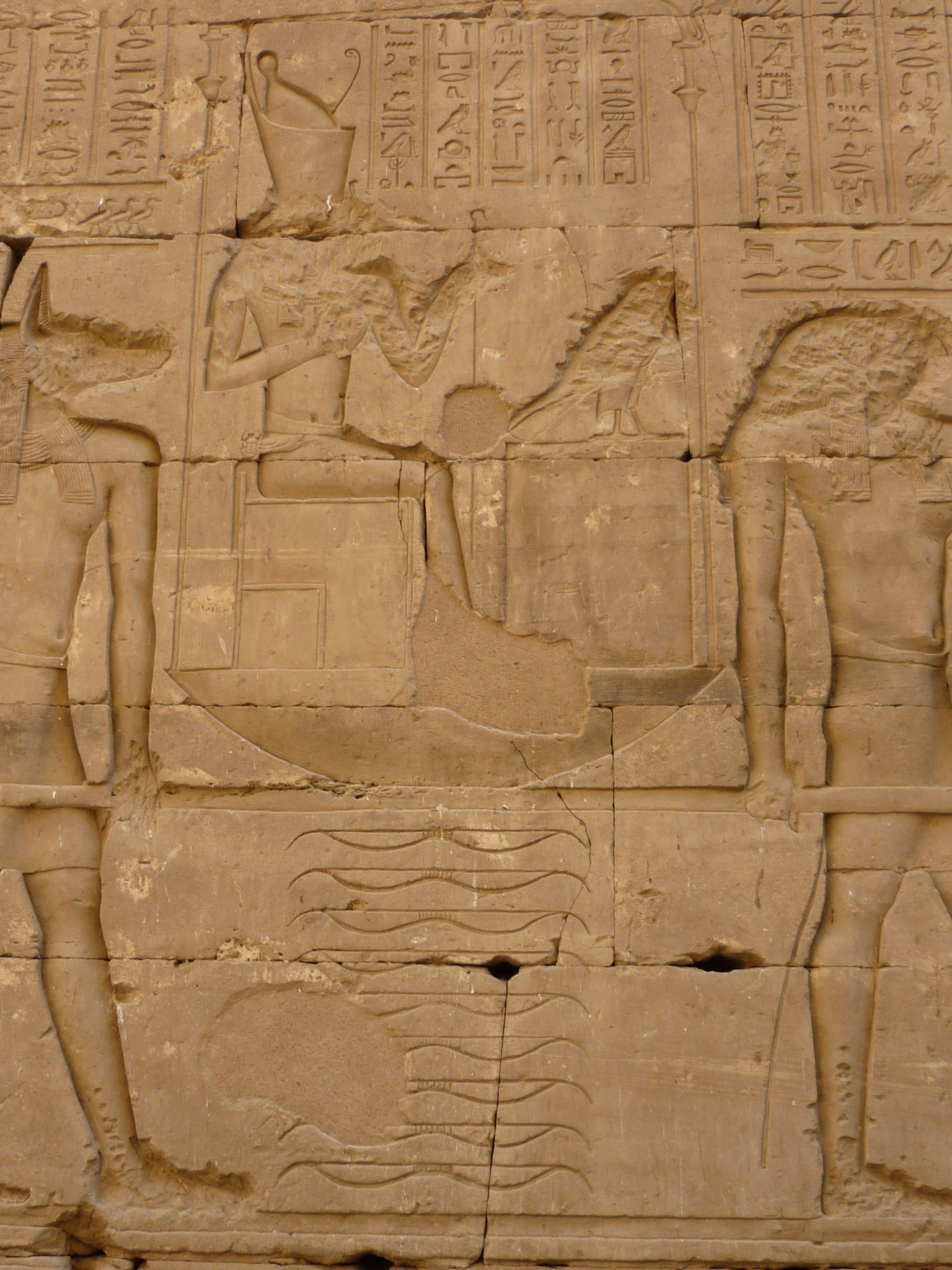
Intronisation du faucon sacré d'Edfou. Bas-relief du temple d'Edfou, période ptolémaïque.

À Edfou, mais aussi à Philæ et à Athribis, l'âme-Ba du dieu Horus se manifeste dans un représentant vivant considéré comme sacré. Selon le géographe grec Strabon, le rapace de Philæ est vénéré sa vie durant. À sa mort, un successeur est ensuite cherché dans le sud, en Nubie (Géographie, XVII, 49). Le faucon sacré du temple d'Edfou est le mieux connu ; du moins pour la période ptolémaïque. L'oiseau sacré est remplacé chaque année par un autre puis intronisé comme un nouvel Horus vivant. Pour procéder au choix du nouveau rapace, la statue d'Horus est sortie de son sanctuaire. Elle est alors conduite en procession, portée par des officiants affublés de masques de chacal et de faucon pour la conduire jusqu'au Temple du Faucon vivant. Cet édifice, qui n'existe plus de nos jours, était probablement situé près de l'entrée de l'enceinte sacrée. La statue passe ensuite en revue plusieurs rapaces considérés, de par leur apparence visuelle, comme semblables à la beauté de Rê. Ces oiseaux étaient sans doute élevés dans une volière sacrée et nourris par des officiants spécialement chargés de leurs soins. Pour signifier son choix, la statue d'Horus s'immobilise puis s'incline devant le représentant de l'année à venir. Durant plusieurs jours se déroule alors un long cérémonial de couronnement au cours duquel sont associés le faucon vivant et la statue cultuelle d'Horus. Dans le temple, l'oiseau se voit conférer les attributs de la royauté par les dieux, en particulier par Hathor. L'intronisation terminée, l'oiseau part pour aller résider dans l'enclos du Temple du faucon. On ne sait toutefois pas si au bout de l'année, l'oiseau était sacrifié pour être inhumé ou s'il rejoignait ses congénères dans la volière collective.

### Mythologie d'Edfou

#### Combat primordial
Le nom actuel d'Edfou provient du copte Atbô qui est une déformation du nom égyptien Djebaou, « La Ville du Flotteur ». En divers points de la muraille d'enceinte du temple d'Horus d'Edfou, des allusions textuelles relatent les origines mythiques et expliquent le nom donné à la ville par le dieu créateur. Avant que le monde vienne à l'existence, il n'existait que les eaux chaotiques du Noun. Dans cette fange boueuse, un amas de joncs et de roseaux forma une île à la dérive. Or, au même moment, dans le ciel planait une puissance divine, le Faucon, à la recherche d'un endroit où se poser. Il remarqua l'amas de joncs et s'y posa. Le Créateur approuva cette halte et se fit visible en se transformant en un oiseau gigantesque au plumage de pierres précieuses et à visage humain. Il descendit du plus haut des cieux vers l'îlot végétal, en fit une terre solide et ferme et la donna en cadeau au Faucon. Le Créateur rejoignit ensuite le ciel et disparut non sans proclamer que l'univers avait le Faucon pour maître : 

« Dès que les roseaux vinrent en tant que rivage du commencement, les Deux Seigneurs rendirent immobile sur les eaux le flotteur-djeba ; quand le territoire eut été vu par lui en planant en cercle, le Faucon vint et les roseaux le portèrent. Ainsi vint à l'existence le Flotteur-djeba, ainsi vint à l'existence le Support-du-faucon-Outjesek-Bik. »

— Cosmogonie d'Edfou (extrait). Traduction de J.-Cl. Goyon.

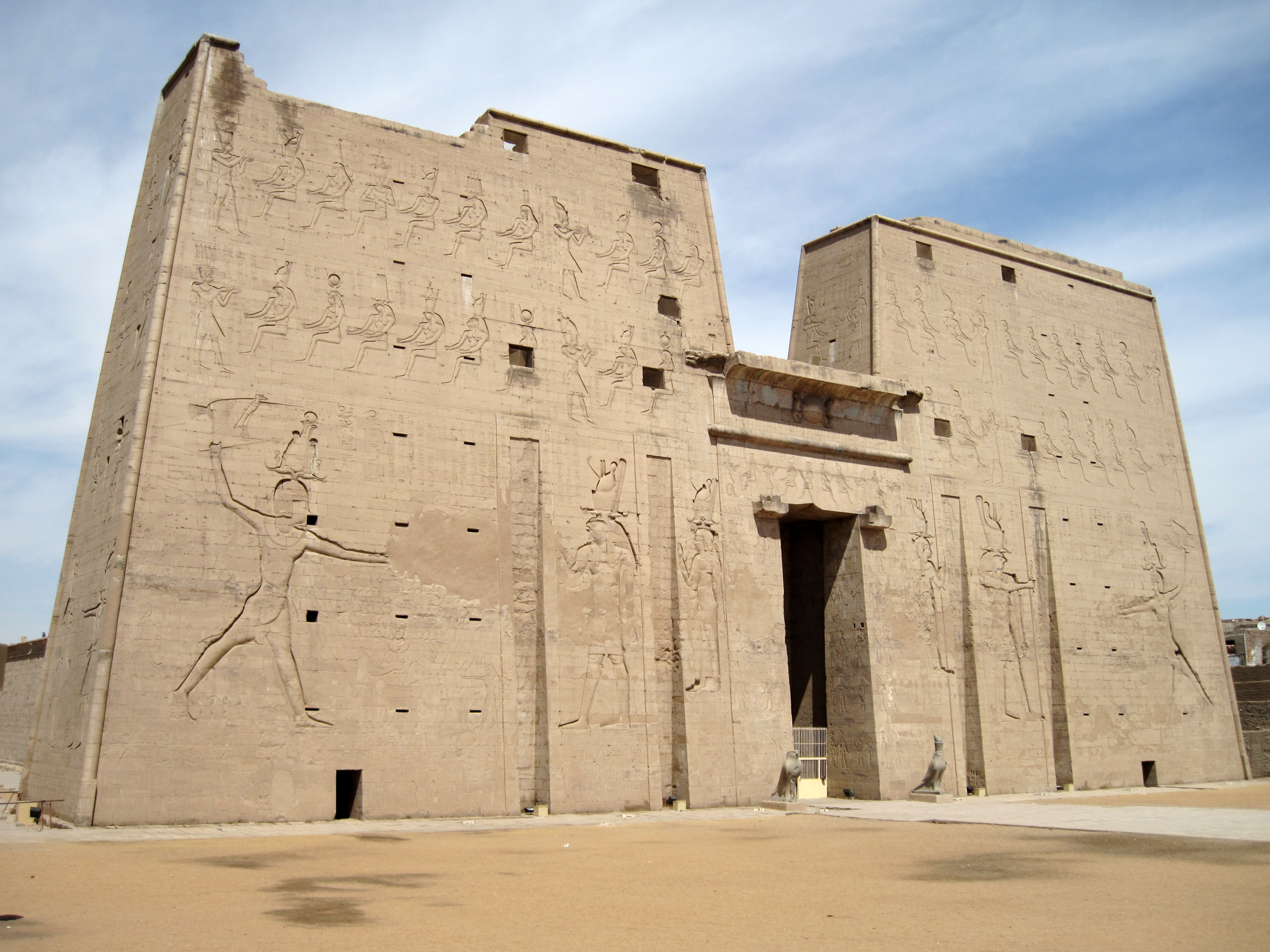
Pylône du Temple d'Horus.

Aussitôt la terre formée, les forces du Mal se manifestèrent sous la forme du serpent Apophis. Le Faucon repoussa l'attaque et détruisit le monstre aquatique. Pour venir à bout du reptile, le Créateur inventa une arme magique, l'épieu-segmeh et la donna en cadeau au Faucon. Depuis cette époque, Edfou est protégée par quatre génies, émanations du Faucon : à l'ouest par le taureau « Puissant de Mugissement », à l'est par le lion « Seigneur du Couteau », au sud par le faucon « Seigneur du harpon » et au nord par le serpent « Grand de Terreur ». Ces quatre défenseurs créèrent à leur tour quatre bataillons constitués de soixante dieux gardiens à leur image. Depuis lors, cette armée défensive se manifeste sous la forme du mur d'enceinte du temple :

« Mais alors le grand dieu créa son apparence de Faucon ; il s'éleva vers le haut du ciel jusqu'au-dessus de son ennemi ; grande était sa taille, puissantes étaient ses ailes et il chassa le serpent-sebty hors de son territoire. C'est ainsi que vint à l'existence « Horus d'Edfou grand dieu, seigneur du ciel » comme grand nom de ce dieu. »

— Cosmogonie d'Edfou (extrait). Traduction de J.-Cl. Goyon.

#### Harponneur de Seth

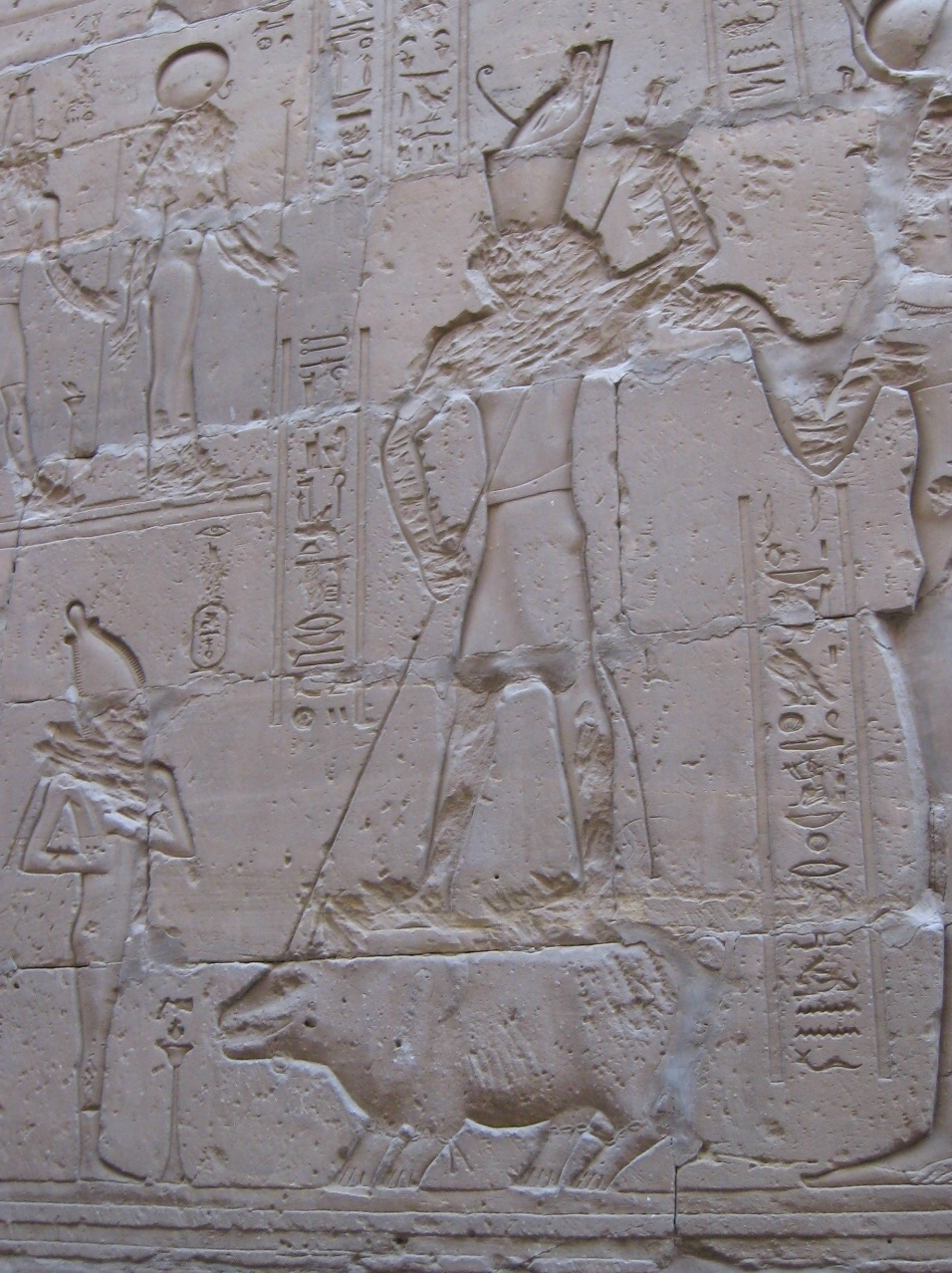
Horus harponnant un hippopotame séthien. Bas-relief du temple d'Edfou, période ptolémaïque.

Outre le combat primordial contre le serpent Apophis, les murs du temple d'Edfou relatent le combat qu'Horus a mené contre son oncle Seth transformé en hippopotame. Cet épisode mythique est consigné sur la façade intérieure du mur d'enceinte du côté ouest et se présente comme une série de onze bas-reliefs séparés entre eux par des colonnes de hiéroglyphes. Sous une forme idéalisée, ces inscriptions présentent les différentes phases d'un rituel célébré chaque année dans le temple le 21 Méchir (sixième mois du calendrier nilotique). Au cours du cérémonial, un prêtre placé devant la statue d'Horus-le-Harponneur transperce une figurine d'hippopotame de dix coups de couteau puis la découpe pour offrir les morceaux aux dieux. Le but du rituel est de tenir éloignés, loin du temple, les ennemis d'Horus et de Pharaon. Durant l'exécution, un officiant psalmodie les psaumes reproduits sur les murs. L'action du mythe est double ; elle se situe pour une part à Bousiris et pour une autre part à Bouto, deux villes du delta du Nil en Basse-Égypte. Seth et ses complices sont la personnification des ennemis du royaume égyptien. Ils menacent Rê et envahissent le pays sous la forme de crocodiles et d'hippopotames. Ces animaux sont toutefois tués par Horus sous les encouragements de sa mère Isis, : 

« Affermis tes jambes contre cet hippopotame, saisis-le de ta main. Devenu sujet, tu remédieras au mal, tu maltraiteras qui t'a maltraité, mon fils Horus ! Qu'il fera bon marcher sur la rive sans obstacle, passer l'eau sans que le sable cède sous tes pieds, sans qu'une épine les pique, sans que l'Aquatique se montre, jusqu'à ce que l'on voie ta force, jusqu'à ce que ta lance soit plantée en lui, mon fils Horus ! Te voici sur une berge sans broussailles, un rivage sans buissons. Tes traits sauteront au milieu du fleuve comme l'oie sauvage auprès de son petit. Tire, je t'en prie, sur la surface du Nil, plonge ton trait en lui, mon fils Horus ! Demain on verra tes exploits comme ceux d'Haroéris sur les rives. Ne crains pas sa puissance, ne te dérobe pas devant l'Aquatique ! Puisses-tu prendre ton javelot et en finir avec lui. Mon fils Horus, ô doux d'amour ! »

— Rituel du massacre, paroles d'Isis à Horus. Traduction d'Étienne Drioton.

### Triade d'Edfou

#### Visite d'Hathor de Dendérah

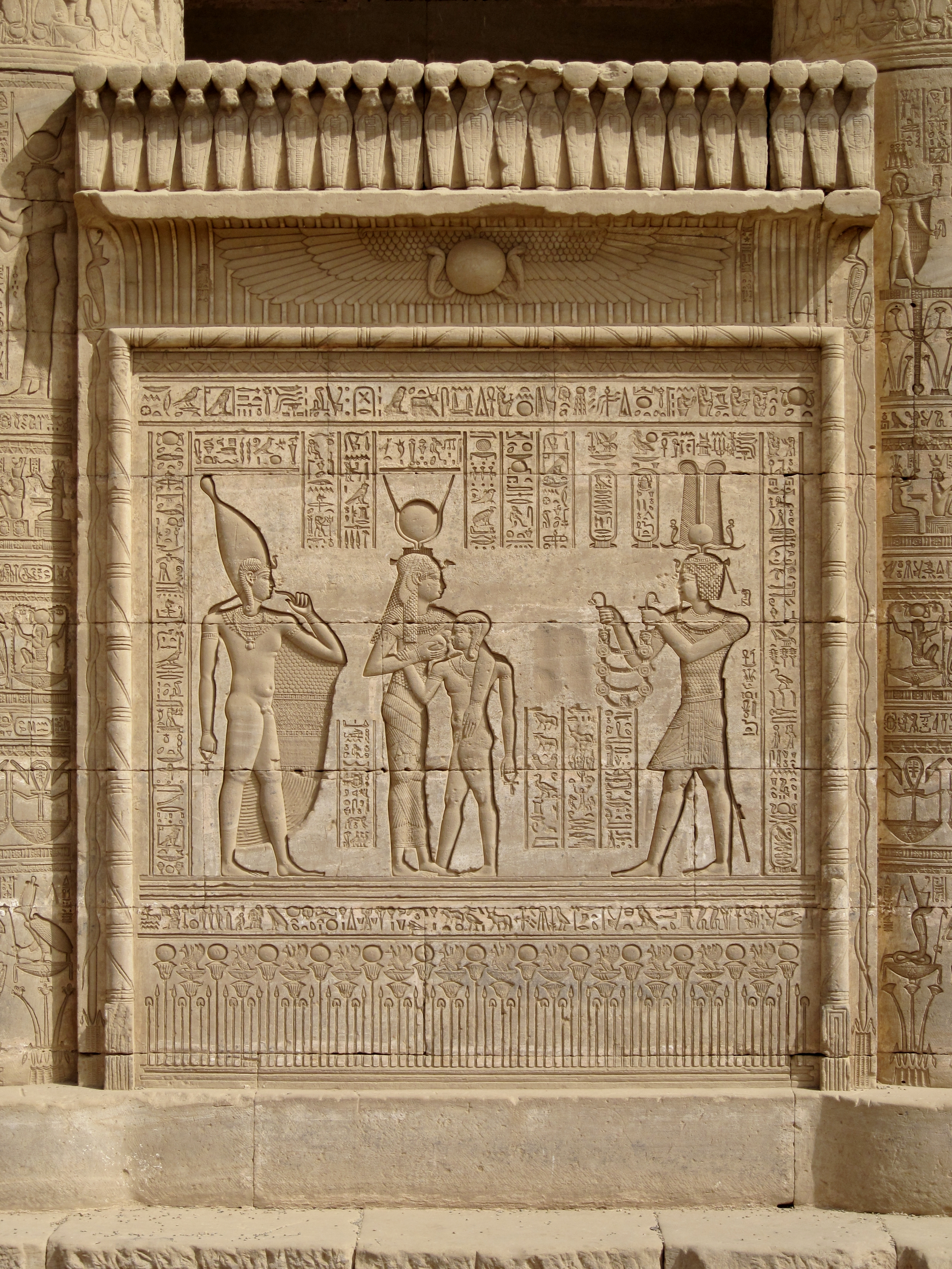
Hathor allaitant son fils Ihy. Bas-relief du mammisi de Dendérah. période romaine.

Dans chaque temple, l'année cultuelle est ponctuée de fêtes. Chaque sanctuaire a son propre cycle calendaire mais les festivités les plus communes sont les rituels de la Nouvelle Année et les Mystères d'Osiris. Pour le temple d'Hathor de Dendérah et le temple d'Horus d'Edfou, la célébration la plus typique est la « Bonne Rencontre » quand la statue d'Hathor de Dendérah remonte le fleuve en barque pour aller rejoindre Horus son époux d'Edfou. Durant le mois d'Epiphi, lors de l'étiage du Nil — quand les eaux sont au plus bas niveau —, Hathor quitte son sanctuaire et fait route vers le sud. Tous les détails du cortège fluvial ne sont pas connus. Lors de son voyage, la barque sacrée d'Hathor s'arrête et stationne devant les principaux temples qui ponctuent son trajet. La statue d'Hathor visite ainsi les divinités de Coptos, de Thèbes et d'Hiérakonpolis avant d'atteindre la ville d'Edfou et son dieu Horus. L'union des statues d'Horus et Hathor s'effectue durant la phase ascendante de la Lune au cours du mois d'Epiphi. Après cette période, Hathor s'en retourne chez elle. Selon le mythe, après dix mois de gestation, un enfant divin vient au monde durant le mois de Pharmouti, un fils qui prend le nom d'Ihy à Dendérah et d'Harsomtous à Edfou.

#### Harsomtous, fils d'Horus d'Edfou
D'après le système théologique d'Edfou, le dieu Horus, sa compagne Hathor et leur fils Harsomtous forment une triade, c'est-à-dire une famille divine. Le dieu-enfant Harsomtous tire son nom grec de l'expression égyptienne Hor-sema-taouy qui signifie « Horus qui réunit les Deux Terres ». Son iconographie la plus commune est très proche de celle d'Harpocrate, nu avec un doigt porté vers la bouche. Très proche de Somtous de Héracléopolis, sans toutefois se confondre avec lui, Harsomtous représente l'héritier divin et royal en qui le pays place ses espérances de continuation et de renouveau, de paix et de stabilité. Son assimilation au soleil primordial fait qu'il est aussi montré comme un jeune enfant né assis hors d'une fleur de lotus, coiffé du Hemhem et triomphant des eaux chaotiques du Noun,.

Harsomtous
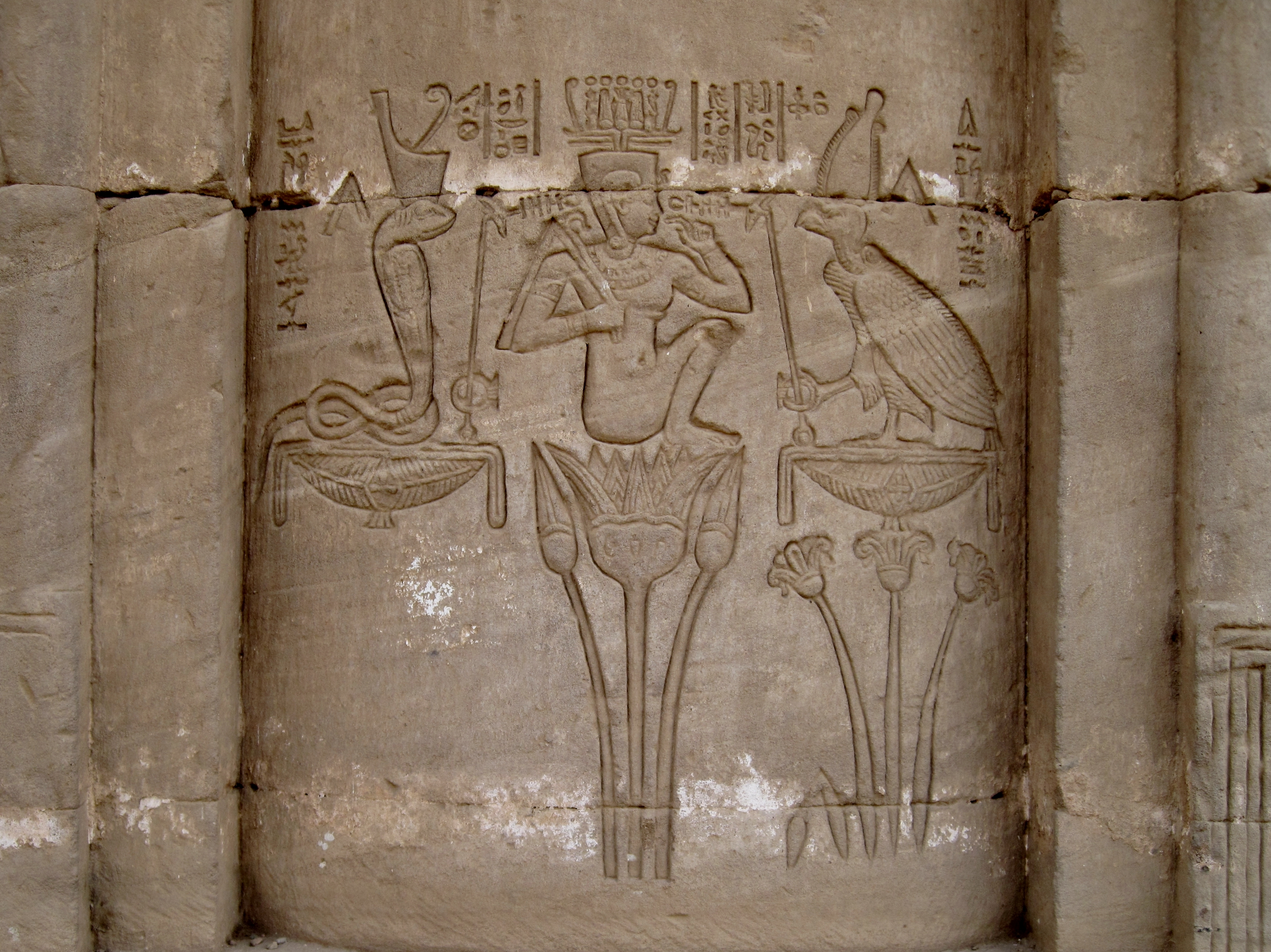
Naissance d'Harsomtous entouré par Ouadjet et Nekhbet. Mammisi de Dendérah. période romaine.
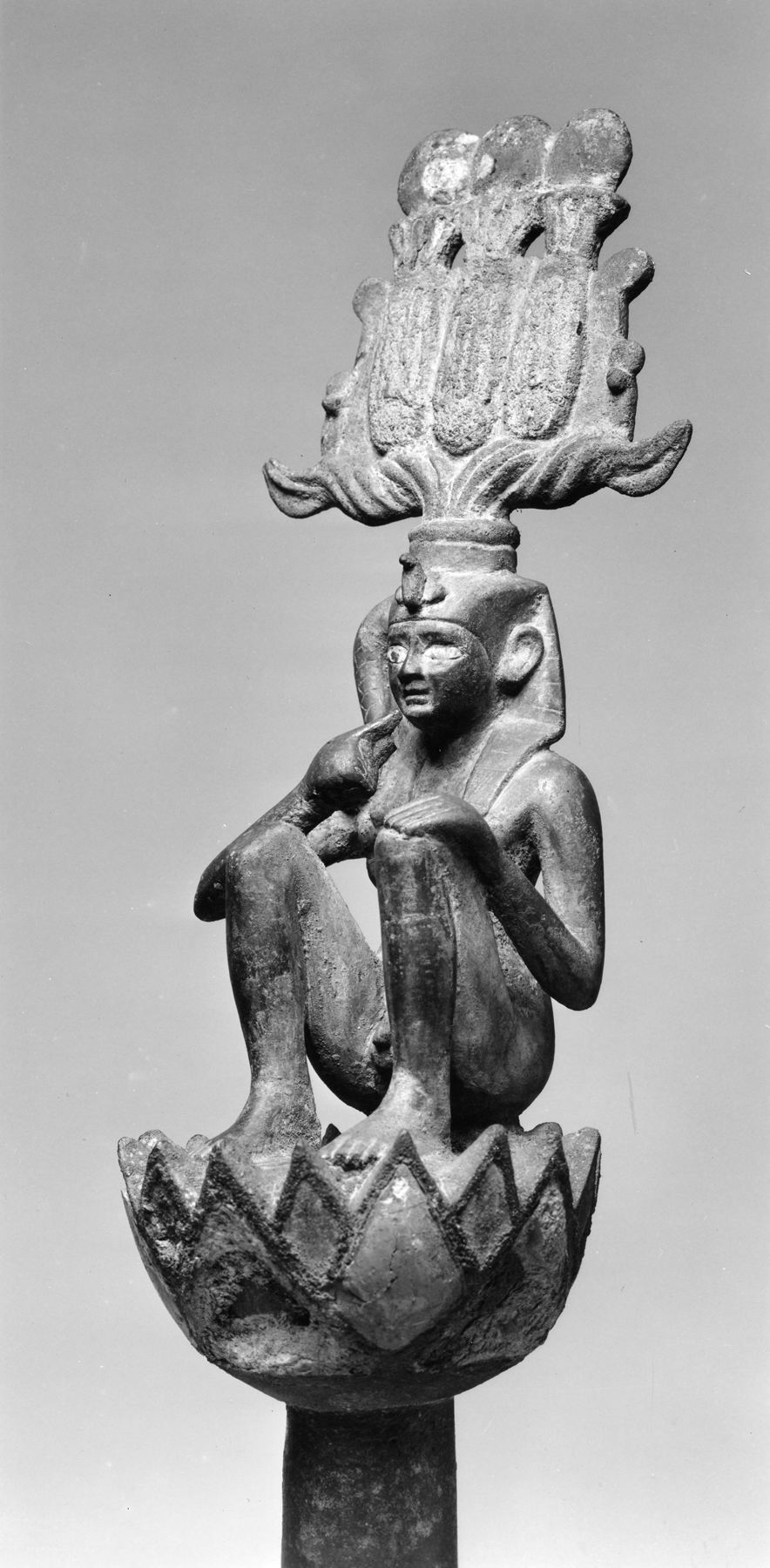
Statuette d'Harsomtous.
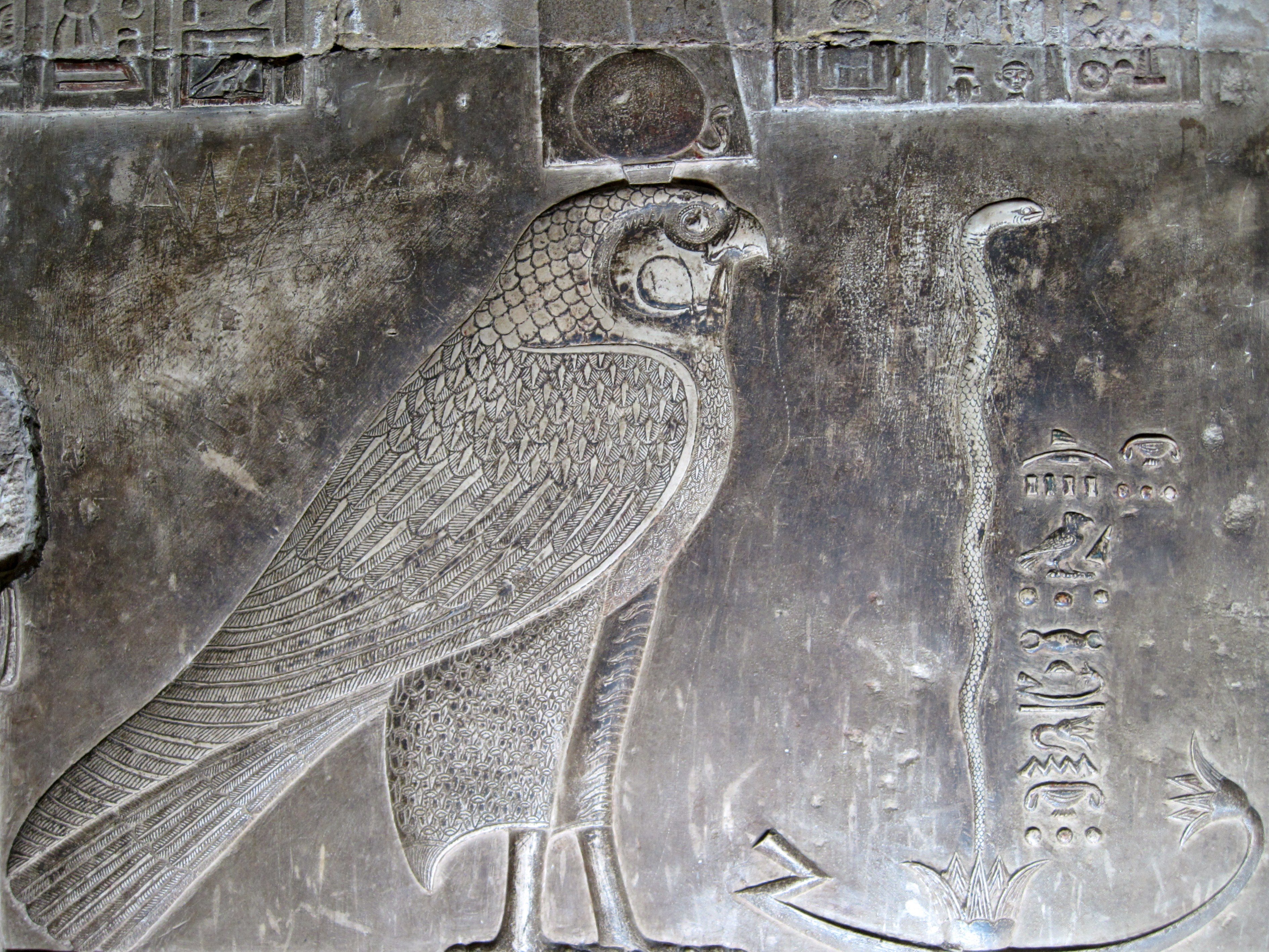
Harsomtous-serpent né devant le faucon solaire. Crypte du temple de Dendérah. Période romaine.

## Dieu cosmique
Le divin Horus a, entre autres, été perçu comme un immense faucon céleste dont le Soleil et la Lune sont les deux yeux. Ce dieu primordial a été vénéré à Kôm Ombo sous le nom d'Horus l'Ancien, à Héliopolis sous le nom de Horakhty (plusieurs variantes : Harakhti, Harakati…) et à Létopolis sous le nom de Khenty-Irty.

### Horus l'Ancien

#### Dieu primordial

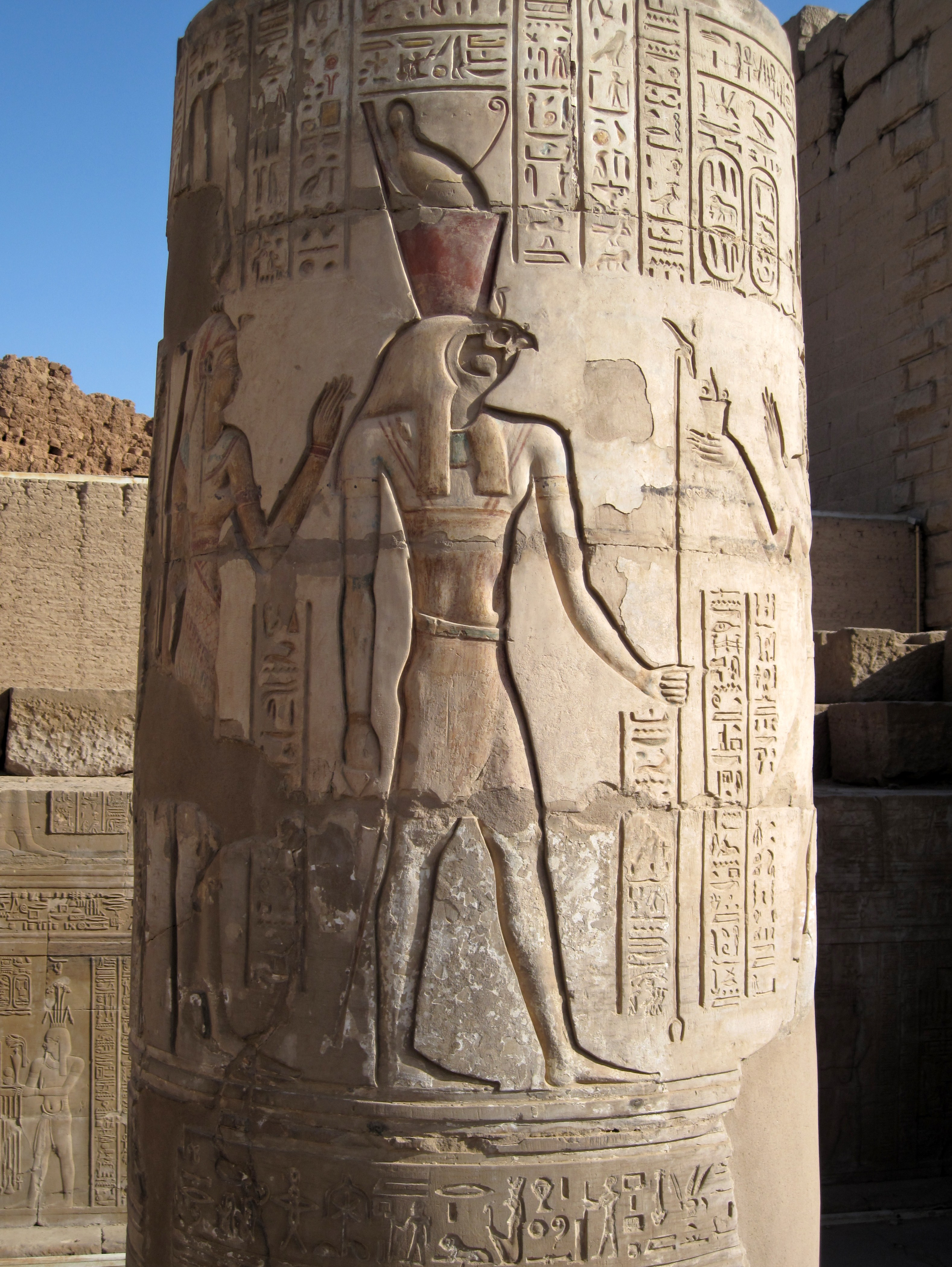
Horus l'Ancien. Colonne du temple de Kôm Ombo.

Hor-Our (connu des Grecs sous Haroéris) est un dieu dont le nom signifie littéralement « Horus le Grand », une expression qu'il faut comprendre dans le sens de « Horus l'Ancien » ou de « Horus l'Aîné ». Ce dieu est très tôt représenté comme un faucon debout sur ses pattes ou accroupi. Il peut aussi apparaître comme entièrement anthropomorphe ou, plus communément, comme un homme à tête de faucon coiffé du Pschent ou du disque solaire. Il peut aussi être figuré sous la forme d'un lion ou d'un lion à tête de faucon. Le Grec Plutarque rapporte que ses parents Osiris et Isis, très amoureux, s'accouplaient déjà, avant de naître, dans l'obscurité du ventre de leur propre mère Nout. Hor-Our serait né de cette union précoce le deuxième des cinq jours épagomènes (Sur Isis et Osiris, § 12). Horus l'Ancien a été vénéré en plusieurs cités. À Qûs il est connu dès l'Ancien Empire. Sa présence est aussi attestée à Létopolis dans le Delta où il protège l'omoplate d'Osiris, une relique issue du corps osirien démembré par Seth. À Edfou, Horus l'Ancien ne fait qu'un avec Horbehedety. Dans son temple de Kôm Ombo, il est assimilé à Shou, le dieu du souffle vital, au dieu Heh, la personnification de l'éternité et avec le faucon géant primordial Mekhenty-Irty dont les deux yeux sont le Soleil et la Lune. Dans ce rôle, il est plus ou moins aveugle selon le cycle lunaire. Il recouvre progressivement la vue entre les journées qui séparent la néoménie (nouvelle lune) de la pleine lune. Selon la croyance qui veut que les rituels religieux aident le cosmos à se perpétuer, il retrouve son œil lunaire par l'offrande sacrée de l'Oudjat (aussi nommé Œil d'Horus). Lorsque son œil est enfin sain et reconstitué, Pharaon lui offre l'épée-iyt, « Celle qui vient ». Par ce geste d'offrande, il devient « Horus au bras armé » qui, la nuit, chasse efficacement les ennemis maléfiques de Rê et leur tranche prestement la tête.

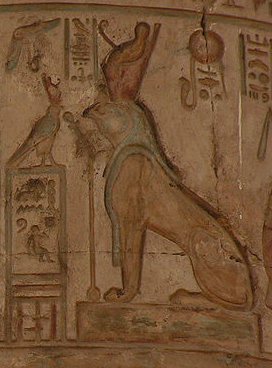
Horus l'Ancien sous la forme d'un lion assis à tête de faucon. Colonne du temple de Kôm Ombo (détail).

Son image magnifique est la forme du dieu de l'horizon,

Khenti-irti sous forme de Figure [...]

Seigneur des deux yeux divins,

en la face de qui sont le soleil et la lune.

Son œil droit et son œil gauche sont Aton et Atoum.

Ses yeux divins luisent matin et soir.

Il se montre à l'Est, en face de sa ville.

Il aborde en sa véritable figure.

C'est aussi l'air situé entre ciel-lointain et terre

qui, sans cesse, dirige les Deux-Tourneurs par le vent.

C'est lui qui commande la vie pour tous dieux et déesses,

qui produit la stabilité par son corps,

qui amène le Nil pour faire pousser les champs, (...)

Sa fille Maât apparaît glorieuse en face de lui, 

lorsqu'il est « Horus au bras armé »,

Seigneur de « Celle-qui-vient » en protectrice de Rê,

grand de force terrassant ses ennemis,

sauveur vaillant pour ceux qui sont hostiles,

furieux, grand de force, fort en colère, grand de puissance,

mais vite apaisé, en un court clin d'œil ;

dieu vrai, qui n'a pas de semblable (...)
— A. Barucq et Fr. Daumas, Hymne à Horus l'Ancien de Kôm Ombo, extraits

#### Temple de Kôm Ombo

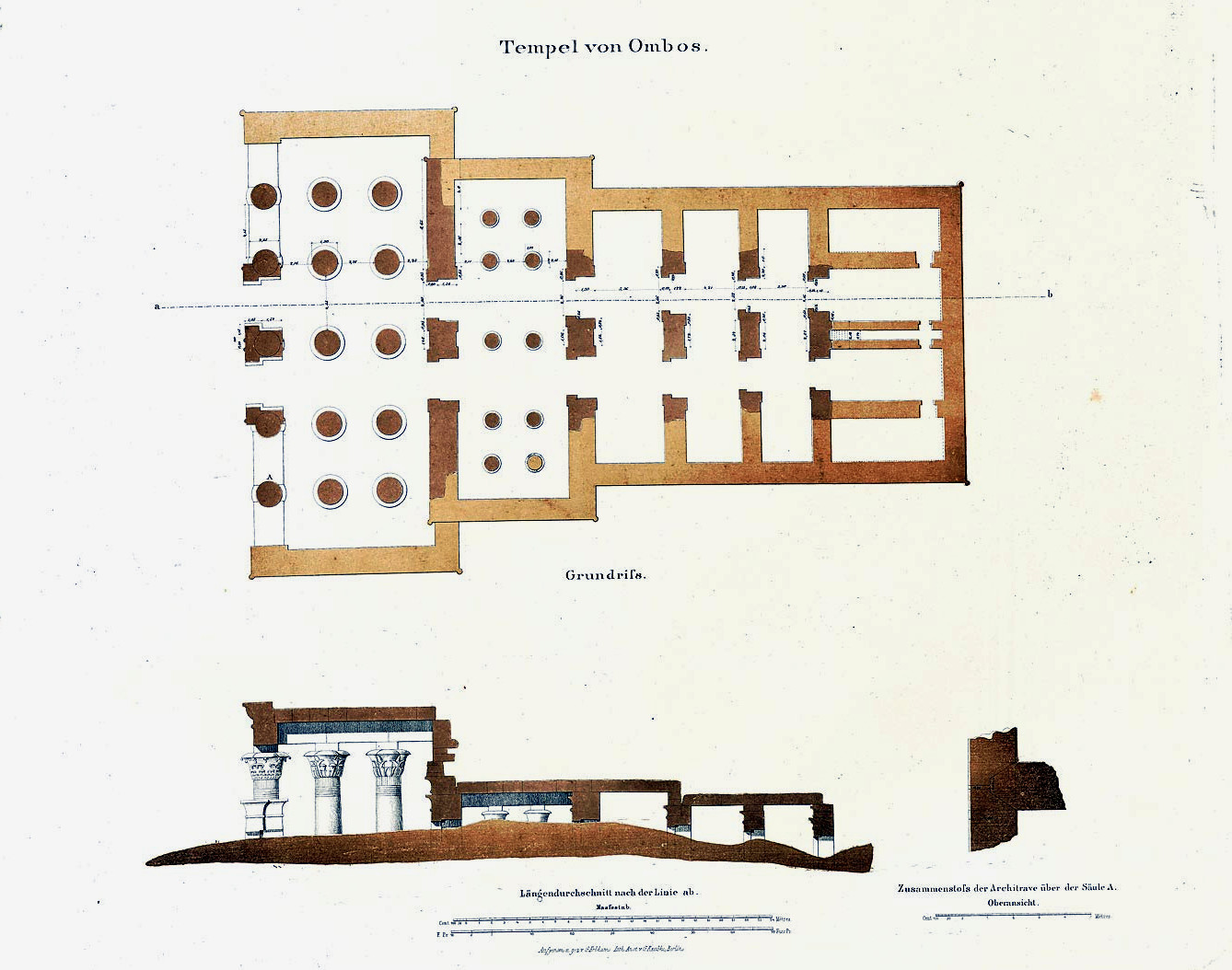
Plan du temple de Kôm Ombo.

À Kôm Ombo (l'antique Ombos), dans le Ier nome de Haute-Égypte, le faucon Horus l'Ancien est conjointement vénéré avec le crocodile Sobek. Des fouilles ont démontré l'existence d'un sanctuaire édifié par Thoutmôsis III durant le Nouvel Empire mais l'édifice ruiné qui nous est parvenu est toutefois plus récent. D'après les noms royaux inscrits, le temple a été réédifié entre les règnes de Ptolémée VI et Ptolémée VIII (période ptolémaïque). Le plan de l'édifice, un sanctuaire précédé de deux salles hypostyles, est classique mais présente la particularité d'être un temple double dédié à deux triades assimilées entre elles. Au sud, la première famille divine se compose de Sobek, de Hathor et du dieu-fils Khonsou. Au nord, la seconde famille est constituée par Horus l'Ancien et par deux déités artificielles, la déesse Tasenetnofret, « La Sœur Parfaite », et le dieu-enfant Panebtaouy, « Le Seigneur des Deux Terres ». La déesse n'est qu'une forme locale d'Hathor tandis que son fils représente le dieu Horus dans sa jeunesse. Dans les scènes gravées sur les murs, de nombreuses combinaisons théologiques sont employées en particulier avec les divinités de l'Ennéade d'Héliopolis ; Horus l'Ancien apparaît comme Shou et Sobek comme Geb. Aussi Sobek est-il perçu comme le continuateur d'Horus l'Ancien, le dieu Shou étant le père de Geb. Les déesses-mères Tasenetnofret et Hathor sont naturellement confondues entre elles et rapprochées de Tefnout et Nout. Il en va de même avec Khonsou et Panebtaouy considérés comme un seul dieu-fils. Finalement, l'idée maîtresse du temple est la perpétuation de la vie à travers le modèle des triades divines que les dieux ont donné aux humains. Des animaux sacrés étaient présents dans l'enceinte sacrée car des momies de crocodiles consacrées à Sobek ont été retrouvées dans les nécropoles voisines,.

Temple de Kôm Ombo (période ptolémaïque)
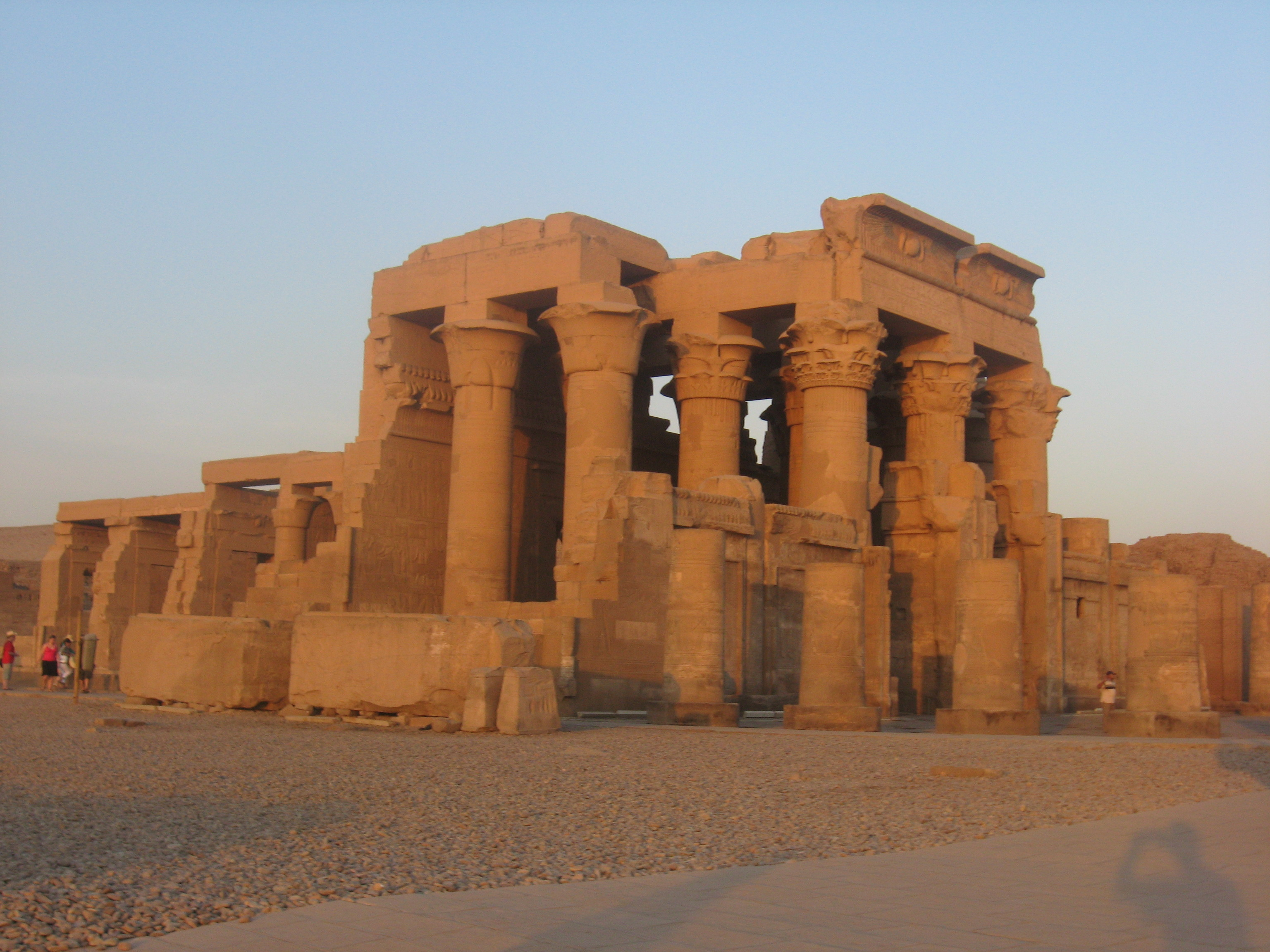
Ruines du double temple.
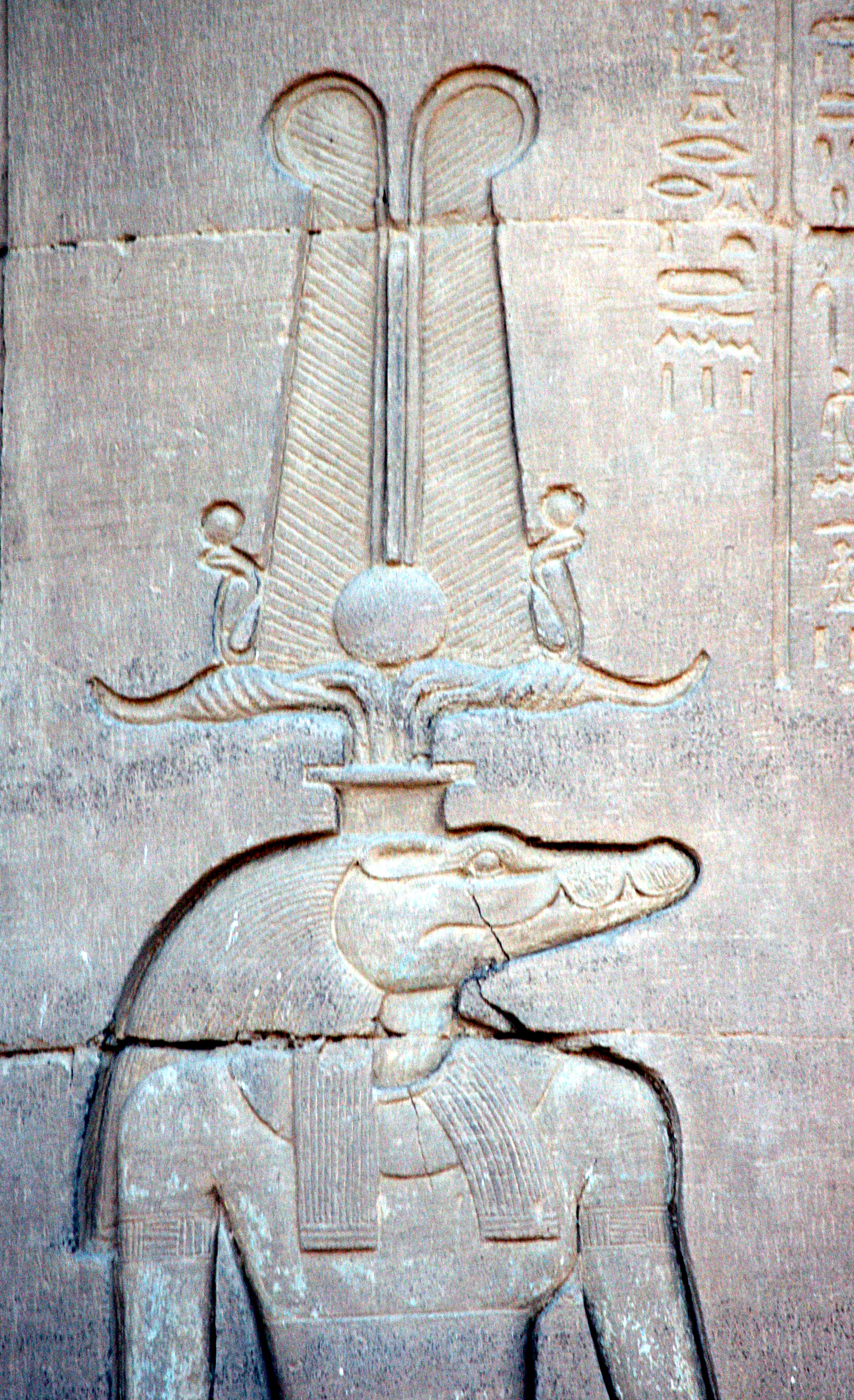
Sobek.
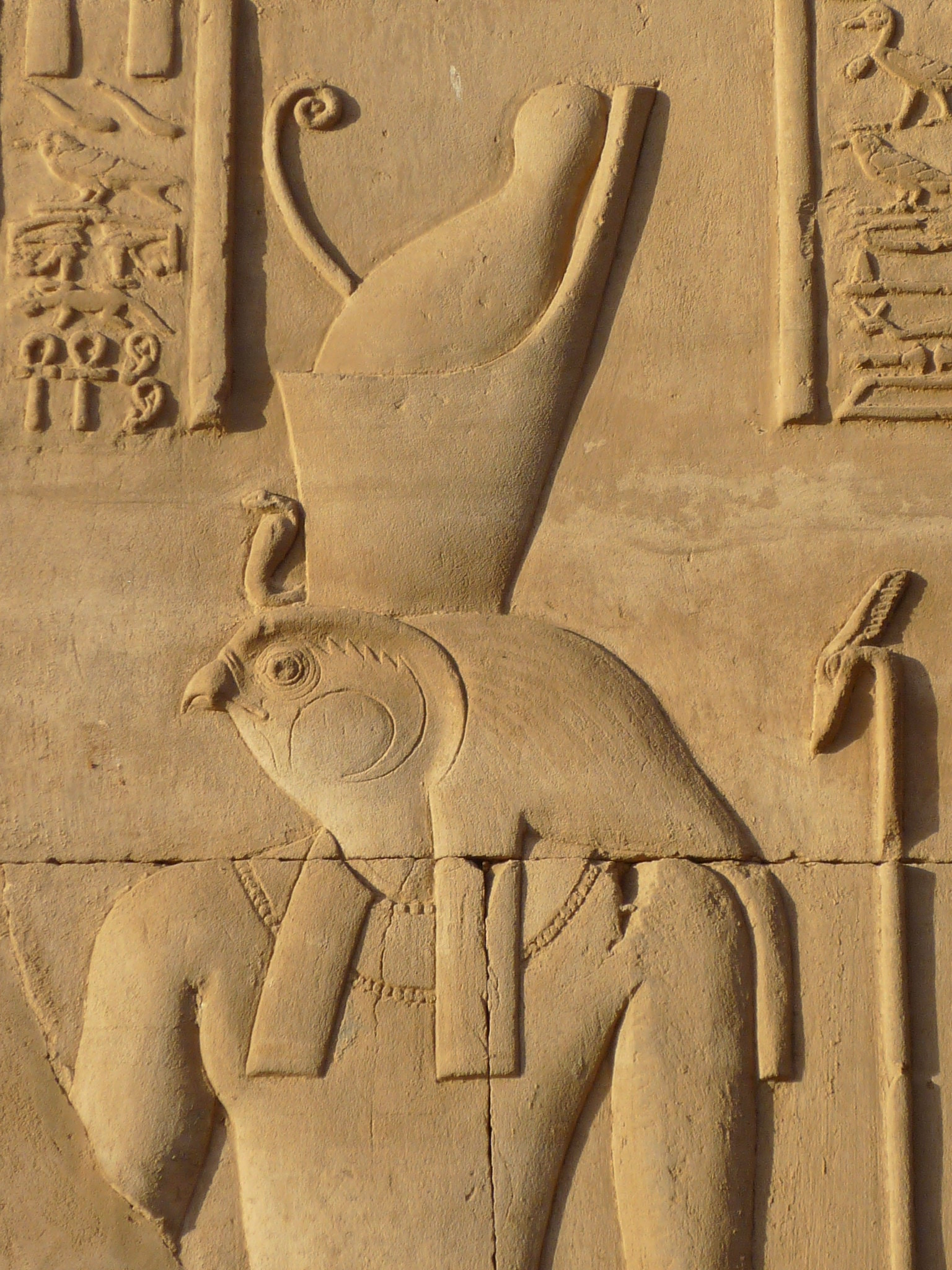
Horus l'Ancien.
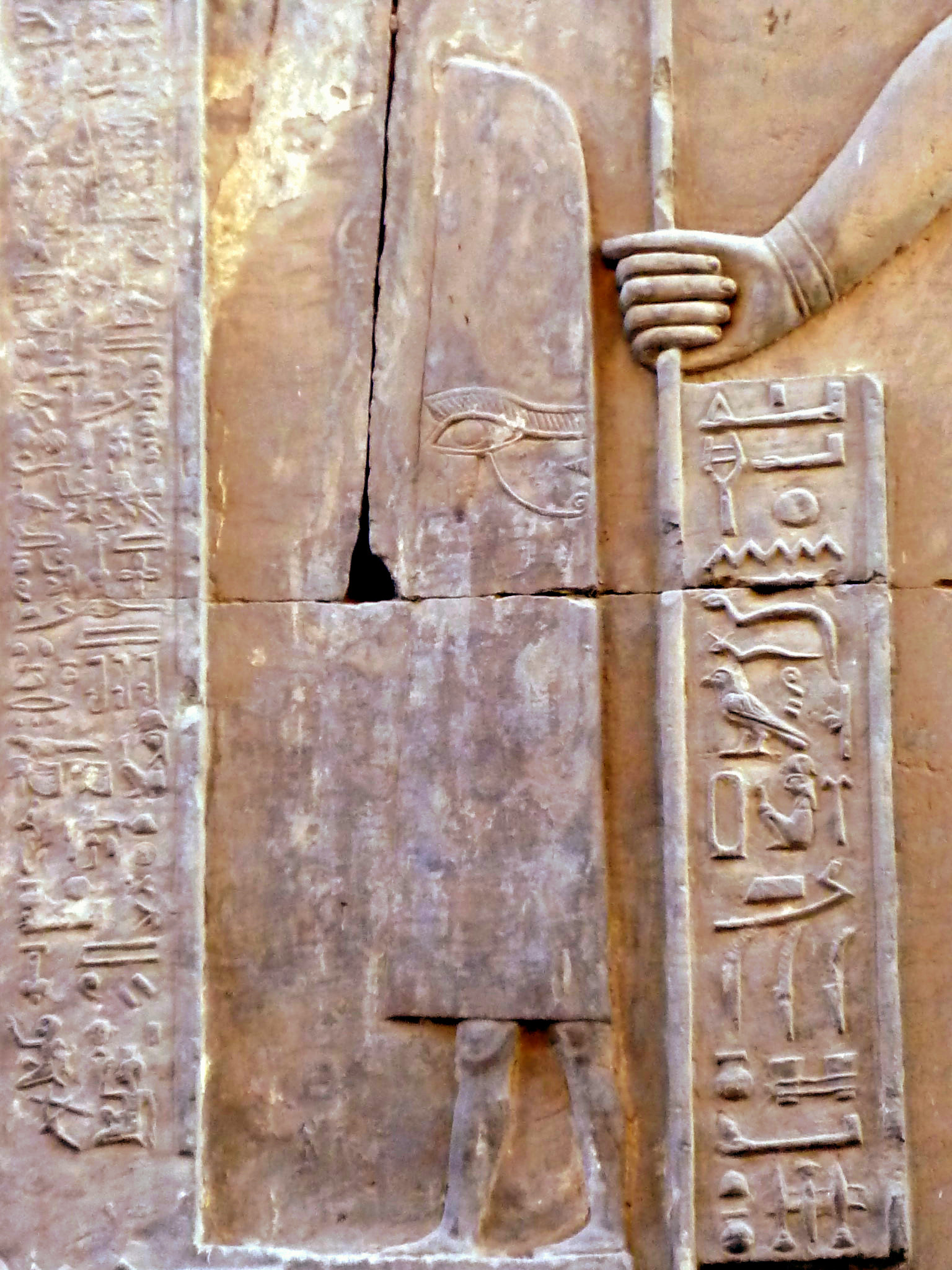
Épée-iyt d'Horus l'Ancien.

#### Quatre enfants d'Horus
Les enfants d'Horus, (de l'égyptien Mesou Hor), sont un groupe de quatre dieux protecteurs composé d'Amset à tête d'homme, de Hâpi à tête de babouin, de Douamoutef à tête de chacal et de Kébehsénouf à tête de faucon. Il ne s'agit pas des enfants d'Horus le Jeune, le fils posthume d'Osiris, mais de ceux d'Horus l'Ancien, une forme funéraire du dieu créateur et donc aussi une forme d'Osiris. Un passage des Textes des sarcophages indique leur parenté véritable :

« Amset, Hâpi, Douamoutef et Qébehsénouf, leur père c'est Horus l'Ancien, leur mère, c'est Isis. »

— Textes des sarcophages, CT II, 345c - 346a.
Dans les Textes des pyramides, ces quadruplés sont, entre autres, aussi connus sous les appellations d' « Enfants d'Atoum » et de « Quatre Émanations ». Ces désignations montrent qu'ils ont été perçus comme des extensions du dieu créateur Atoum qui est à la fois leur père et leur mère. L'ascension céleste du pharaon défunt est placée sous le signe de la vie : « Ô (roi), tu n'es pas parti mort, tu es parti vivant ». Sa destination est le trône d'Osiris. Lors de ce voyage mystique, le pharaon est doté d'une forme éternelle, le corps-djet. En tant que dieux protecteurs, Hâpi et Douamoutef sont assimilés aux bras du pharaon, tandis qu'Amset et Qébehsénouf le sont aux jambes, les quatre en association avec les jumeaux Shou et Tefnout, fils et fille d'Atoum. La tête du pharaon est quant à elle rapprochée de Hor-Douaty « Horus de la Douât » qui est le symbole du soleil durant son voyage nocturne dans les ténébreuses contrées souterraines :

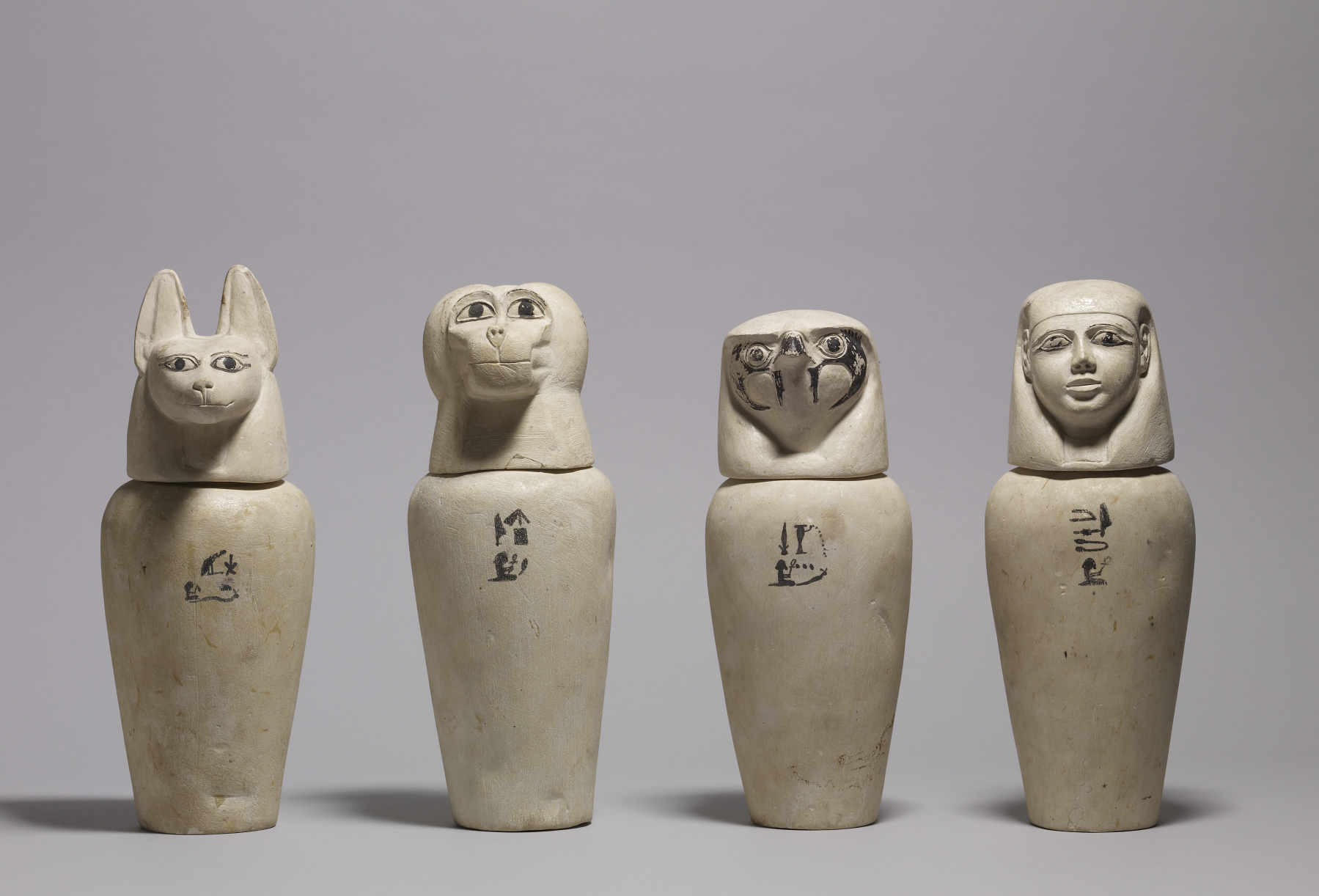
Quatre vases canopes aux têtes des enfants d'Horus. Troisième Période intermédiaire, Walters Art Museum.

Puisses-tu venir à l'existence, toi que chaque dieu complète, car 

ta tête est celle d'Horus de la Douat, Impérissable,

ta face est de Mekenti-irty, Impérissable,

tes oreilles sont les fils et fille d'Atoum, Impérissable,

tes yeux sont les fils et fille d'Atoum, Impérissable,

ton nez est celui du chacal, Impérissable,

tes dents Soped, Impérissable,

tes bras sont Hâpi et Douamoutef.

As-tu besoin de monter au ciel que tu montes,

tes jambes sont Amset et Qébehsénouf.

As-tu besoin de descendre vers le ciel d'en bas que tu descends,

tes membres sont les fils et fille d'Atoum, Impérissable
— Raphaël Bertrand, Extrait des Textes des pyramides, chap. 215

### Horakhty

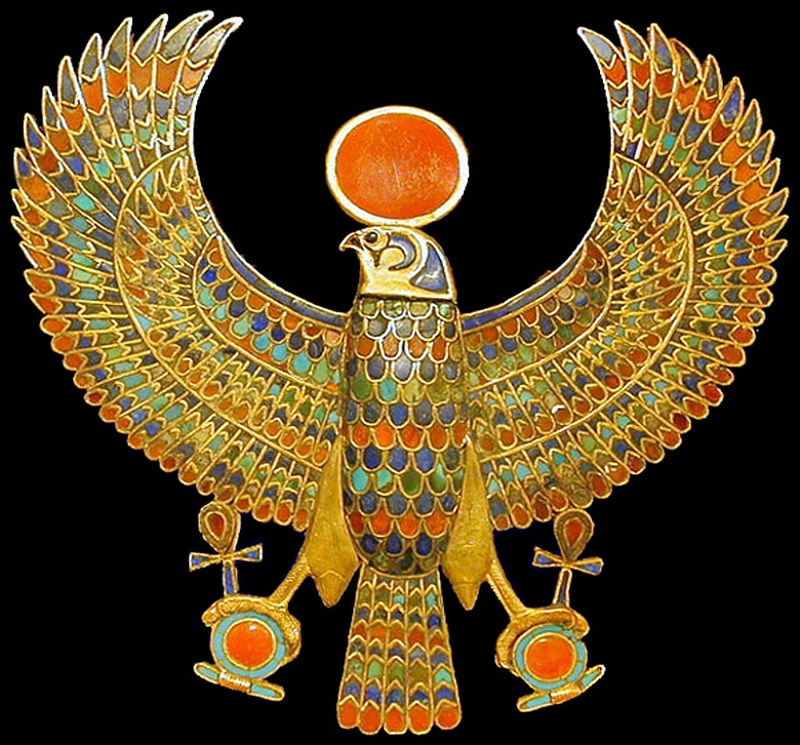
Rê-Horakhty, bijou du trésor de Toutânkhamon. XVIIIe dynastie, Musée égyptien du Caire.

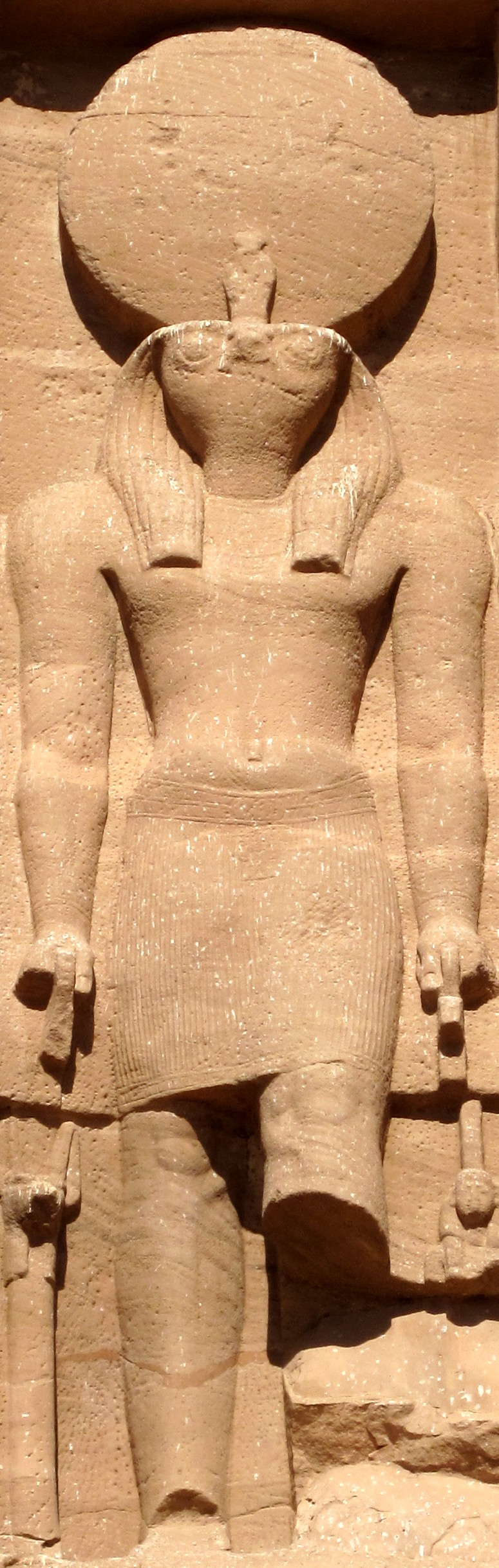
Rê-Horakhty à Abou Simbel,.

Horakhty ou « Horus de l'Horizon » est la personnification du Soleil au zénith, lorsqu'il est au maximum de sa puissance. Ce dieu apparaît souvent en association avec Rê, aussi est-il surtout connu sous la dénomination de Rê-Horakhty. Dans l'iconographie, ce dieu est représenté sous les traits d'un homme hiéracocéphale. La tête est surmontée d'un disque solaire qui se trouve entouré par un serpent-uræus afin de symboliser le feu destructeur de la divinité. Horakhty peut aussi apparaître sous l'apparence d'un faucon coiffé du disque solaire. Cet ancien dieu céleste a été très tôt vénéré à Héliopolis. À partir de la Ve dynastie, son culte fusionne avec ceux d'Atoum le démiurge et de Rê le soleil. Sous le règne d'Akhenaton, la puissance divine s'incarne dans l'Aton, le disque solaire. Dans la pensée religieuse égyptienne, l’Akhet ou « l'Horizon » est l'endroit où apparaît et disparaît le soleil. Ce mot s'écrit avec un idéogramme qui représente deux collines d'où émerge ou descend le soleil à son lever et à son coucher. L'Horizon est un monde liminal situé à la frontière du monde humain avec la Douât qui est le monde souterrain et nocturne.

### Horus de Létopolis

#### Hor-Khenty-irty, un dieu astral
Dès la IIIe dynastie (≈ XXVIIe siècle), un dieu faucon est vénéré dans la ville de Khem (la Létopolis des Grecs), capitale provinciale du IIe nome de Basse-Égypte. Les vestiges de cette cité se trouvent sur le site de l'actuelle Aousim près du Caire. L'Horus de Létopolis, « Celui qui préside à Khem », est un dieu astral assimilé à Horus l'Ancien. Son œil droit est le Soleil et le gauche la Lune. Son nom change selon que ces deux luminaires sont visibles ou pas. Au moment de la pleine lune, lorsque les deux luminaires sont brillants, cet Horus est Khenty-Irty, « Celui qui a des yeux ». Au contraire, au moment de la nouvelle lune, quand cet astre est invisible, le dieu est Khenty-en-Irty, « Celui qui n'a pas d'yeux ». Sous ces aspects, le dieu est aussi connu sous les noms de Mekhenty-Irty et Mekhenty-en-Irty. Ses animaux sacrés sont l'ichneumon (dieu voyant) et la musaraigne (dieu aveugle). Ce mythe cosmique a fait que le dieu a été considéré comme le patron des médecins oculistes et des harpistes, une profession exercée par des aveugles. Les Textes des sarcophages font de lui le fils d'Osiris ou la divinité qui rend ses yeux aux défunts lors de la momification, :

« Et mes os ont été rapportés, les parties de mon corps ont été rassemblées, ce qui m'avait été enlevé m'a été rapporté, ce qui m'avait été dispersé m'a été rassemblé, comme quand je mangeais en personne, car mes chairs m'ont été réunies. Mes yeux m'ont été rouverts, afin que par eux je puisse voir, par Khenty-en-irty, la grande Étoile-shed qui est associée à Létopolis ; mes oreilles m'ont été ouvertes, afin que par elles je puisse entendre, par ce faucon à qui on ne parle pas (...). »

— Textes des sarcophages, chap. 106 (extrait). Traduction de Paul Barguet.

#### Fils de Khenty-irty
Durant la période gréco-romaine, les temples de Dendérah et Edfou mentionnent les quatre « Enfants de Khenty-Irty », toujours en association avec les quatre enfants d'Horus. Il s'agit de dieux protecteurs chargés de veiller sur Osiris et par là même sur tous les morts égyptiens. Leurs noms sont toujours cités dans le même ordre : Heqa, Iremâouay, Maaitef et Irrenefdjesef. Ces dieux apparaissent déjà dans les Textes des sarcophages et le Livre des Morts mais sans la mention de leur père Khenty-irty.

## Formes secondaires
Le dieu Horus est omniprésent en Égypte. Sa présence est attestée dans toutes les villes et bourgades d'importance. Ses rôles sont multiples, défenseur du pays : protecteur des garnisons frontalières, protecteur des défunts et des momies, harponneur des démons et bêtes sauvages, etc.

### Cultes locaux

#### Basse-Égypte

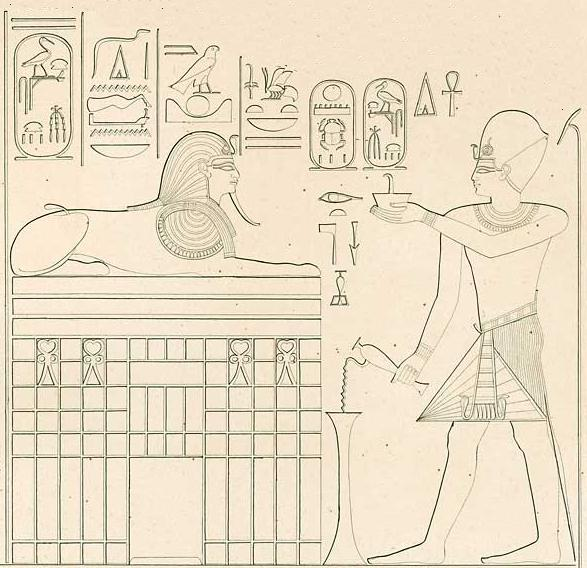
Thoutmôsis IV en adoration devant le Sphinx en son nom de Horus de l'Horizon.

Le dieu Horus a été vénéré dans toutes les régions de l'Égypte pharaonique. Pratiquement, chaque lieu de culte a disposé de sa propre forme horienne. En Basse-Égypte, à Athribis (Xe nome), le dieu crocodile Khentykhety est assimilé à Horus sous le nom de Hor-khentykhety (Hor-Khentekhaï). Il apparaît aussi sous l'apparence d'un homme à tête de taureau. Lorsqu'il est rapproché d'Osiris, son épithète est Hor-Ousir-kem-our « Horus-Osiris, grand taureau noir ».
À Chedenou (Horbeit) dans le XIXe nome, à partir de la XXVIe dynastie, un dieu céleste est vénéré sous le nom de Hormerty « Horus des deux yeux ». Ce dieu combatif défait Seth et Apophis en les massacrant.
Dans la région de Memphis, à Gizeh, la statue du Grand Sphinx a été l'objet d'un culte en tant que dieu à part entière sous le nom de Hor-em-Akhet (Harmakhis) c'est-à-dire « Horus dans l'Horizon ». Ce culte prend naissance dans les débuts de la XVIIIe dynastie sans doute après un désensablement entrepris sous Thoutmôsis IV. Cette action pieuse fut entreprise après un songe où le sphinx apparut au pharaon sous le nom de Harmakhis-Khépri-Rê-Atoum. La statue a aussi été désignée sous les noms de Houroun et Harmakhis-Houroun.

#### Haute-Égypte

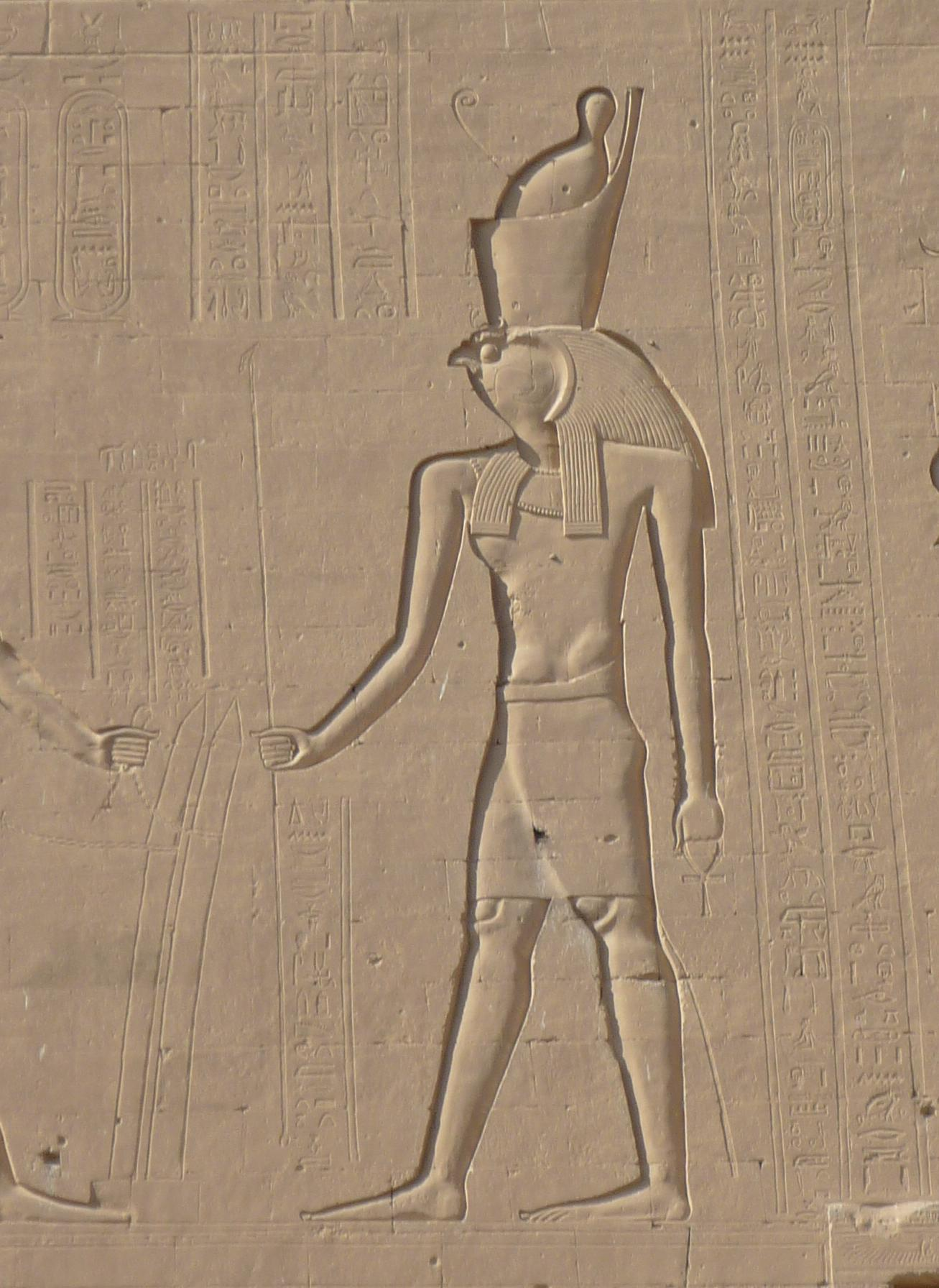
Horus harponneur. Bas-relief du temple d'Edfou, période ptolémaïque.

En Haute-Égypte, à Aphroditopolis (Atfieh) dans le XXIIe nome, le faucon Hor-Medenou (Harmotès) apparaît en association avec la vache Hésat, le bélier Khnoum et Hathor, la déesse principale de la localité. Quelques inscriptions attestent de son existence à la période saïte. À partir de la XXXe dynastie et jusqu'au IIIe siècle de notre ère, son culte est très populaire dans le Fayoum et à Alexandrie.
Durant la période ptolémaïque, Hor-Nebsekhem ou Nebesekem, le faucon guerrier de Létopolis (capitale du IIe nome de Basse-Égypte), est aussi attesté dans le Sud, à Kôm Ombo et Panopolis (Akhmîm). Son culte a perduré jusqu'au Ve siècle. Toujours à Panopolis (IXe nome), le jeune Horus élevé dans les marais est connu sous le nom de Hor-Khebty (Harkhebis) où il est rapproché d'Horus l'Ancien.
À Médamoud, près de Thèbes dans le IVe nome, le couple divin Montou et Râttaouy a pour enfant le jeune Harparê, « Horus le Soleil ». Ses plus anciennes attestations remontent au règne de Taharqa et les plus récentes à l'occupation romaine.
Dans la ville de Hebenou, capitale du XVIe nome, Hor neb Hebenou, « Horus seigneur de Hebenou », est représenté comme un homme hiéracocéphale assis sur un oryx. Cette gazelle blanche est l'emblème du nome et a été considérée comme un animal maléfique et séthien qu'il est nécessaire d'abattre rituellement pour se prémunir des dangers. D'après le mythe, cette ville fut le théâtre d'un grand combat entre Horus et Seth dont le dieu faucon sortit vainqueur.

### Défenseur des frontières
En Basse-Égypte, à la lisière du désert Libyque, dans le IIIe nome et plus particulièrement à Kôm el-Hisn, était vénéré Hor-Thehenou « Horus de Libye ». Ce dieu est attesté dès la période thinite (les deux premières dynasties) où il est connu sous l'épithète de « Seigneur du sanctuaire de Basse-Égypte ». Ce dieu guerrier est le défenseur des frontières occidentales de l'Égypte. Sa contrepartie est le dieu faucon Hor Chesemty, « Horus de l'Orient ». Dans le XIIIe nome, ce dernier est assimilé à Horakhty et la déesse Chesmet (une forme locale de la lionne Sekhmet) lui est attribuée comme épouse divine. Hor Chesemty a aussi été rapproché du dieu faucon Sopdou vénéré dans le XXe nome situé à la frontière orientale du Delta.

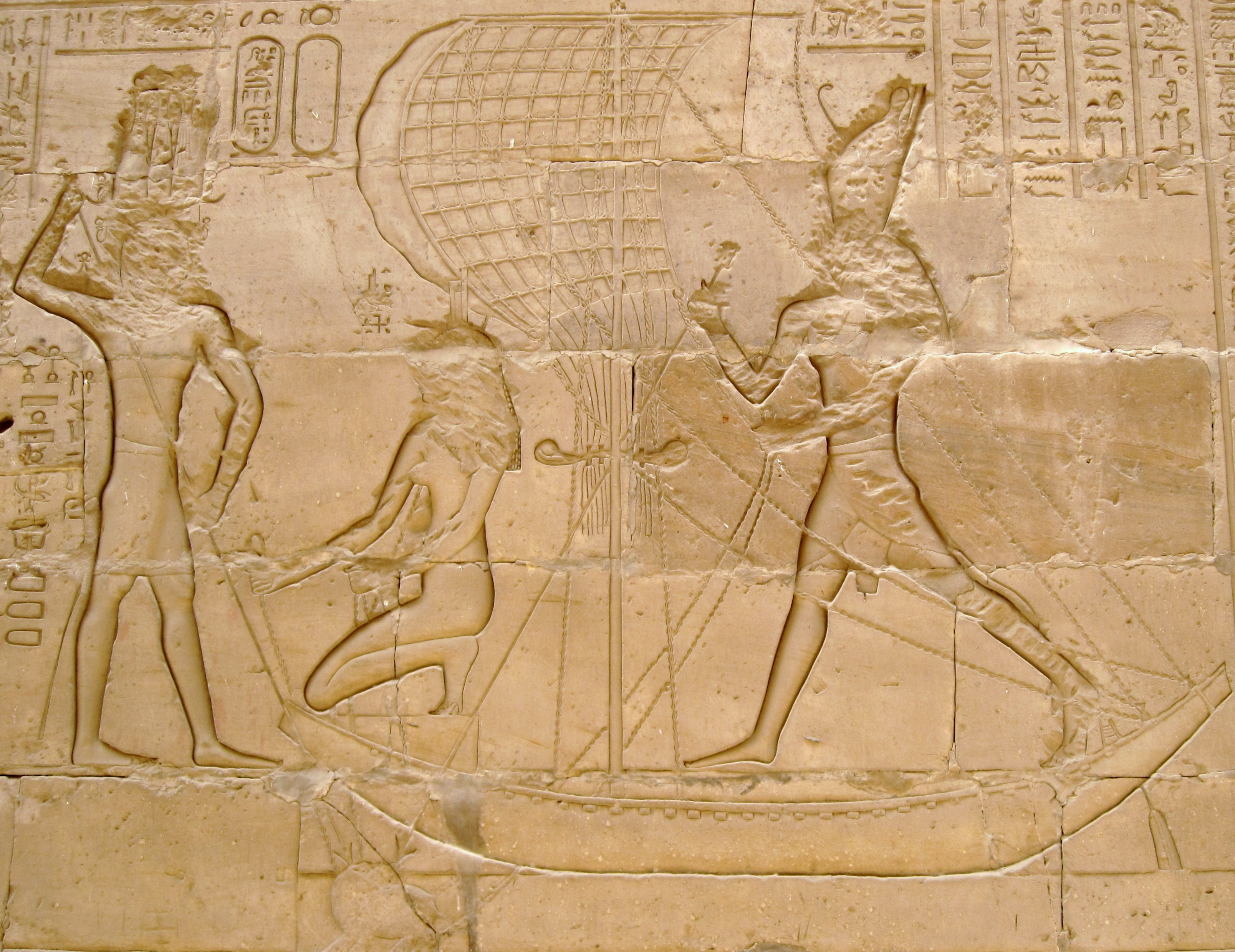
Horus le Harponneur dans sa barque. Bas-relief du temple d'Edfou, période ptolémaïque.

En tant que défenseur, Horus apparaît à Létopolis sous les traits de Hor Manou « Horus de Manou ». À l'origine, Manou et Bakhou étaient des toponymes qui servaient à désigner les montagnes du désert occidental. Sous le Nouvel Empire, ces lieux sont devenus des contrées mythiques. En tant que synonyme de Libye, Manou est resté une contrée occidentale mais le terme Bakhou s'est déplacé vers l'orient. Ces deux montagnes ont alors servi à désigner les deux extrémités du parcours est-ouest du soleil. Dans une scène cultuelle gravée à Edfou, le pharaon offre à Horbehedety le sigle hiéroglyphique de l'Horizon constitué par ces deux montagnes. En échange de cette offrande, le dieu accorde au souverain le trône, le palais royal et un long règne,.
Dans les marécages du Delta est aussi attestée la présence de Hor-Meseny, « Horus de Mesen », ou Hor-Mesenou, « Horus le Harponneur ». Le terme Mesen est un toponyme qui sert à nommer un endroit où Horus a harponné un hippopotame, incarnation de Seth. Au moins trois villes ont porté le nom de Mesen : l'une à l'ouest, près de Bouto, une deuxième à l'est près d'El Qantara et une troisième, dans le centre mais de localisation inconnue. La deuxième Mesen a eu un grand rôle stratégique en défendant le pays des agressions asiatiques (forteresse de Tjarou). En cette localité, cet Horus apparaît sous les traits d'un féroce lion. À Edfou, il est assimilé à Horbehedety.

### Dieu guérisseur et exorciste
Dès les origines de la civilisation égyptienne, le dieu Horus est perçu comme une divinité capable de guérir les humains de leurs maladies. À partir de la Basse Époque, cette fonction se manifeste surtout dans la personne du jeune Harpocrate et par le truchement des Stèles d'Horus (lire plus haut). Durant toute l'histoire égyptienne est attestée la forme divine de Hor-imy-chenout. La traduction de cette épithète pose problème et plusieurs solutions ont été proposées : « Horus des cordes », « Horus de la ville des cordes », « Horus lié par les cordes ». Le terme cheni signifie « exorciser » et le chenou est une sorte de médecin-guérisseur, un exorciste chargé d'éloigner les mauvais esprits et les morts dangereux. Dans la maison de vie, Horus est le « Prince des Livres », l'assistant de Thot. D'après un papyrus magique de l'époque ramesside, cet Horus se débarrasse de ses ennemis en les grillant dans un brasier. Il peut apparaître sous les divers traits, par exemple comme un crocodile à tête de faucon.
Lors de la momification des corps, la puissance divine d'Horus est invoquée par les prêtres embaumeurs afin de garantir la pérennité des chairs. Dans le rituel, Horus neb Hebenou offre au défunt des étoffes et des linges funéraires qui, telle une armure, le protégeront du tumulte guerrier fomenté par ses ennemis séthiens. Horbehedety apporte lui aussi des étoffes mais dans le but de garantir les offrandes funéraires. Hormerty traîne quant à lui un filet de pêche afin de rassembler et capturer la cohorte maléfique des ennemis. Horhekenou, « Horus de l'onguent », adoré à Bubastis, symbolise la chaleur brûlante du soleil. Lui aussi pourchasse les démons susceptibles de s'en prendre aux momies.

### Horit, la contrepartie féminine
Quelques textes tardifs rapportent l'existence de la déesse Horit, dont le nom est écrit avec l'idéogramme du faucon suivi de la désignation du féminin. Cette « Horus féminine » n'a d'abord été qu'un titre attribué aux reines à partir du Moyen Empire. Dans le mammisi d'Hermonthis, il est ainsi appliqué à la célèbre Cléopâtre. Les théologiens égyptiens ont ensuite personnifié ce titre royal sous la forme d'une déesse à part entière. Du fait de sa création tardive, Horit apparaît assez peu dans l'iconographie. À Dendérah, dans le temple d'Hathor, elle est représentée sous la forme d'une femme à tête de lion et à Atfieh sous les traits d'un faucon momifié. Le papyrus Brooklyn rédigé à l'époque saïte livre de précieuses informations au sujet de son mythe. D'après une notice de ce traité religieux, Horit est la fille d'Osiris. Père et fille ont entretenu des relations intimes et cinq dieux faucons sont nés de cette union incestueuse : 

« Or donc, cette déesse mit au monde cinq fils : « Houméhen », « Le fils des Deux Seigneurs », « l'Enfant qui est dans Médénou », cet « Horus qui est dans le Chérubin Supérieur » et « l'Enfant d'Isis ». »

— Papyrus Brooklyn 47.218.84 (extrait). Traduction de Dimitri Meeks.
Ce groupe de cinq dieux n'est mentionné que par ce document. Il s'agit manifestement de rassembler et d'unifier artificiellement plusieurs traditions mythologiques distinctes. Le dieu Houméhen n'est pas connu par ailleurs. Son nom signifie peut-être « Celui qui frappe le placenta ». Les anciens Égyptiens expliquaient les douleurs de la mère lors de l'accouchement en disant que l'enfant avant de naître frappait la masse placentaire. Le deuxième enfant Sanebouy, « Le fils des Deux Seigneurs », est le dieu Horus vénéré à Mendès et qu'Isis conçut de manière posthume en s'unissant à la momie d'Osiris. Le troisième Hor-Médénou est l'Horus vénéré à Médénou (une bourgade du Fayoum) et connu sous le nom grec d’Harmotès. Le quatrième, Hor-hekenou, « Horus qui est dans le Chérubin Supérieur », est la forme divine d'Horus vénérée à Bubastis. Le cinquième est dernier, « l'Enfant d'Isis », est l'Horus qui défend son père Osiris contre ses ennemis séthiens,,.

## Hors d'Égypte
Horus ne s'est pas laissé enfermer à l'intérieur des frontières égyptiennes. En Nubie, sa présence s'est imposée par la volonté des pharaons guerriers. Dans le pourtour méditerranéen, la croyance s'est largement diffusée auprès des populations gréco-romaines adeptes des cultes isiaques. Durant les derniers siècles du paganisme égyptien, les premiers chrétiens se sont emparés de l'imagerie et du mythe horiens sous les traits de l'Enfant Jésus et du harponneur saint Georges afin de mieux asseoir la nouvelle religion auprès d'une population rétive au prosélytisme religieux.

### Antiquité

#### Nubie

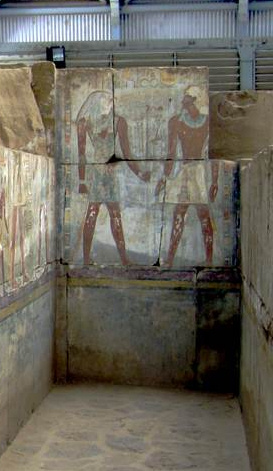
Vestiges du temple de l'Horus de Bouhen à Khartoum. XVIIIe dynastie.

Située entre la première cataracte du Nil et la confluence du Nil Blanc avec le Nil Bleu, la Nubie a joué un rôle essentiel comme carrefour commercial et culturel entre l'Égypte antique et le reste de l'Afrique. Dès la période thinite, les richesses de la Basse-Nubie ont suscité les convoitises pharaoniques. Puis, durant les Moyen Empire et Nouvel Empire, la région a été colonisée militairement et économiquement. Les pharaons ont marqué leur volonté hégémonique en faisant édifier plusieurs dizaines de citadelles et temples. Quatre localités ont été placées sous la protection du dieu Horus : la forteresse de Bouhen, la colline de Méha (temples d'Abou Simbel), la forteresse de Miam et la forteresse de Baki. Cette zone est à présent submergée sous les eaux du lac Nasser.
À Bouhen, le temple d'Horus se situait à l'intérieur de la forteresse sur une petite éminence. Un bâtiment du Moyen Empire à fait place à un petit temple rectangulaire édifié sous la reine Hatchepsout. La partie centrale est constituée par un sanctuaire entouré de colonnes. Un vestibule donne accès à trois longues chapelles, l'une d'elles communiquant avec une quatrième salle arrière. La décoration a été complétée sous Thoutmôsis III. Les scènes montrent aux côtés de l'Horus de Bouhen, les dieux Amon-Rê, Anoukis, Thot, Isis, Neith, Seshat et Montou. Au XXe siècle, le temple de Bouhen a été démonté lors de la grande campagne de sauvetage des temples de Nubie menée par l'UNESCO. Il a été remonté à Khartoum, la capitale du Soudan, dans le jardin du Musée national.

#### Cultes isiaques
Entre le IVe siècle avant, et le IVe siècle de notre ère, le culte d'Isis et des dieux qui lui sont associés (Osiris, Anubis, Horus) s'est répandu à travers tout le pourtour de la mer Méditerranée. La croyance a même gagné les bords du Rhin, la Pannonie et l'Angleterre, alors possessions de l'Empire romain. Le culte des dieux égyptiens n'est toutefois resté le fait que d'une petite minorité de croyants et ne s'est jamais hissé au rang de religion majoritaire. De nombreuses statuettes, amulettes, bijoux, lampes à huile ont été découvertes figurant Horus dans l'enfance (Harpocrate), soit seul, soit sur les genoux de sa mère Isis en train de l'allaiter (typologie des « Isis lactans »). Harpocrate n'a joué qu'un rôle secondaire dans la religion des temples isiaques édifiés à travers le monde romain. Très souvent, il cède même le pas à Anubis, l'« Aboyeur divin ». Le petit Harpocrate était cependant très populaire dans les foyers domestiques, comme en témoignent les innombrables statuettes découvertes à travers toute l'Europe et les côtes de l'Afrique du Nord. L'iconographie gréco-romaine s'inspire du style égyptien tout en l'adaptant au goût hellénistique. Horus est invariablement figuré comme un jeune enfant nu. Tantôt, le crâne est chauve comme dans les figurations égyptiennes, tantôt il arbore une abondante chevelure bouclée grecque. Une de ses épaules est parfois habillée de la nébride qui est une peau de cerf, symbole du dieu grec Dionysos auquel Osiris est généralement assimilé. Parfois, il tient dans sa main gauche une corne d'abondance, symbole de fécondité et marque de sa filiation avec Osiris, qui est connu comme dieu de la végétation et de la fertilité. Lorsqu'il est rapproché du jeune Éros, Horus porte des ailes dans son dos et un carquois rempli de flèches. Il peut être représenté debout ou couché et parfois accompagné d'un animal (oie, chien, chèvre, cheval) ou les chevauchant. Malgré toutes les variantes, son geste le plus caractéristique est celui de porter l'index de la main droite vers la bouche.

statuettes de l'Harpocrate gréco-romain
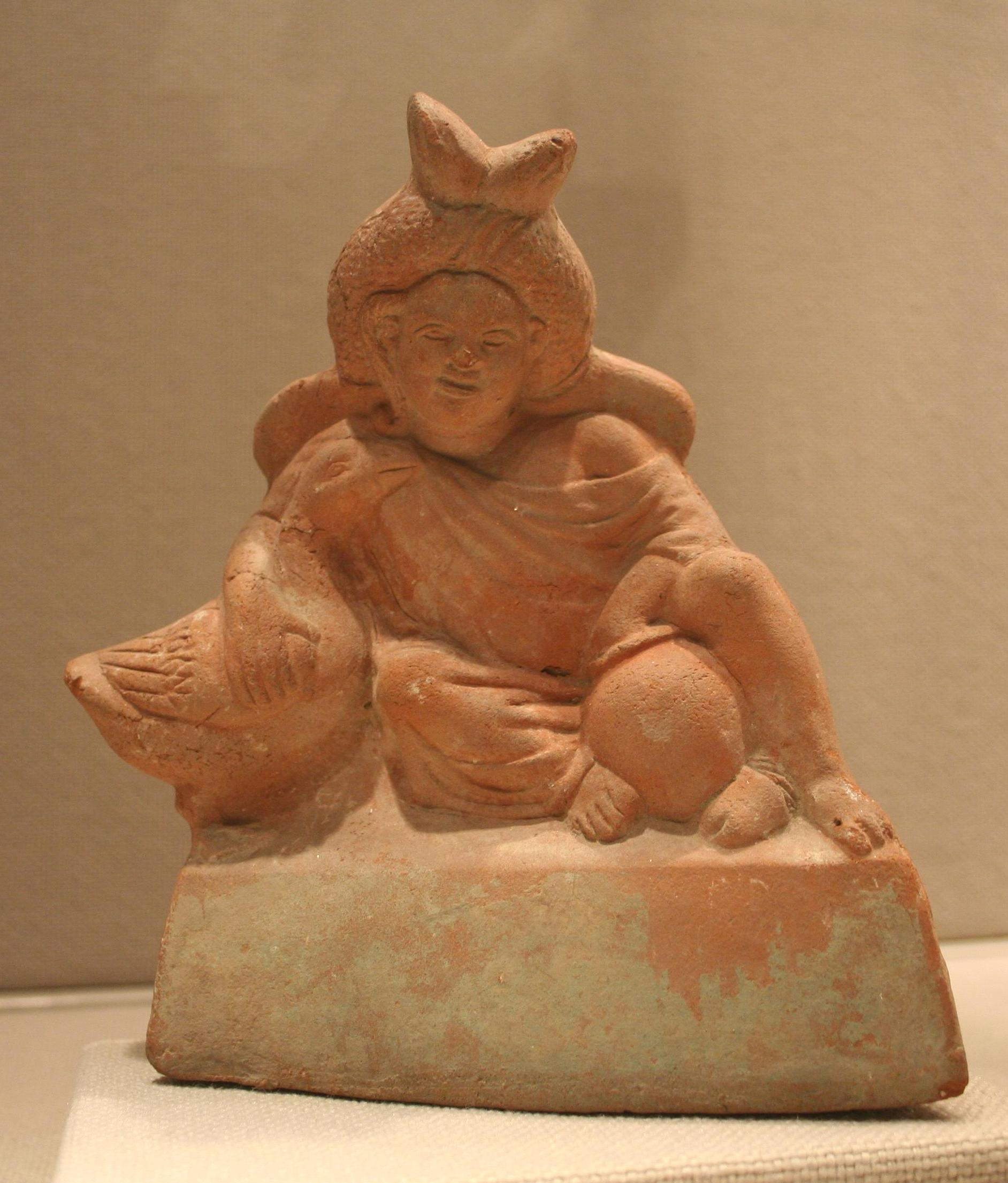
Couché avec une oie. Musée égyptien de Leipzig.
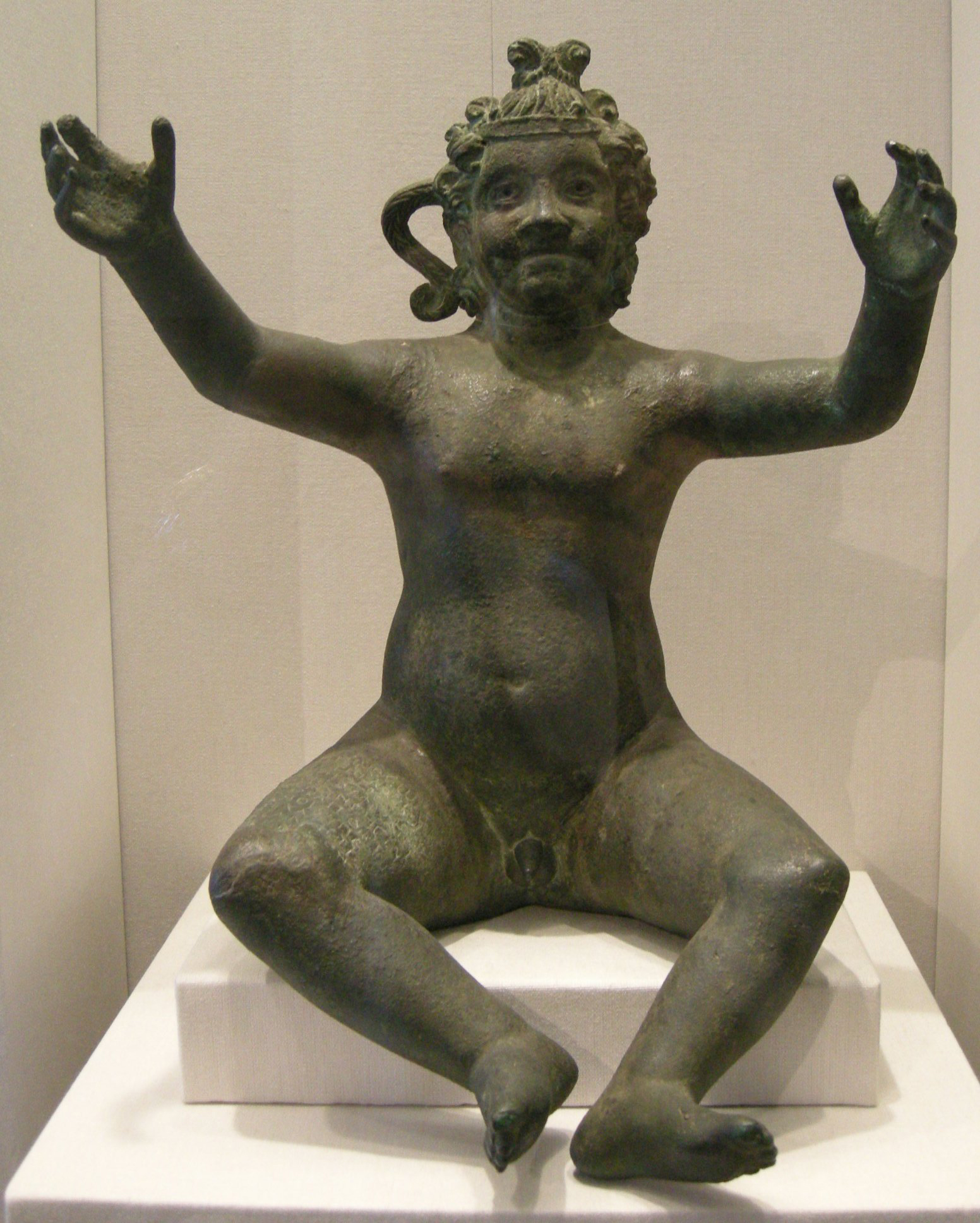
Assis les bras ouverts. California Palace of the Legion of Honor.
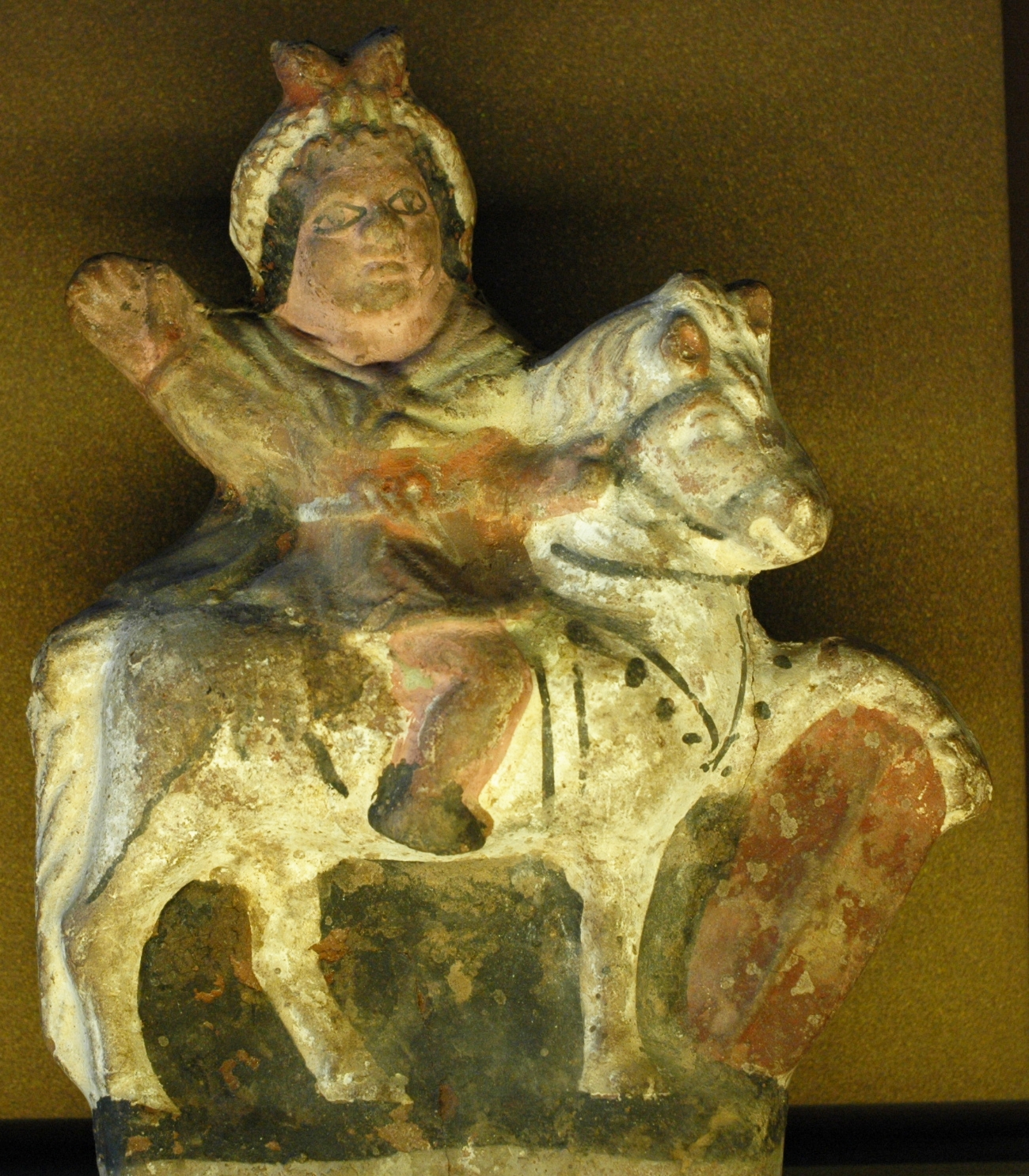
Sur un cheval et victorieux. Musée du Louvre.
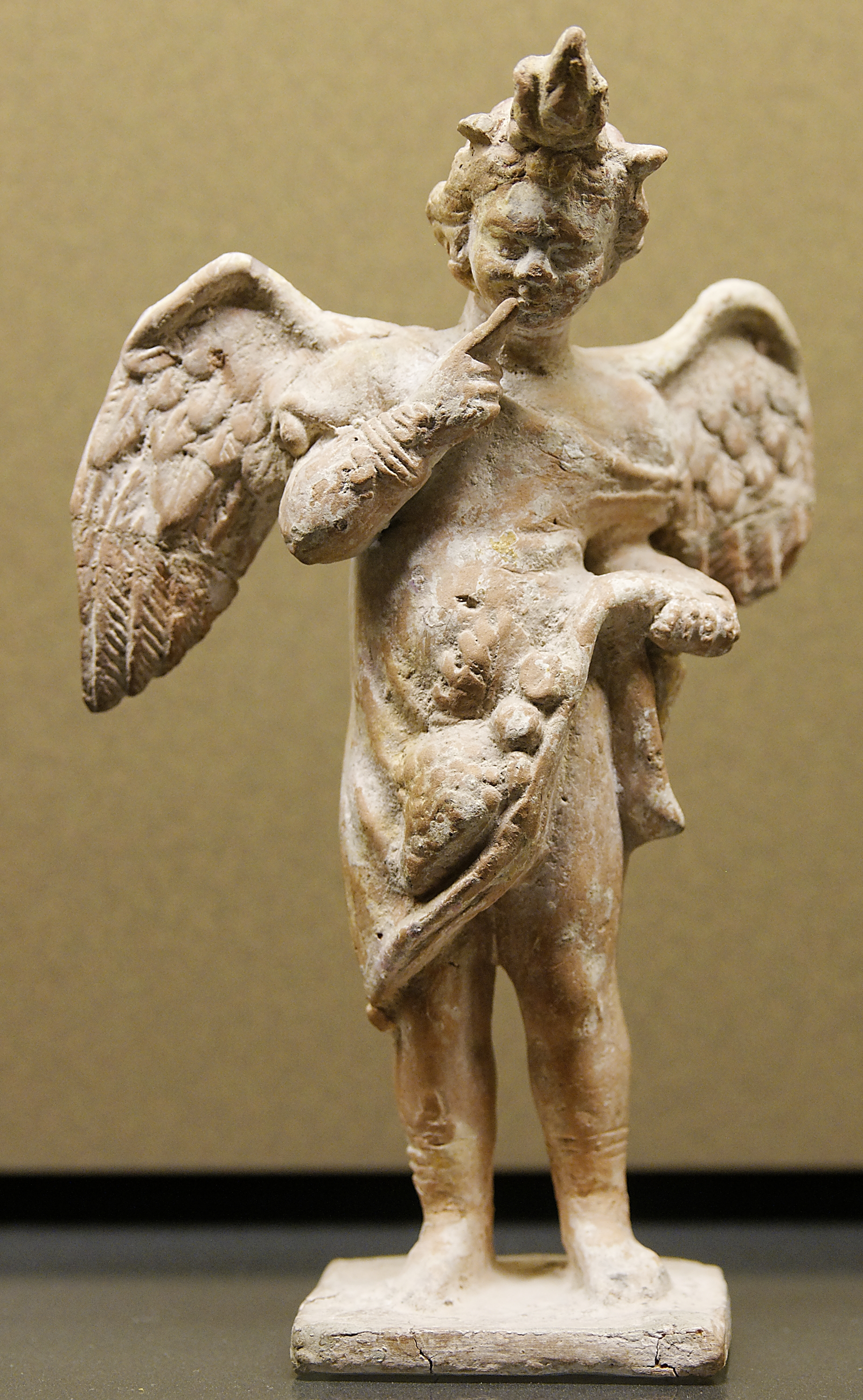
Ailé tel Éros. Musée du Louvre.

### Postérité chrétienne

#### Vierge à l'Enfant

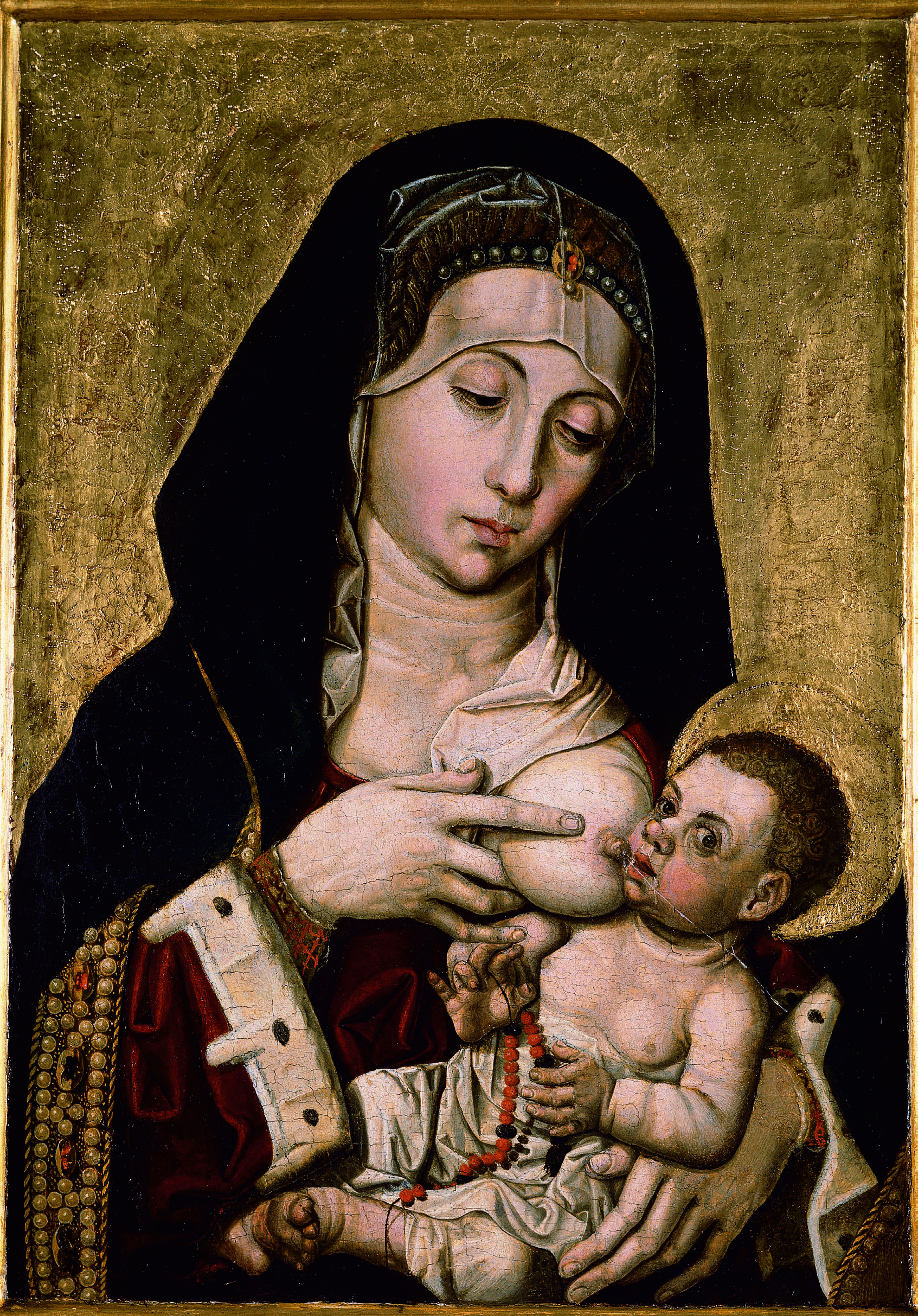
Marie allaitant Jésus par Bartolomé Bermejo. Musée des Beaux-Arts de Valence (Espagne).

En Égypte, durant les premiers siècles du christianisme, les fidèles de la nouvelle religion ont longuement bataillé pour imposer leur croyance. Attachée aux anciens dieux, la population s'est le plus souvent opposée avec une extrême résistance aux premiers évêques évangélisateurs. Dans cette lutte acharnée, les chrétiens ont peu à peu pris le dessus et sont devenus majoritaires. Pour mettre à bas l'ancienne croyance, de nombreux sanctuaires païens ont été détruits, en particulier ceux d'Alexandrie et de sa région. D'autres ont été récupérés et transformés en églises coptes. Tel est le cas du temple d'Isis de Philæ. Dans le domaine de l'art, les chrétiens n'ont pas hésité à dégrader les représentations païennes en les martelant. Il fut cependant impossible d'éradiquer tous les témoignages architecturaux édifiés et décorés durant les trois millénaires et demi de civilisation pharaonique. Le judaïsme d'où est issu Jésus-Christ interdisant les représentations divines, et aucune croyance ne vivant en monde clos, l'art chrétien primitif a nécessairement dû puiser son inspiration auprès des religions polythéistes de son temps. En Égypte, les artistes et les religieux coptes ont été, très naturellement, influencés par le message spirituel pharaonique et par son iconographie très riche en symboles religieux. Le mythe d'Horus l'Enfant né miraculeusement puis allaité et protégé par sa mère Isis a ainsi déteint sur les représentations de la Vierge Marie, mère de l'Enfant Jésus. Le culte d'Isis et Harpocrate était très largement diffusé autour de la mer Méditerranée entre le IVe siècle avant, et le IVe siècle de notre ère. Dans l'iconographie, les représentations d'Isis s'apprêtant à allaiter son fils Horus assis sur ses genoux sont très répandues sous la forme de statuettes de dix à vingt centimètres de haut. Il est dès lors possible que l'art copte des Ve siècle-VIIe siècle se soit inspiré, consciemment ou non, de ce motif pour l'appliquer à Marie et à l'Enfant-Jésus.

Isis allaitant Horus
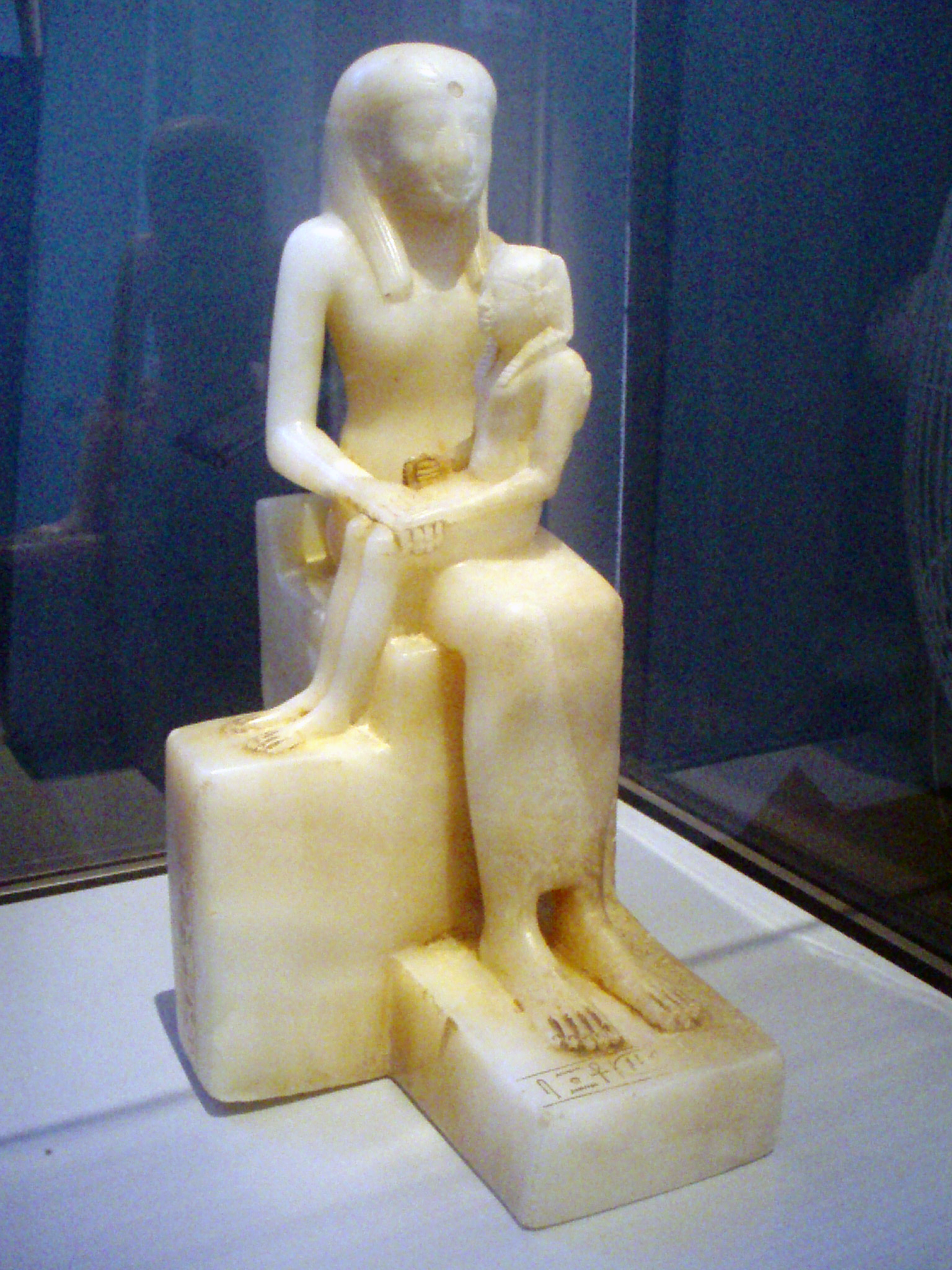
Pépi II allaité par sa mère tel un nouvel Horus. VIe dynastie, Brooklyn Museum.
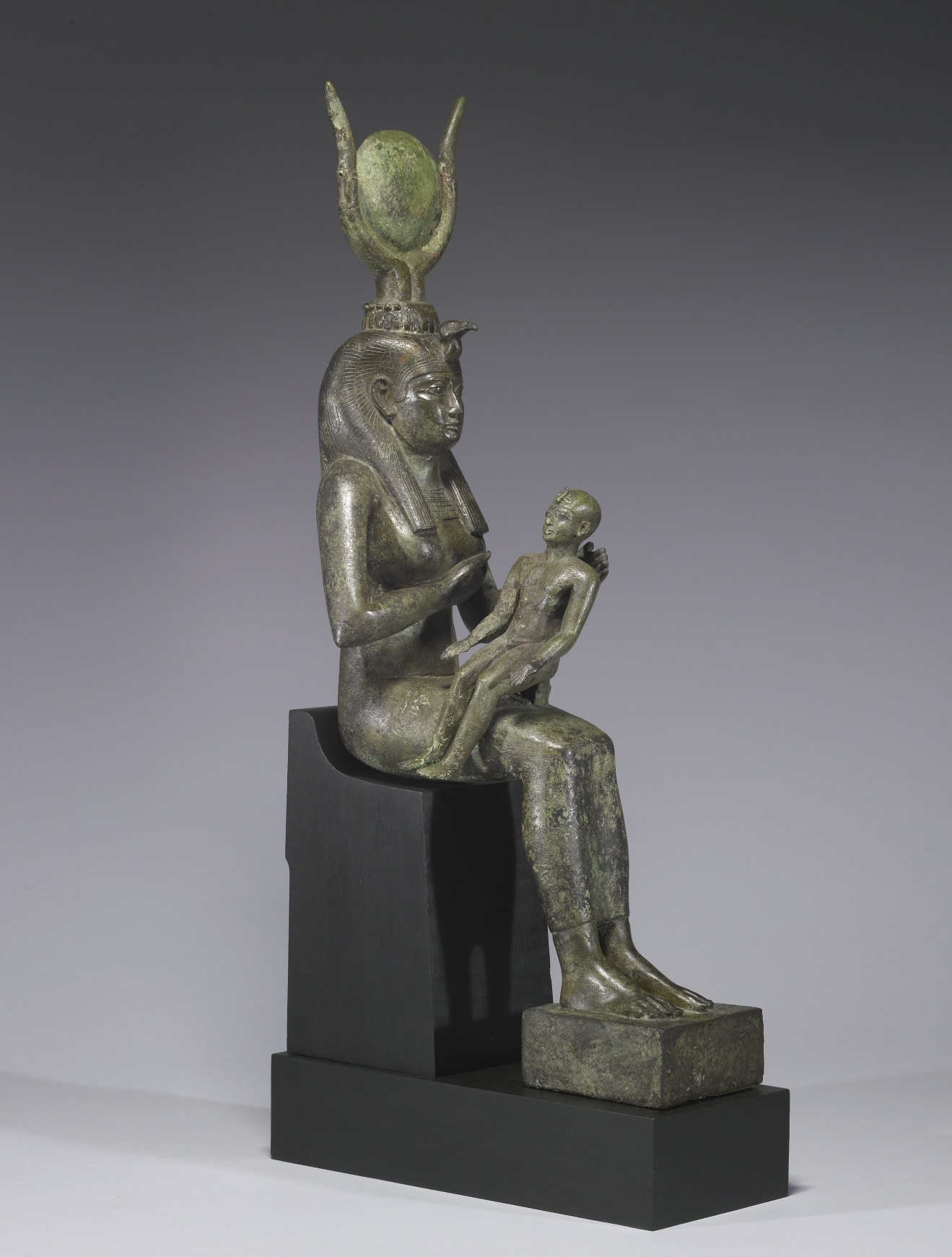
Isis allaitant Horus, Basse Époque, Walters Art Museum.
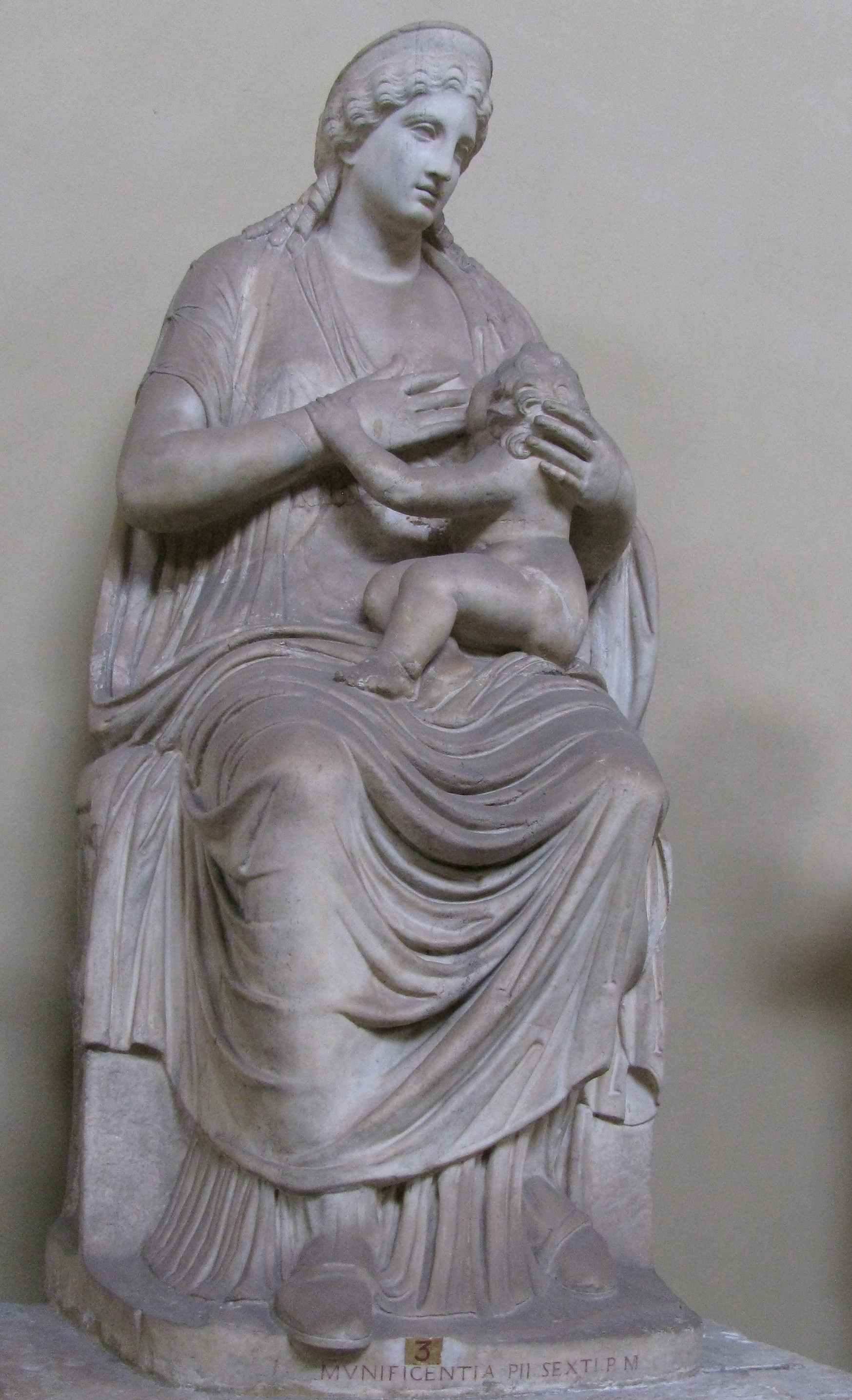
Isis lactans (art romain), Musées du Vatican.

#### Saint Georges

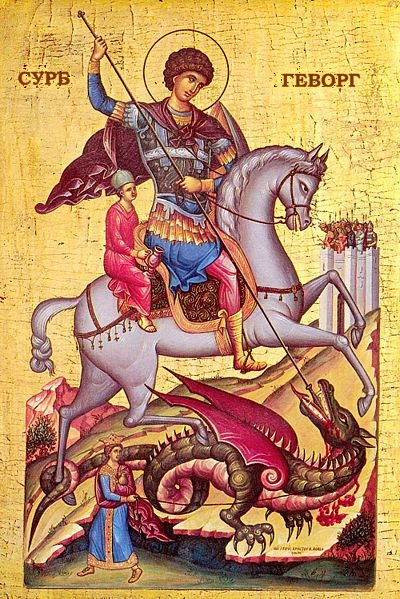
Le légionnaire saint Georges terrassant le dragon (icône russe).

Dans la chrétienté, Georges de Lydda ou saint Georges est l'un des saints les plus populaires qui soient. Sa légende s'est d'abord développée en Orient puis s'est largement diffusée en Occident. De nombreux pays, régions, villes et villages sont placés sous sa bienveillante protection : Géorgie, Éthiopie, Angleterre, Bourgogne, Catalogne, etc. Selon la légende, au IIIe siècle, en Libye, près de la ville de Silène, un monstre terrorisait la population. Chaque jour, des jeunes gens devaient se sacrifier et aller se livrer à lui afin de se faire dévorer. Saint Georges, soldat issu d'une famille chrétienne, rencontra un jour une victime sur le point d'aller à la mort. Monté sur son cheval blanc, le Saint se rendit auprès du monstre et le transperça de sa lance. Ce haut fait est à l'origine de son iconographie la plus commune, un légionnaire en armure, brandissant une lance ou un glaive, assis sur un cheval cabré au-dessus d'un monstrueux dragon.
Dans l'imagerie égyptienne, la lutte du bien contre le mal est très anciennement symbolisée par le personnage du Harponneur. Debout dans une barque, un homme transperce vigoureusement de sa lance le corps d'un hippopotame. Dans les tombeaux, le personnage du Harponneur apparaît durant l'Ancien Empire dans les mastabas des proches du pharaon. Le propriétaire de la tombe est montré voguant dans la luxuriance des marais, la lance à la main. Plus tard, durant le Nouvel Empire, dans le trésor funéraire de Toutânkhamon, figure une statuette du roi sous l'apparence du Harponneur. Dans le monde divin, deux divinités sont montrées sous ce rôle : Seth à l'avant de la Barque de Rê luttant contre le serpent Apophis et Horus harponnant l'hippopotame séthien ; à Edfou par exemple (lire plus haut). Durant la période gréco-romaine, dans les temples des oasis du désert Libyque, Seth apparaît sous les traits du faucon horien, accompagné d'un lion — le chevauchant presque — et harponnant un serpent. Le Musée du Louvre conserve un témoin du mélange entre les traditions égyptiennes et romaines. Sur les restes d'une fenêtre sculptée au IVe siècle, Horus est montré sous l'apparence d'un légionnaire à tête de faucon, chevauchant un cheval et harponnant un crocodile. Il est tentant d'imaginer qu'à l'époque copte, où christianisme et paganisme rivalisaient encore, l'antique mythe du Harponneur égyptien ait influencé la légende et l'iconographie du nouveau saint chrétien.

Harponneurs égyptiens
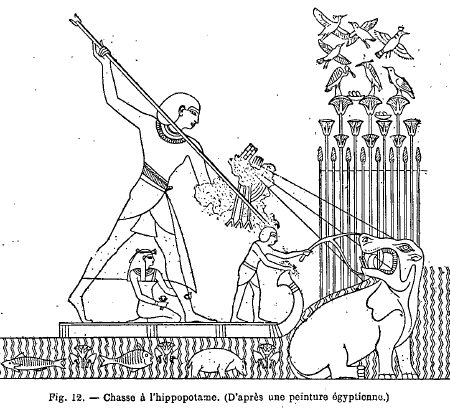
Chasse à l'hippopotame. Croquis d'après une tombe du Nouvel Empire.
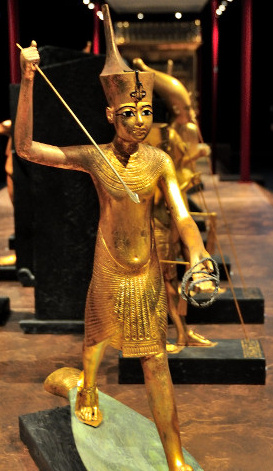
Toutânkhamon la lance à la main. XVIIIe dynastie.
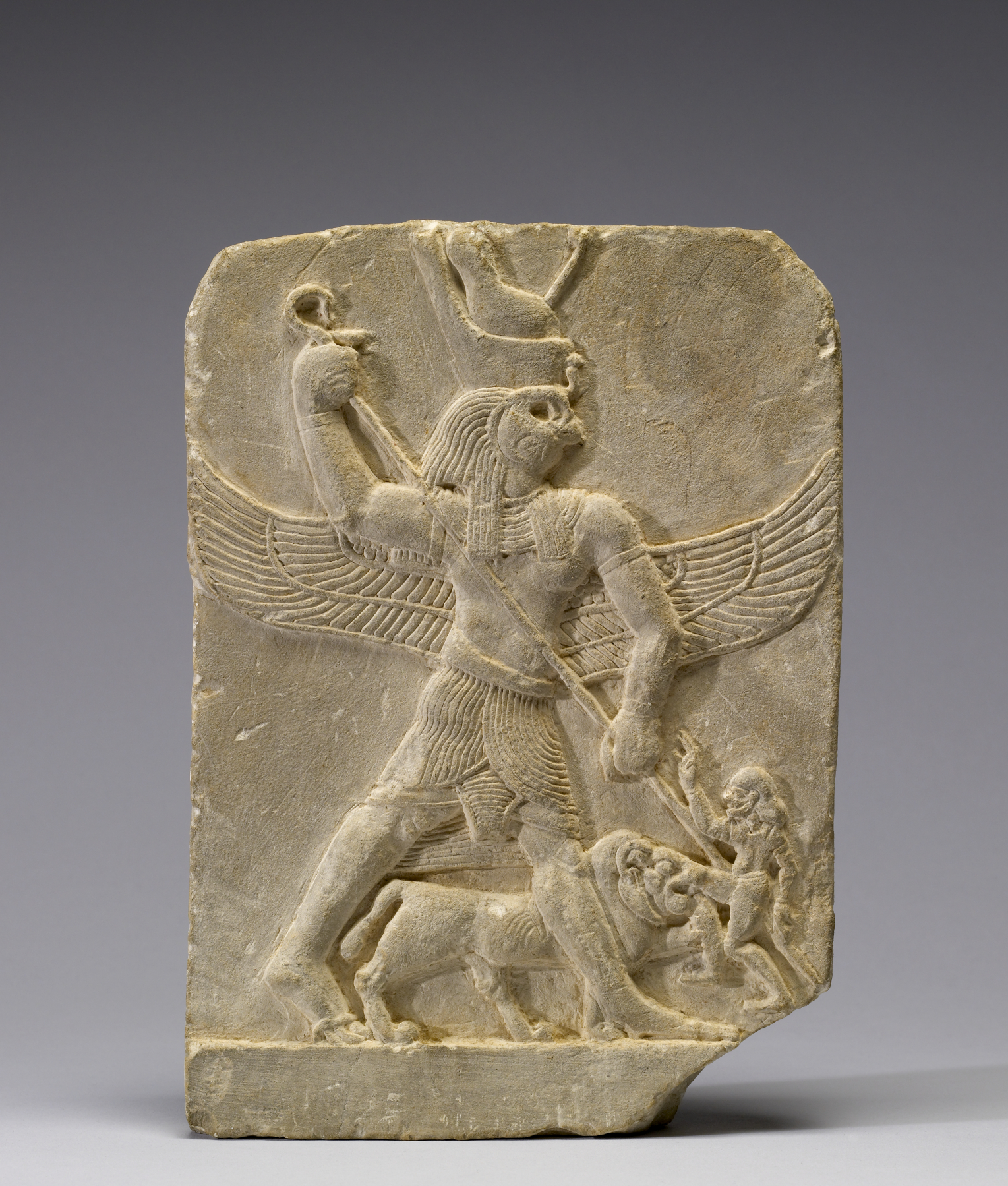
Seth-Horus harponnant un ennemi (IVe siècle avant notre ère. Walters Art Museum.
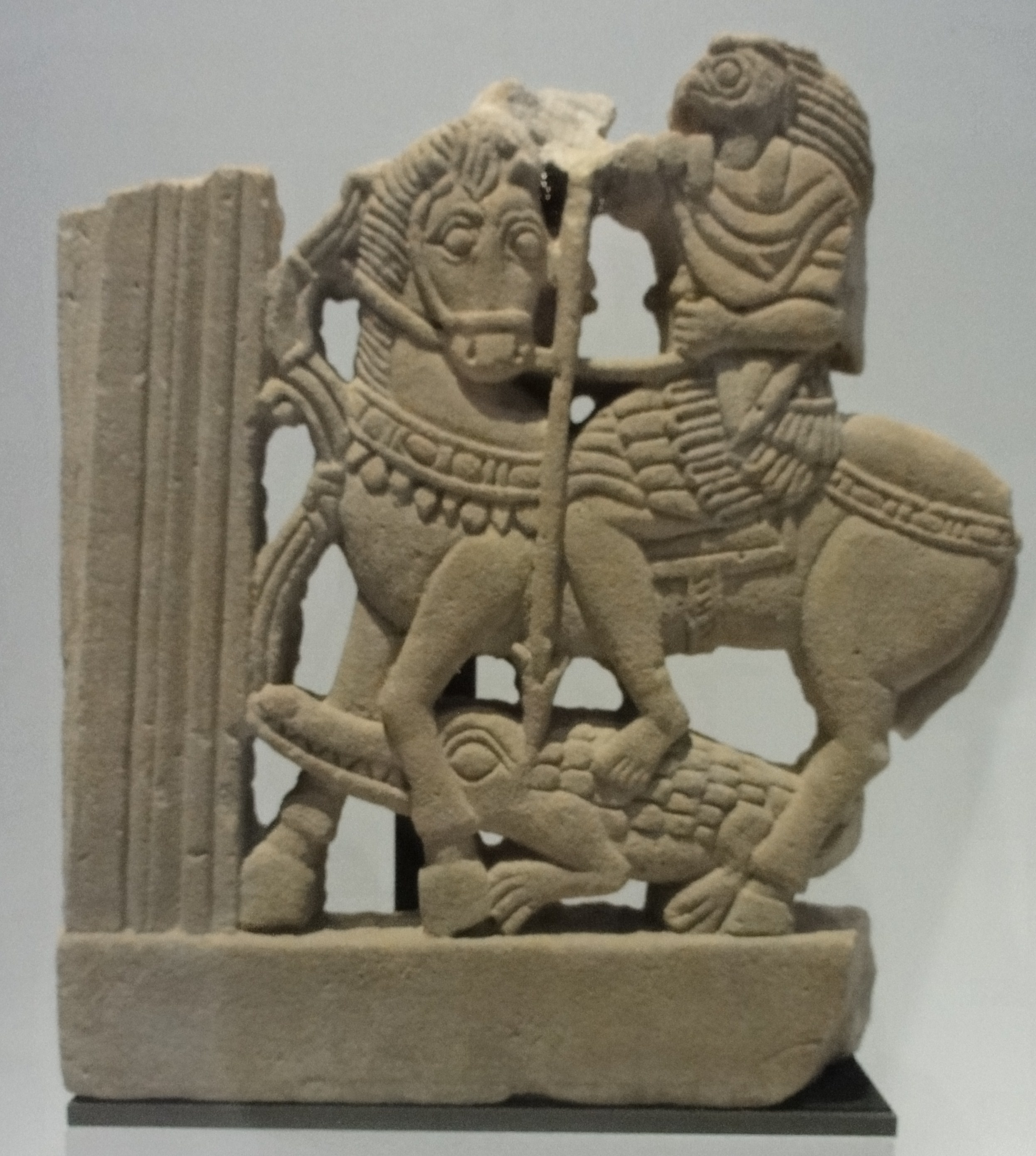
Horus légionnaire (IVe siècle de notre ère). Musée du Louvre.

### Culture populaire

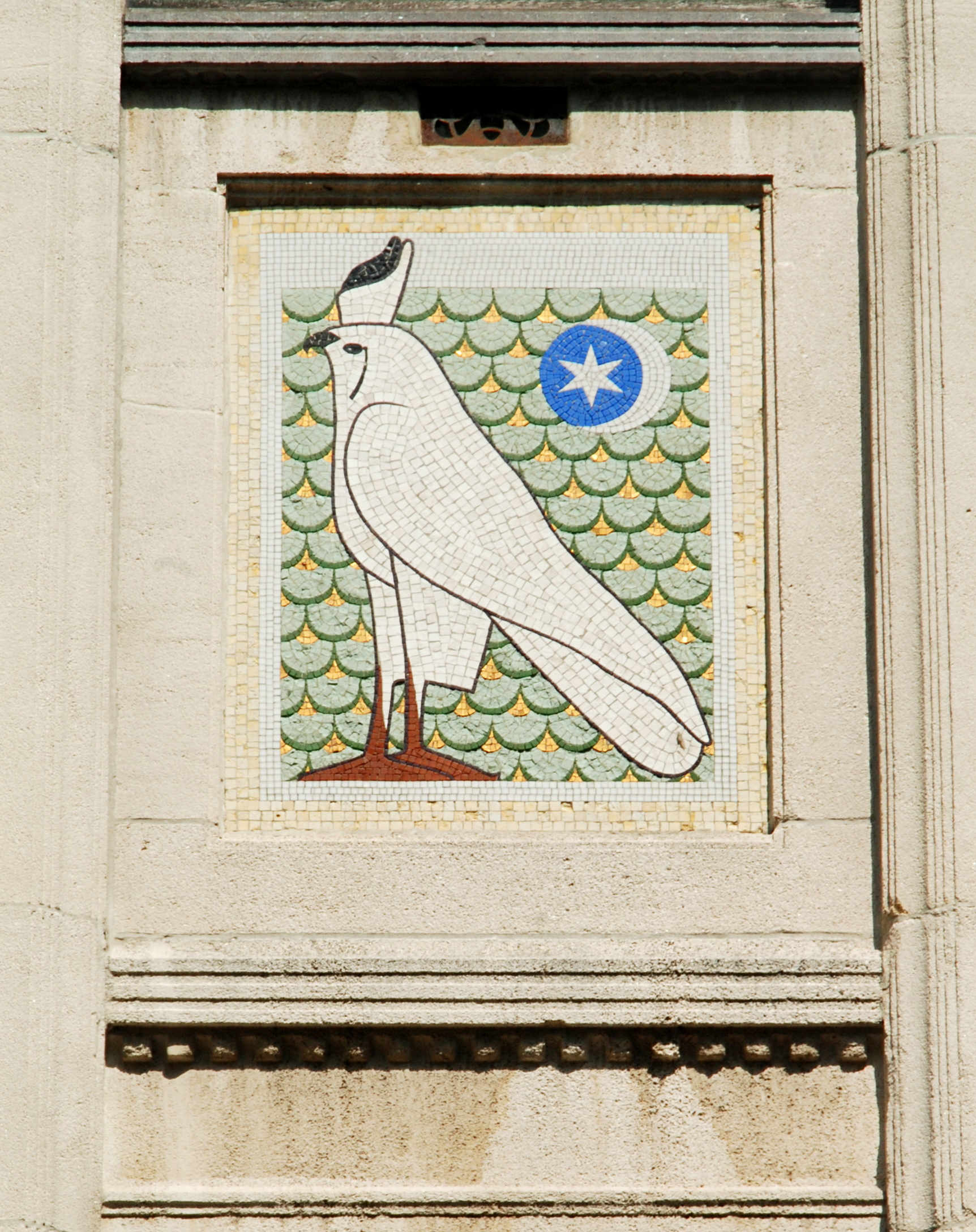
Mosaïque représentant Horus sur la Maison Bruno Schmidt (Art nouveau, Jean-Baptiste Dewin, Bruxelles, 1910).

Depuis la fin du XIXe siècle et l'apparition du phénomène de la culture de masse, l'image d'Horus est véhiculée par l'entremise de nombreux supports médiatiques tels les livres de vulgarisation égyptologique, les reproductions d'artefacts antiques (statuettes, papyrus illustrés, amulettes de l'Œil oudjat), les romans, les bandes dessinées, le cinéma, les sites internet. Grâce à ces moyens d'information et de divertissement, la représentation d'Horus en tant qu'homme vêtu d'un pagne et doté d'une tête de faucon est devenue immensément populaire. À côté d'Anubis le dieu chacal, Horus est devenu le parangon des dieux hybrides de l'Ancienne Égypte. Fort de cette popularité, Horus est intégré dans la trame de nombreuses fictions.
Aux États-Unis, Horus est un super-héros relativement méconnu de la franchise des Marvel Comics surtout célèbre pour les personnages de Spider-Man, X-Men, Hulk, Thor, Captain America, Iron Man, Daredevil, Ghost Rider, etc. Sa première apparition remonte à septembre 1975 où, dans une bande dessinée, il est présenté comme le fils d'Osiris et Isis et tous évoluent dans un monde fantastique où les mythologies scandinaves, égyptiennes et extraterrestres s’entremêlent. Après avoir été enfermés par Seth dans une pyramide durant quelque trois-cents années, Horus et ses parents parviennent à s'en échapper en faisant apparaître le monument hors du sol californien.

Symbole de Heru-ur (Stargate).

Dans la série télévisée américano-canadienne Stargate SG-1 (dix saisons diffusées entre 1997 et 2007 aux États-Unis), Horus apparaît sous le nom de Heru'ur, c'est-à-dire Hor-Our (Horus l'Ancien). Heru'ur, fils de Râ et Hathor, est présenté comme un extraterrestre tyrannique et conquérant issu de la race des parasites Goa'uld — il est d'ailleurs l'un des plus puissants représentants de cette race, ayant acquis le titre de Grand Maître Goa'uld — et qui a fait main basse sur plusieurs planètes habitables dont Tagrea et Juna.
En 2009, la maison d'édition québécoise Les 400 coups publie la version francophone de Horus (tome 1 - l'enfant à tête de faucon) de l'auteure Johane Matte (dessin et scénario). Sous les règnes conjoints de Thoutmôsis III et Hatchepsout, le dieu Horus est de retour en Égypte sous l'apparence d'un petit garçon à tête de faucon. Menacé mais en la compagnie de la jeune paysanne Nofret, le petit dieu doit se mettre à l'abri des intentions meurtrières d'un étrange oryx capable de commander les furieux hippopotames des marais.
En 2016, Horus est incarné par l'acteur Nikolaj Coster-Waldau dans le film Gods of Egypt.

### Architecture
- Nathalie Baum, Le Temple d'Edfou : À la découverte du Grand Siège de Rê-Harakhty, Monaco, le Rocher, coll. « Champollion », 2007, 366 p. (ISBN 978-2-268-05795-8).
- S. Aufrère, J.-Cl. Golvin, J.-Cl Goyon, L’Égypte restituée : Tome 1, Sites et temples de Haute Égypte, Paris, Errance, 1991, 270 p. (ISBN 2-87772-063-2).
- Daniel Soulié, Villes et citadins au temps des pharaons, Paris, Perrin, 2002, 286 p. (ISBN 2-7028-7038-4).

### Généralités
- Jan Assmann (trad. de l'allemand), Mort et au-delà dans l'Égypte ancienne, Monaco, Éditions du Rocher, 2003, 685 p. (ISBN 2-268-04358-4).
- Sylvie Cauville, L'offrande aux dieux dans le temple égyptien, Paris-Leuven (Belgique), Peeters, 2011, 291 p. (ISBN 978-90-429-2568-7).
- Jean-Pierre Corteggiani (ill. Laïla Ménassa), L'Égypte ancienne et ses dieux, dictionnaire illustré, Paris, éditions Fayard, 2007, 589 p. (ISBN 978-2-213-62739-7).
- Maurizio Damiano-Appia (trad. de l'italien), L'Égypte. Dictionnaire encyclopédique de l'Ancienne Égypte et des civilisations nubiennes, Paris, Gründ, 1999, 295 p. (ISBN 2-7000-2143-6).
- Christiane Desroches Noblecourt, Le fabuleux héritage de l'Égypte, Paris, SW-Télémaque, 2004, 319 p. (ISBN 2-286-00627-X).
- Étienne Drioton, Pages d'égyptologie, Le Caire, Éditions de la Revue du Caire, 1957, 385 p.
- Françoise Dunand, Roger Lichtenberg et Alain Charron, Des animaux et des hommes : Une symbiose égyptienne, Monaco, Le Rocher, 2005, 271 p. (ISBN 2-268-05295-8).
- Annie Gasse, Les stèles d'Horus sur les crocodiles, Paris, RNM, 2004, 182 p. (ISBN 978-2-7118-4783-9).
- Annie Gasse, « La stèle Brügger, une stèle d’Isis sur les crocodiles », ENIM 7, Montpellier,‎ 2014, p. 125-143.
- François-Xavier Héry et Thierry Enel, L'Égypte, mère du monde, Paris, GLM, 1997, 233 p. (ISBN 2702809421).
- Yvan Koenig, Magie et magiciens dans l'Égypte ancienne, Paris, Pygmalion, 1994, 360 p. (ISBN 2-85704-415-1).
- Bernadette Menu, Recherches sur l'histoire juridique, économique et sociale de l'ancienne Égypte. II, Le Caire, IFAO, 2008, 423 p. (ISBN 978-2-7247-0217-0), chap. 5 (« Naissance du pouvoir pharaonique »), p. 65-98.
- Ruth Schumann et Stéphane Rossini, Dictionnaire illustré des dieux de l'Égypte, Monaco, Éd. du Rocher, coll. « Champollion », 2003, 580 p. (ISBN 2-268-04793-8).

### Mythologie
- Paul Barguet, Le Livre des Morts des Anciens Égyptiens, Paris, Éditions du Cerf, 1967, 307 p. (ISBN 2-204-01354-4).
- André Barucq, « Les textes cosmogoniques d'Edfou d'après les manuscrits laissés par Maurice Alliot », BIFAO, Le Caire, vol. 64,‎ 1966, p. 125-167 (lire en ligne).
- Philippe Derchain, « Mythes et dieux lunaires en Égypte », La lune, mythes et rites, Paris, Éditions du Seuil, sources orientales, vol. 5,‎ 1962, p. 17-68.
- Étienne Drioton, « Variantes dans les légendes d'Osiris et d'Horus », BSFE 30, Paris,‎ 1959.
- Annie Forgeau, Horus-fils-d'Isis. La jeunesse d'un dieu, Le Caire, IFAO, 2010, 529 p. (ISBN 978-2-7247-0517-1).
- Henri Frankfort (trad. Jacques Marty et Paule Krieger), La royauté et les dieux : Intégration de la société à la nature dans la religion de l'ancien Proche Orient, Paris, Payot, 1951, 436 p.
- Jean-Claude Goyon, Les dieux-gardiens et la genèse des temples (d'après les textes égyptiens de l'époque gréco-romaine) : Les 60 d'Edfou et les 77 dieux de Pharbaethos, Le Caire, IFAO, coll. « BiEtud 93 », 1985, 507 p. (ISBN 2-7247-0015-5).
- Erik Hornung, Les Dieux de l'Égypte : Le un et le multiple, Monaco, Le Rocher, 1986, 309 p. (ISBN 2-268-01893-8).
- Bernard Mathieu, « Les Enfants d'Horus, théologie et astronomie (Enquêtes dans les Textes des Pyramides, 1) », ENiM 1, Montpellier,‎ 2008, p. 7-14 (lire en ligne).
- Bernard Mathieu, « Mais qui est donc Osiris ? Ou la politique sous le linceul de la religion (Enquêtes dans les Textes des Pyramides, 3) », ENiM 3, Montpellier,‎ 2010, p. 77-107 (lire en ligne).
- Bernard Mathieu, « Seth polymorphe : le rival, le vaincu, l'auxiliaire (Enquêtes dans les Textes des Pyramides, 4) », ENiM 4, Montpellier,‎ 2011, p. 137-158 (lire en ligne).
- Bernard Mathieu, « Horus : polysémie et métamorphoses (Enquêtes dans les Textes des Pyramides, 5) », ENiM 6, Montpellier,‎ 2013, p. 1-26 (lire en ligne).
- Dimitri Meeks, Mythes et légendes du Delta : d'après le papyrus Brooklyn 47.218.84, Le Caire, IFAO, 2008, 498 p. (ISBN 978-2-7247-0427-3).
- Alexandre Moret, « Horus sauveur », Revue de l'histoire des religions, Paris, Armand Colin, t. 72,‎ 1915, p. 213-287 (JSTOR 23663050).
- Herman te Velde (trad. Christian Bégaint), Seth, ou la divine confusion : Une étude de son rôle dans la mythologie et la religion égyptienne, Scribd, 2011, 172 p. (lire en ligne).

### Traductions
- Paul Barguet, Textes des Sarcophages égyptiens du Moyen Empire, Paris, Éditions du Cerf, 1986, 725 p. (ISBN 2-204-02332-9).
- André Barucq et François Daumas, Hymnes et prières de l'Égypte ancienne, Paris, Le Cerf, 1980, 559 p. (ISBN 2-204-01337-4).
- Raphaël Bertrand, Les Textes de la Pyramide d'Ounas, Paris, ANOUP éditions, 2004, 240 p. (ISBN 2-9507515-1-2).
- Michèle Broze, Mythe et roman en Égypte ancienne. Les aventures d'Horus et Seth dans le Papyrus Chester Beatty I, Louvain, Peeters, 1996.
- Claude Carrier, Textes des Pyramides de l'Égypte ancienne : Tome I, Textes des pyramide d'Ounas et de Téti, Paris, Cybèle, 2009, 417 p. (ISBN 978-2-915840-10-0), p. 1 à 423.
- František Lexa, La magie dans l'Égypte antique de l'Ancien Empire jusqu'à l'époque copte, Paris, Librairie orientaliste Paul Geuthner, 1925.
- Plutarque (trad. du grec ancien par Mario Meunier), Isis et Osiris, Paris, Guy Trédaniel Éditeur, 2001, 237 p. (ISBN 2-85707-045-4).
- Jacques Vandier, Le Papyrus Jumilhac, Paris, CNRS, 1961, 349 p.